# Pekín
Pekín o Pequín
(en chino, 北京; pinyin, Běijīngⓘ)
es la capital de la República Popular China y una de las ciudades más pobladas del mundo con 21 890 000 habitantes en 2020. Es además, junto con Shanghái, Tianjin y Chongqing, uno de los cuatro municipios del país.
Situada en la periferia de la antigua civilización china, Pekín se convirtió en el baluarte de las potencias extranjeras que ocuparon China del Norte entre los siglos X y XII. La dinastía Liao estableció aquí su capital meridional, la más acreditada de las cinco del reino. La dinastía Jin, la siguiente dinastía "bárbara" emprendió un amplio proyecto urbanístico a imagen de la capital de los Song septentrionales, Kaifeng. En 1215 los mongoles arrasaron la ciudad, pero cincuenta años después Kublai Kan decidió edificar en ella la nueva capital. En la zona centro-sur del trazado hipodámico se hallaba la colosal villa imperial que contenía el complejo de palacios imperiales. El emperador Yongle, el tercer Ming, decidió trasladar la capitalidad a Pekín. Las murallas del lado septentrional fueron trasladadas más hacia el Sur para que el complejo palaciego imperial, la llamada Ciudad Prohibida, quedase exactamente en el centro del plano. 
Así la estructura del nuevo Pekín representa la cima del urbanismo tradicional chino, basado en la organización introducida por los mongoles así como en la estructura de los palacios imperiales de Kaifeng y Nankín además de tomar en consideración las normas de la geomancia china (風水).
Pekín es uno de los cuatro municipios de China que poseen un estatus provincial y están bajo el control directo del gobierno central. Pekín ha sido municipalidad desde la creación de la República Popular China. Es la segunda y una de las ciudades más pobladas de China, tan solo superada por Shanghái en cuanto a población y aparte de que es considerada el corazón cultural, político y social de China.
Los 5 edificios más antiguos en la ciudad de Pekín son: el templo del cielo, la ciudad prohibida, la torre del tambor, el templo de Yonghe y la torre de la campana.

## Etimología
Pekín es la adaptación al español de la forma latina oficial antigua Peking que, según la RAE, es la forma recomendada de llamar a esta ciudad en español. Esta última forma correspondía al método de transcripción del sistema postal chino y reflejaba la pronunciación arcaica de la sílaba jing. En la actualidad, la República Popular China utiliza exclusivamente la forma Beijing, correspondiente al sistema de transcripción oficial hanyu pinyin. Nótese que dicha transcripción pronunciada en español se aleja bastante de la articulación original, pues nos llevaría a hacer uso de una be débil y una jota sonora, siendo más adecuada la grafía tradicional; aunque fonéticamente para los hispanohablantes lo más aproximado a la actual pronunciación oficial china sería Peiching, ya que la pronunciación correspondiente, [pei214.tɕiŋ5], se asemeja más a «¿Pei? ¡ching!» teniendo en cuenta los tonos. En el mundo hispanohablante, algunos medios de comunicación utilizan la transcripción oficial china, en lugar de la forma tradicional española.
Sin embargo la Real Academia Española recomienda la utilización del nombre tradicional, consolidado en el castellano, recordando que al hablar en nuestra lengua debemos utilizar los topónimos traducidos y no los oficiales, tal como ocurre con otras ciudades como London/Londres, Moskva/Moscú, Torino/Turín, Firenze/Florencia, New York/Nueva York, etc. Según el Diccionario panhispánico de dudas «se recomienda usar en nuestro idioma el nombre tradicional español, cuyo gentilicio es pekinés (o pequinés, si se utiliza la grafía minoritaria Pequín)», puesto que el cambio del nombre oficial afecta a los idiomas locales, pero no a los exónimos en español.
El registro fonético «Pequín» está atestiguado desde comienzos del siglo XVII en Razón de corte, de Juan Jerez; mientras que «la primera documentación de "Beijing" (en español) es de 1984», según el doctor en Filología Hispánica Luis Silva-Villar.
Pekín en chino está compuesto por los caracteres 北 běi «norte» y 京 jīng «capital». Su significado es «Capital del Norte», en contraste con Nankín (Nanjing), compuesto de 南 nán «sur» y 京 jīng «capital» y con el significado de «Capital del Sur». En China, la ciudad ha tenido muchos nombres. Entre 1928 y 1949, fue conocida en chino como Běipíng (北平, Peip'ing, en Wade-Giles) o «Paz del Norte». El nombre había sido ya utilizado al comienzo de la dinastía Ming, en ambos casos para enfatizar que Nankín, la Capital del Sur, era la única capital.
La ciudad recuperó el nombre de Běijīng durante la ocupación japonesa, y volvería a llamarse Běipíng tras el final de la Segunda Guerra Mundial, cuando los japoneses abandonaron China. El Partido Comunista de China volvió a cambiar en 1949 el nombre de la ciudad, como muestra de su intención de establecer en la ciudad la capital del nuevo régimen. 
Tras la proclamación de la República Popular, el nombre Běipíng se siguió utilizando en Taiwán, donde el gobierno refugiado de la República de China negaba la legitimidad a las autoridades comunistas del continente. Desde los años 1980, los medios de comunicación taiwaneses utilizan también el nombre Běijīng. Nótese que el nombre chino actual y tradicional Běijīng es el que corresponde a la forma tradicional española «Pekín», mientras que el nombre de la época nacionalista Běipíng se solía transcribir en Occidente en variantes de la transcripción Wade-Giles tales como Peiping, Peip'ing, Pei-ping o Pei-p'ing.
Yanjing (燕京, pinyin: Yānjīng, Wade-Giles: Yen-ching) es otro nombre que se ha dado y se da popularmente a Pekín, en referencia al antiguo estado de Yan que existió en la zona durante la dinastía Zhou. Este nombre figura en el nombre de la cerveza local Yanjing y en el de la Universidad Yenching, institución de alto nivel fusionada con la Universidad de Pekín. Pekín es el Khanbaliq, Cambaluc o Janbalic descrito en los viajes de Marco Polo e Ibn Battuta.

## Historia
Existen vestigios de asentamientos humanos en el entorno de Pekín desde al menos el año 1000 a. C. En la ciudad de Ji, cercana al actual Pekín, estuvo situada la capital del Estado Yan, uno de los estados del periodo de los Reinos Combatientes. En todo caso, no se conoce la ubicación exacta de la ciudad de Ji, abandonada en el siglo VI. 
Durante las grandes dinastías Tang y Song, solamente existían pequeñas aldeas en la zona. La dinastía Song perdió gran parte de su territorio en el norte, incluyendo Pekín, ante las conquistas de la nueva dinastía Liao en el siglo X. Los Liao fundaron una segunda capital en la ciudad a la que llamaron Nanjing ("capital del Sur"). La dinastía Jin conquistaría más adelante Liao y el norte de China, renombrando la ciudad como Zhongdu (中都), o "capital central". 

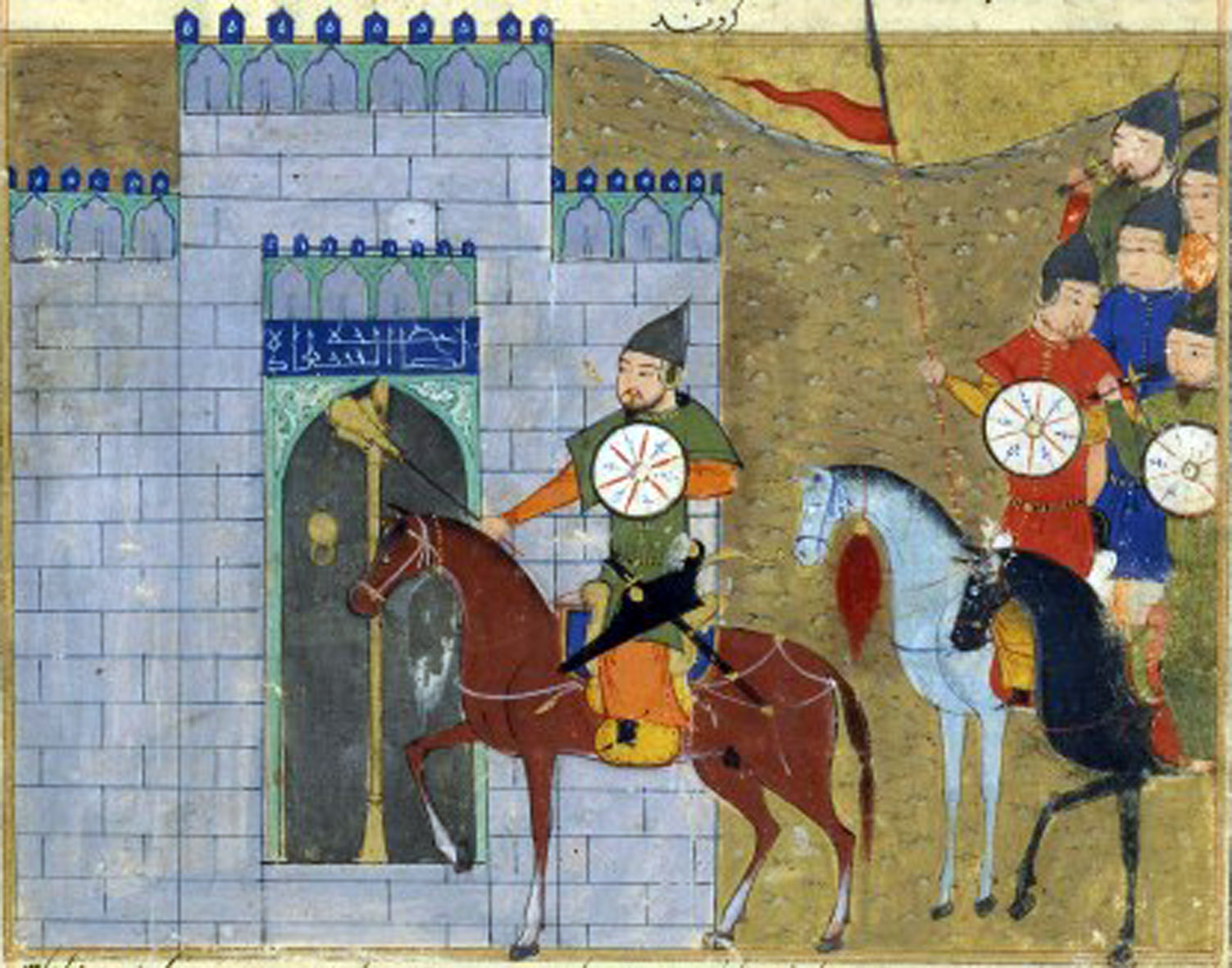
Asedio de Pekín (1213-1214)

Los invasores mongoles fundaron la dinastía Yuan cuando conquistaron China, arrasando Zhongdu en 1215 y reconstruyéndola como la Gran Capital (大都), al norte de la capital Jin, siendo este el comienzo de la ciudad actual de Pekín. Los relatos de Marco Polo aluden a la ciudad como Cambaluc. Kublai Kan, el primer emperador Yuan, estableció su capital en la actual Pekín por estar más próxima a su base de poder en Mongolia, lo cual realzó la importancia de la ciudad a pesar de que estuviera en el límite norte de China.
La dinastía Ming, que derrocó a los mongoles, estableció en un principio la capital en Nankín; pero en 1403, el tercer emperador Ming, Yǒnglè (永樂), que había accedido al trono tras matar a su sobrino al final de una larga lucha por el poder, trasladó la capital de nuevo a Pekín. La Ciudad Prohibida fue construida entre 1406 y 1420, seguida del Templo del Cielo (1420), y otros proyectos. La puerta de Tian'anmen, fue quemada dos veces durante la dinastía Ming y se reconstruyó finalmente en 1651. Pekín se convirtió en la ciudad más poblada del mundo en el siglo XV cuando ya tenía un millón de habitantes, y siguió siendo la ciudad más poblada hasta el siglo XIX.
La historia de Pekín o Beijing está íntimamente unida a la de China, habiendo sido su capital durante gran parte de su historia. La zona donde se encuentra Pekín ya era habitada durante el neolítico, como se demostró tras encontrar un Homo erectus al que se llamó “Hombre de Pekín”, siendo este uno de los eslabones más antiguos de la evolución humana hallados hasta ahora. La ciudad de Pekín nació con el nombre de Ji o Ki, hacia el siglo VIII a. C.. Siglos después sufrió las guerras producidas durante la época de los Reinos Combatientes en los siglos V y III a. C. El primer gobernante que unificó China, básicamente reglando la escritura de caracteres chinos, fue Qinshi Huangdi, empezando con él la dinastía Qin. Tras él, en el 206 a. C. los rebeldes, liderados por Liu Bang, se hicieron con el poder y empezó la dinastía Han: que marcó el alma china. Tras los Han durante un corto periodo llegaron los Sui, tras un convulso tiempo de ocupación de los bárbaros de las estepas. Seguidamente llegaron los Tang (618 d. C.-907 d. C.) que marcaron la época de mayor crecimiento cultural y artístico.

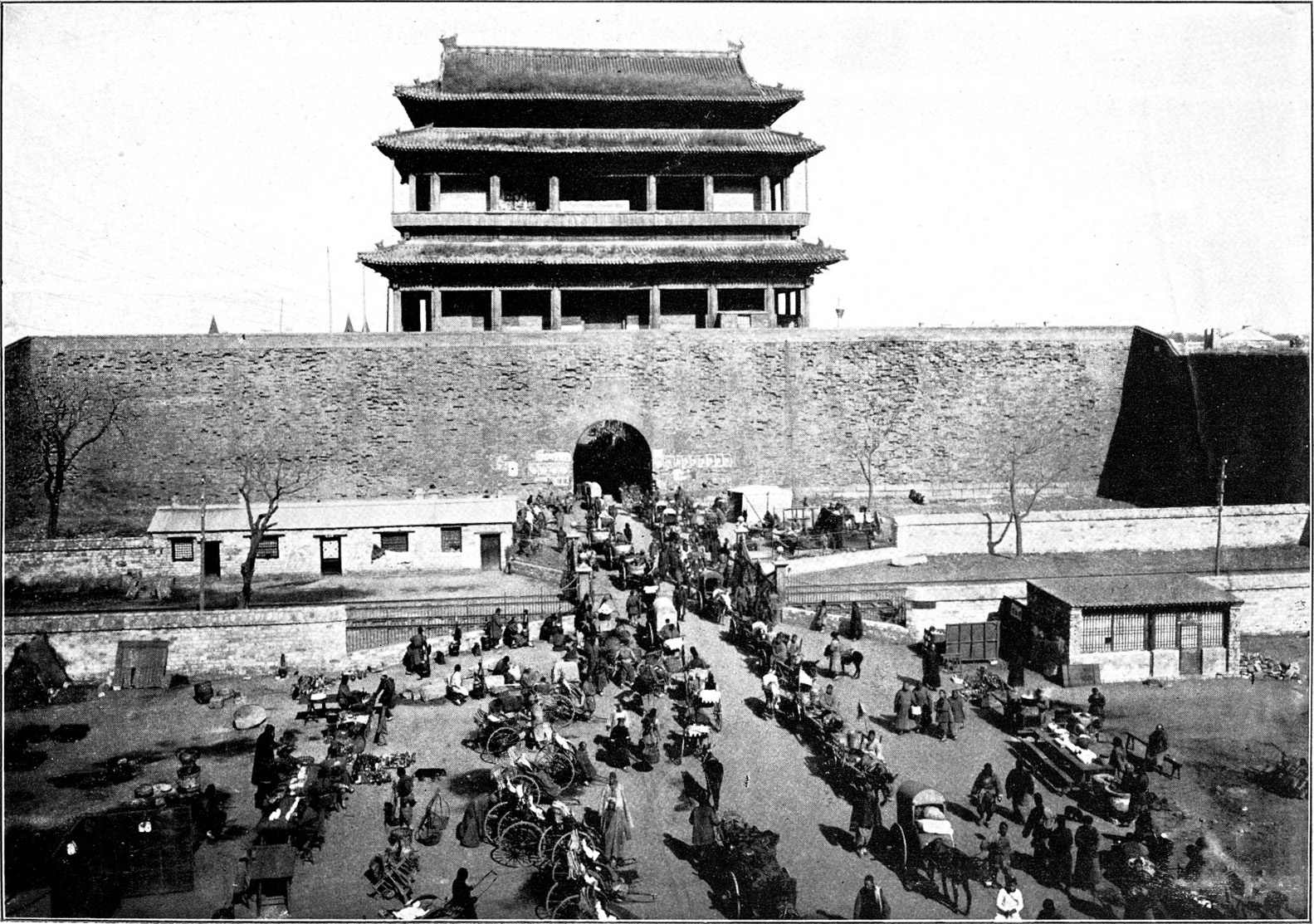
Chongwenmen, una puerta en la muralla de la ciudad interior de Pekín, a comienzos del.

La República de China estableció su capital en Nankín y Pekín fue renombrada Beiping. Durante la segunda guerra sino-japonesa, fue ocupada por Japón el 29 de julio de 1937. Durante la ocupación, Pekín fue la capital del comité ejecutivo del norte de China, un estado títere que gobernó el norte de la China ocupada. La ocupación duró hasta la rendición de Japón, el 15 de agosto de 1945.
El 31 de enero de 1949, durante la guerra civil china, las fuerzas comunistas entraron en Pekín sin acciones violentas. El 1 de octubre de ese año, el líder del Partido Comunista de China Mao Zedong, proclamó en la plaza de Tian'anmen la nueva República Popular China.
Tras las reformas económicas de Deng Xiaoping, el área urbana se ha ampliado enormemente. Guomao se ha convertido en un área comercial, Wangfujing y Xidan se han transformados en distritos de compras, mientras que Zhongguancun se ha convertido en el centro de la electrónica china.

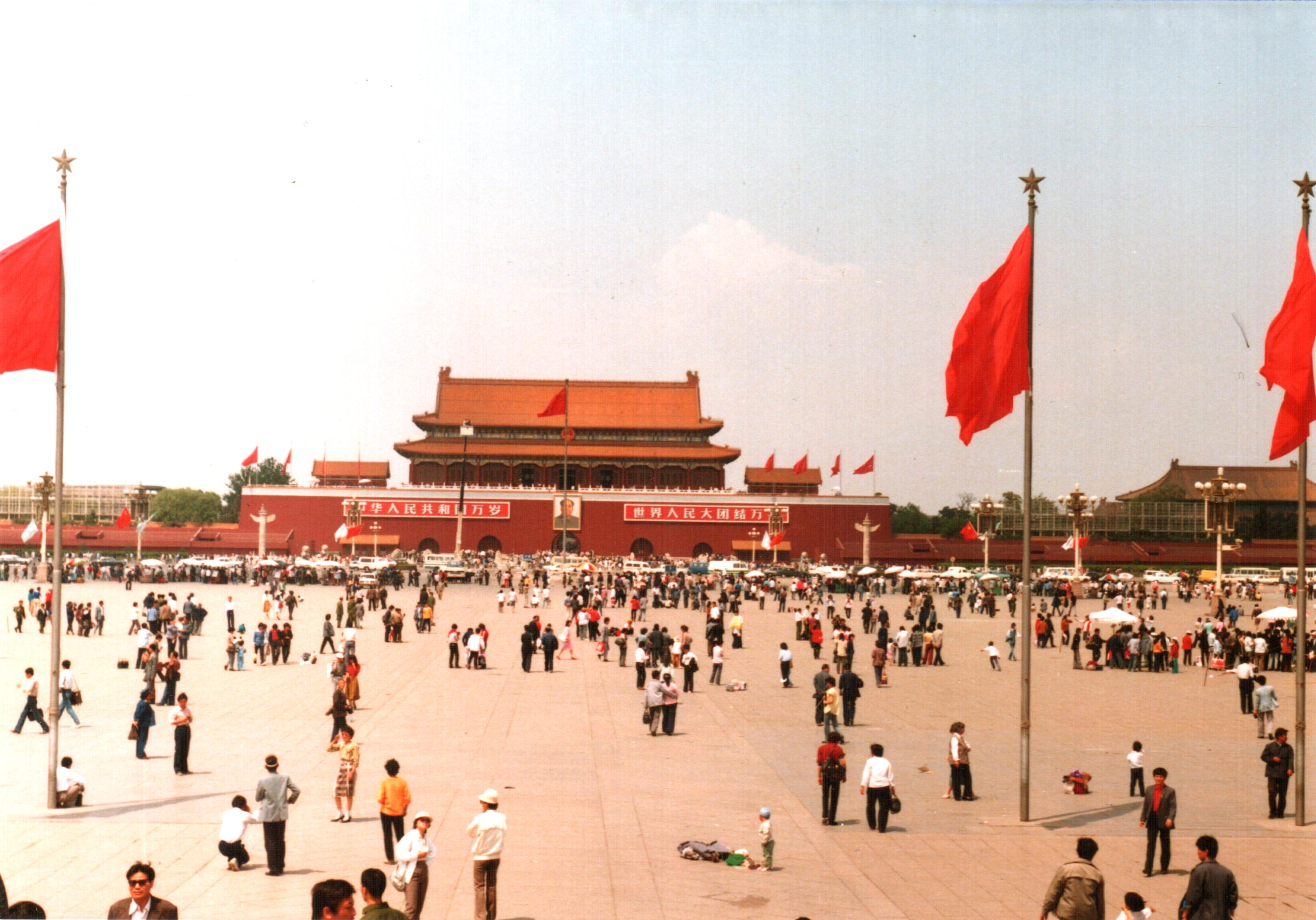
La plaza de Tiananmén en 1988.

Como capital de la nación, Pekín ha sido también el escenario de protestas y acontecimientos políticos, como las protestas del 4 de mayo de 1919, que darían lugar al Movimiento del Cuatro de Mayo, la proclamación de la República Popular el 1 de octubre de 1949, el incidente de Tian'anmen de 1976, cuando se produjeron numerosas protestas en recuerdo del fallecido primer ministro Zhou Enlai y, más recientemente, las protestas de la plaza de Tian'anmen en 1989, que terminaron siendo sofocadas de manera violenta mediante la intervención del ejército el 4 de junio, en una de las acciones más controvertidas de la historia de la República Popular China. La plaza también ha sido el lugar de protestas de seguidores de Falun Gong. 
En años recientes, Pekín ha sufrido las consecuencias de la rápida urbanización, en ámbitos como la congestión de la circulación, la contaminación del aire, la destrucción del patrimonio histórico y la llegada masiva de inmigrantes de otras partes del país.
En Pekín se celebraron los Juegos Olímpicos de 2008, famosos por ser una de las mejores y más estructuradas olimpiadas que se han visto desde los inicios de estas.

## Geografía

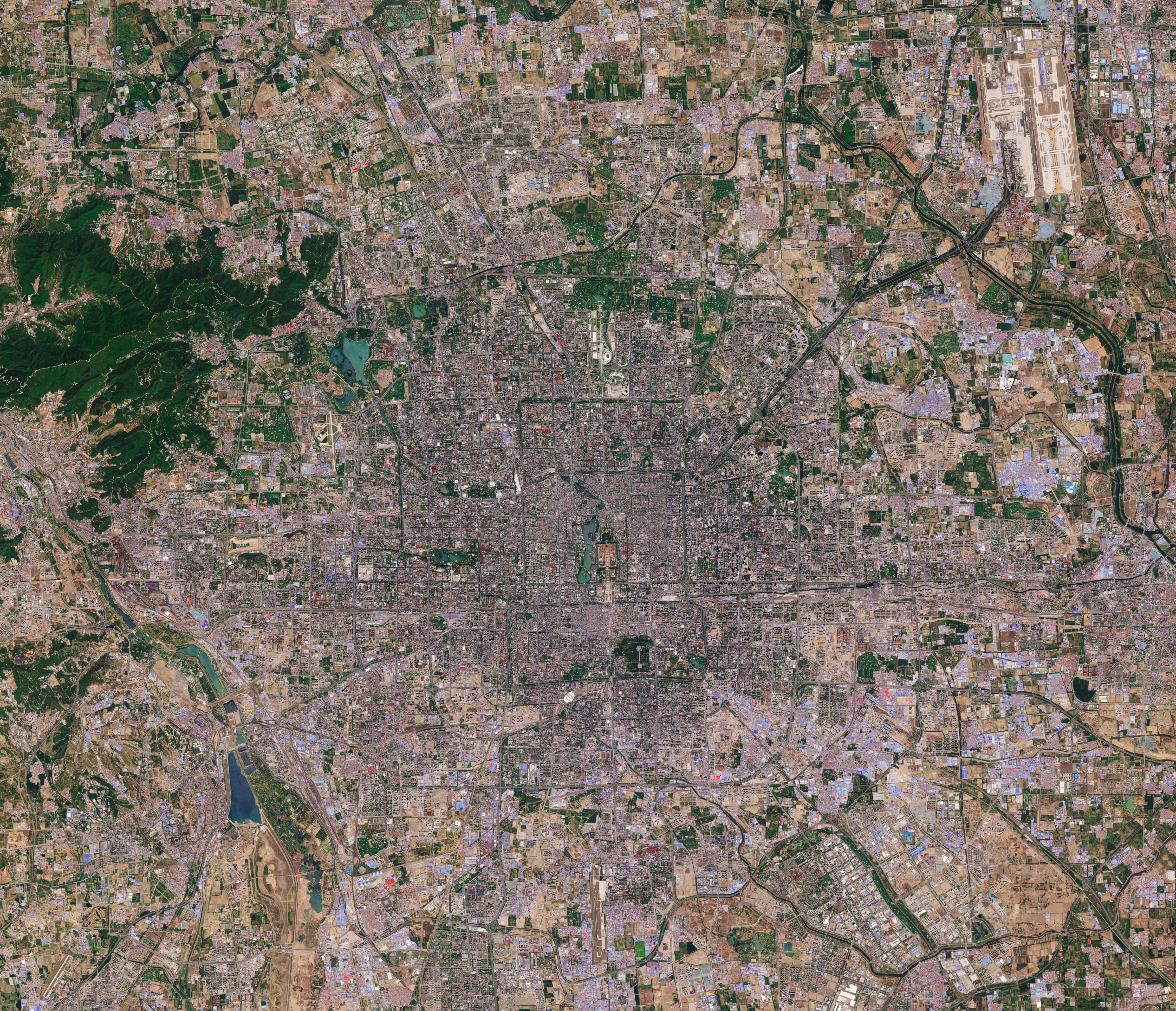
Pekín vista por el Sentinel-2 de la Agencia Espacial Europea.

Pekín está situada en el extremo norte de la llanura del norte de China, aproximadamente triangular, que se abre al sur y al este de la ciudad. Las montañas al norte, noroeste y oeste protegen la ciudad y el corazón agrícola del norte de China de las invasoras estepas del desierto. La parte noroeste del municipio, especialmente el condado de Yanqing y el distrito de Huairou, están dominados por las montañas Jundu, mientras que la parte occidental está enmarcada por Xishan o las colinas occidentales. La Gran Muralla China, en la parte norte del municipio de Pekín, se construyó sobre la escarpada topografía para defenderse contra las incursiones nómadas de las estepas. El Monte Dongling, en las colinas occidentales y en la frontera con Hebei, es el punto más alto del municipio, con una altitud de 2303 metros.

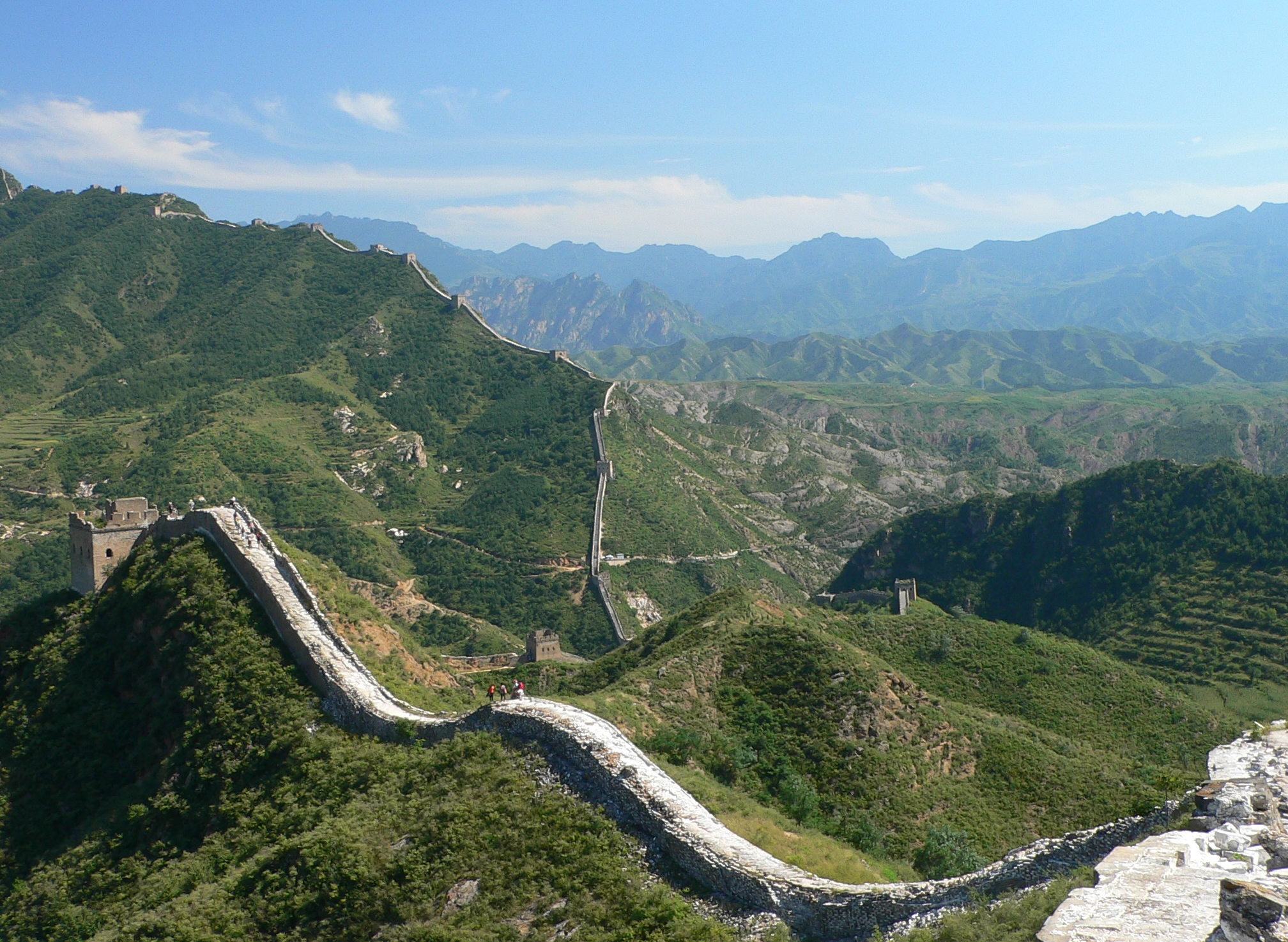
La Gran Muralla China a su paso por el norte de la ciudad

Los principales ríos que fluyen a través del municipio, son el Chaobai, Yongding y Juma, todos tributarios en el sistema del río Hai, y fluyen en dirección sudeste. El embalse de Miyun, en la parte alta del río Chaobai, es el embalse más grande dentro del municipio. Pekín es también la terminal norte del Gran Canal a Hangzhou, que se construyó hace más de 1400 años como ruta de transporte, y el Proyecto de Transferencia de Agua Sur-Norte, construido en la última década para llevar agua desde la cuenca del río Yangtsé.
El área urbana de Pekín, en las llanuras en el centro-sur del municipio con una elevación de 40 a 60 metros, ocupa una porción relativamente pequeña pero en expansión del área del municipio. La ciudad se extiende en circunvalaciones concéntricas. La Segunda carretera de circunvalación rastrea las antiguas murallas de la ciudad y la Sexta Carretera de Circunvalación conecta las ciudades satélites en los suburbios circundantes. Tian'anmen y la plaza de Tian'anmen están en el centro de Pekín, directamente al sur de la Ciudad Prohibida, la antigua residencia de los emperadores de China. Al oeste de Tian'anmen se encuentra Zhongnanhai, la residencia de los líderes actuales de China. La avenida Chang'an, que corta entre Tian'anmen y la plaza, forma el principal eje este-oeste de la ciudad.

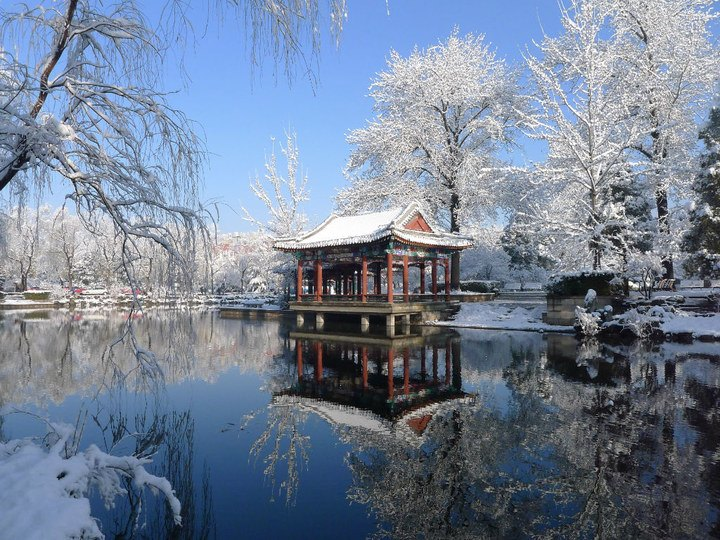
Invierno en la Universidad de Pekín

### Clima

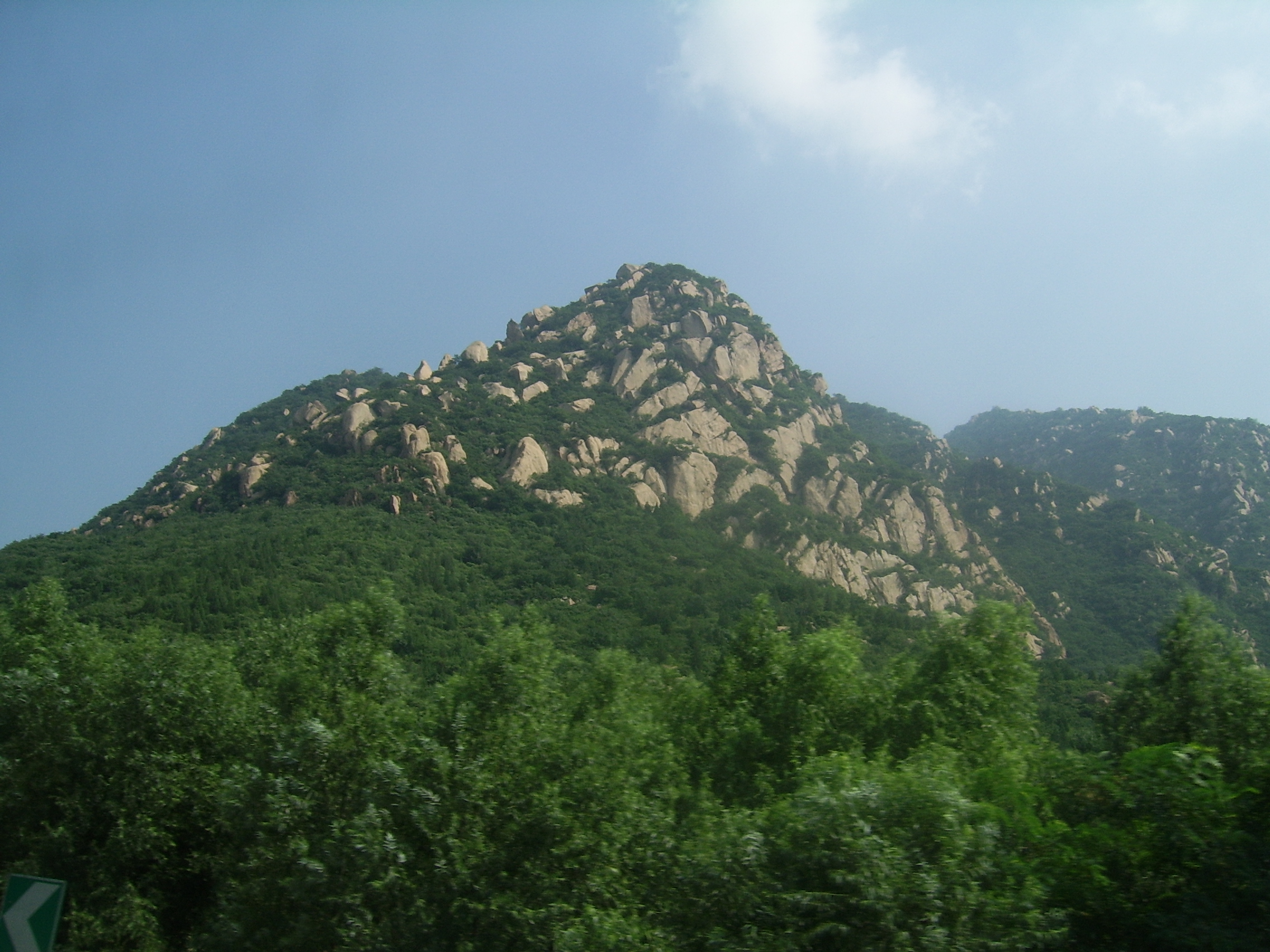
Montañas cerca de Pekín

El clima de Pekín es un clima continental húmedo influenciado por los monzones (clasificación climática de Köppen, Dwa), que se caracteriza por una mayor humedad en los veranos debido al monzón del este de Asia, y los inviernos más fríos, más secos y ventosos que reflejan la influencia del vasto anticiclón siberiano. La primavera puede ser testigo de las tormentas de arena que soplan desde el desierto de Gobi a través de la estepa mongola, acompañadas de condiciones de calentamiento rápido, pero en general secas. El otoño, como la primavera, es una época de transición y precipitación mínima. La temperatura promedio mensual diaria en enero es de –2,7 °C, mientras que en julio es de 27,2 °C. Las precipitaciones promedian alrededor de 528 mm anuales, con cerca de tres cuartas partes de ese total cayendo de junio a agosto. Con un porcentaje mensual de sol que oscila entre el 47 % en julio y el 65 % en enero y febrero, la ciudad recibe 2 490 horas de sol radiante al año. Los extremos desde 1951 han oscilado entre –27,4 °C el 22 de febrero de 1966 a 41,9 °C el 24 de julio de 1999 (el registro extraoficial de 42,6 °C se estableció el 15 de junio de 1942).
| Parámetros climáticos promedio de Beijing (normales 1991–2020, extremos 1951–presente) | Parámetros climáticos promedio de Beijing (normales 1991–2020, extremos 1951–presente) | Parámetros climáticos promedio de Beijing (normales 1991–2020, extremos 1951–presente) | Parámetros climáticos promedio de Beijing (normales 1991–2020, extremos 1951–presente) | Parámetros climáticos promedio de Beijing (normales 1991–2020, extremos 1951–presente) | Parámetros climáticos promedio de Beijing (normales 1991–2020, extremos 1951–presente) | Parámetros climáticos promedio de Beijing (normales 1991–2020, extremos 1951–presente) | Parámetros climáticos promedio de Beijing (normales 1991–2020, extremos 1951–presente) | Parámetros climáticos promedio de Beijing (normales 1991–2020, extremos 1951–presente) | Parámetros climáticos promedio de Beijing (normales 1991–2020, extremos 1951–presente) | Parámetros climáticos promedio de Beijing (normales 1991–2020, extremos 1951–presente) | Parámetros climáticos promedio de Beijing (normales 1991–2020, extremos 1951–presente) | Parámetros climáticos promedio de Beijing (normales 1991–2020, extremos 1951–presente) | Parámetros climáticos promedio de Beijing (normales 1991–2020, extremos 1951–presente) |
| Mes                                                                                    | Ene.                                                                                   | Feb.                                                                                   | Mar.                                                                                   | Abr.                                                                                   | May.                                                                                   | Jun.                                                                                   | Jul.                                                                                   | Ago.                                                                                   | Sep.                                                                                   | Oct.                                                                                   | Nov.                                                                                   | Dic.                                                                                   | Anual                                                                                  |
| -------------------------------------------------------------------------------------- | -------------------------------------------------------------------------------------- | -------------------------------------------------------------------------------------- | -------------------------------------------------------------------------------------- | -------------------------------------------------------------------------------------- | -------------------------------------------------------------------------------------- | -------------------------------------------------------------------------------------- | -------------------------------------------------------------------------------------- | -------------------------------------------------------------------------------------- | -------------------------------------------------------------------------------------- | -------------------------------------------------------------------------------------- | -------------------------------------------------------------------------------------- | -------------------------------------------------------------------------------------- | -------------------------------------------------------------------------------------- |
| Temp. máx. abs. (°C)                                                                   | 14.3                                                                                   | 25.6                                                                                   | 29.5                                                                                   | 33.5                                                                                   | 41.1                                                                                   | 41.1                                                                                   | 41.9                                                                                   | 39.3                                                                                   | 35.0                                                                                   | 31.0                                                                                   | 23.3                                                                                   | 19.5                                                                                   | 41.9                                                                                   |
| Temp. máx. media (°C)                                                                  | 2.3                                                                                    | 6.1                                                                                    | 13.2                                                                                   | 21.0                                                                                   | 27.2                                                                                   | 30.8                                                                                   | 31.8                                                                                   | 30.7                                                                                   | 26.5                                                                                   | 19.3                                                                                   | 10.3                                                                                   | 3.7                                                                                    | 18.6                                                                                   |
| Temp. media (°C)                                                                       | -2.7                                                                                   | 0.6                                                                                    | 7.5                                                                                    | 15.1                                                                                   | 21.3                                                                                   | 25.3                                                                                   | 27.2                                                                                   | 26.1                                                                                   | 21.2                                                                                   | 13.8                                                                                   | 5.2                                                                                    | -1.0                                                                                   | 13.3                                                                                   |
| Temp. mín. media (°C)                                                                  | -6.9                                                                                   | -4.2                                                                                   | 1.9                                                                                    | 9.0                                                                                    | 15.1                                                                                   | 20.0                                                                                   | 23.0                                                                                   | 22.0                                                                                   | 16.3                                                                                   | 8.8                                                                                    | 0.7                                                                                    | -5.0                                                                                   | 8.4                                                                                    |
| Temp. mín. abs. (°C)                                                                   | −22.8                                                                                  | −27.4                                                                                  | −15.0                                                                                  | −3.2                                                                                   | 2.5                                                                                    | 9.8                                                                                    | 15.3                                                                                   | 11.4                                                                                   | 3.7                                                                                    | -3.5                                                                                   | -12.3                                                                                  | -18.3                                                                                  | −27.4                                                                                  |
| Precipitación total (mm)                                                               | 2.2                                                                                    | 5.8                                                                                    | 8.6                                                                                    | 21.7                                                                                   | 36.1                                                                                   | 72.4                                                                                   | 169.7                                                                                  | 113.4                                                                                  | 53.7                                                                                   | 28.7                                                                                   | 13.5                                                                                   | 2.2                                                                                    | 528                                                                                    |
| Días de precipitaciones (≥ 0.1 mm)                                                     | 1.6                                                                                    | 2.3                                                                                    | 3.0                                                                                    | 4.7                                                                                    | 6.0                                                                                    | 10.0                                                                                   | 11.9                                                                                   | 10.5                                                                                   | 7.1                                                                                    | 5.2                                                                                    | 2.9                                                                                    | 1.6                                                                                    | 66.8                                                                                   |
| Días de nevadas (≥ 1 mm)                                                               | 2.8                                                                                    | 2.5                                                                                    | 1.3                                                                                    | 0.1                                                                                    | 0.0                                                                                    | 0.0                                                                                    | 0.0                                                                                    | 0.0                                                                                    | 0.0                                                                                    | 0.0                                                                                    | 1.7                                                                                    | 2.8                                                                                    | 11.2                                                                                   |
| Horas de sol                                                                           | 188.1                                                                                  | 189.1                                                                                  | 231.1                                                                                  | 243.2                                                                                  | 265.1                                                                                  | 221.6                                                                                  | 190.5                                                                                  | 205.3                                                                                  | 206.1                                                                                  | 199.9                                                                                  | 173.4                                                                                  | 177.1                                                                                  | 2490.5                                                                                 |
| Humedad relativa (%)                                                                   | 43                                                                                     | 42                                                                                     | 40                                                                                     | 43                                                                                     | 47                                                                                     | 58                                                                                     | 69                                                                                     | 71                                                                                     | 64                                                                                     | 58                                                                                     | 54                                                                                     | 46                                                                                     | 52.9                                                                                   |
| Fuente n.º 1: China Meteorological Administration                                      |                                                                                        |                                                                                        |                                                                                        |                                                                                        |                                                                                        |                                                                                        |                                                                                        |                                                                                        |                                                                                        |                                                                                        |                                                                                        |                                                                                        |                                                                                        |
| Fuente n.º 2: Extremes and Weather Atlas                                               |                                                                                        |                                                                                        |                                                                                        |                                                                                        |                                                                                        |                                                                                        |                                                                                        |                                                                                        |                                                                                        |                                                                                        |                                                                                        |                                                                                        |                                                                                        |

### Topografía
La ciudad de Pekín se asienta sobre un terreno bajo y llano, con una altitud que oscila entre 40 y 60 metros sobre el nivel del mar. El punto más alto de la antigua ciudad amurallada es la colina del Carbón, en el parque Jingshan, que se eleva 88,35 metros y domina la Ciudad Prohibida[3]. La colina de la Longevidad, en el Palacio de Verano, alcanza los 109 metros. Las llanuras de Pekín se extienden hacia el este hasta Shanhaiguan, en el mar de Bohai, y hacia el sur hasta Nanjing, en el río Yangtsé.
Al oeste se encuentra Xishan, también conocida como las Colinas Occidentales, visibles desde la ciudad en días claros. Xishan forma el flanco oriental de la cordillera de Taihang, que recorre de norte a sur la espina dorsal de la provincia de Hebei[5]. Xishan abarca casi todos los distritos de Fangshan y Mentougou, al oeste de la ciudad. East Lingshan (2303 metros de altitud), un pico de Xishan en la frontera con Hebei, es el punto más alto del municipio de Pekín[5] y se encuentra a 122 km de la ciudad. Xishan también es conocida por sus praderas de alta montaña y sus pintorescos desfiladeros fluviales, como el de Shidu. Las estribaciones de Xishan llegan hasta la propia ciudad. Entre ellas se encuentran las colinas Fragrant, una importante atracción turística, y Laoshan, sede de la competición de ciclismo de montaña en los Juegos Olímpicos de Verano de 2008.
Las montañas al norte de Pekín, como Badaling, las montañas Jundu y Fenghuanling, pertenecen a la cordillera de Yanshan, que discurre de este a oeste, atravesando el norte de la provincia de Hebei. El Yanshan separa la llanura del norte de China de las estepas y tuvo una considerable importancia militar en la historia. Todas las secciones de la Gran Muralla de Pekín se construyeron en la cordillera de Yanshan, que alcanza una altura de 2241 m en Haituoshan, en la frontera entre el condado de Yanqing y Hebei.
Las cordilleras de Yanshan y Xishan confluyen en Nankou, en el distrito de Changping, al noroeste de la ciudad. La intersección crea una enorme falla y un valle a través del cual pasan las principales carreteras y vías férreas de la ciudad hacia el noroeste.

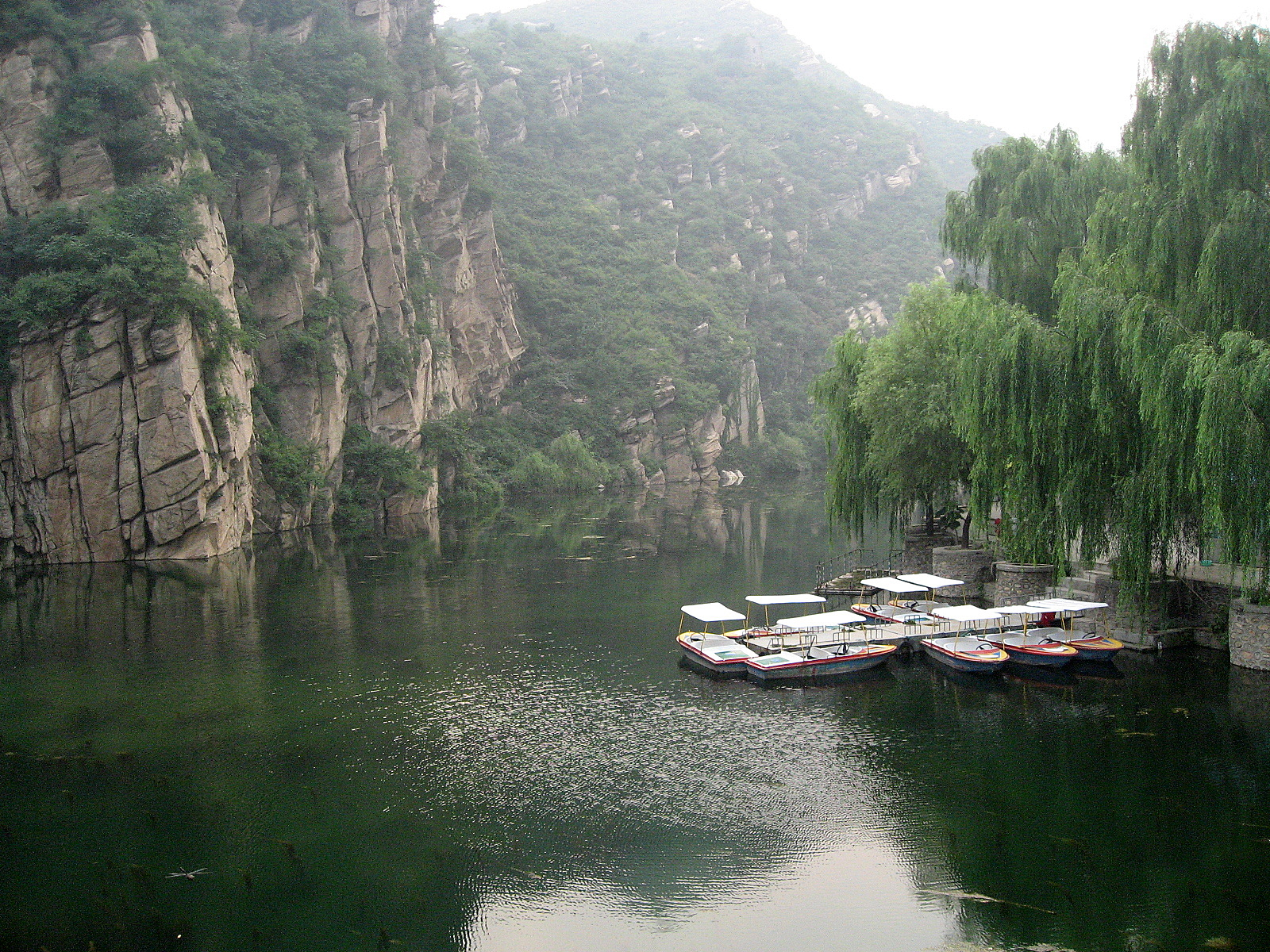
La Garganta de Qinglong

### Hidrología
Varios ríos importantes, como el Yongding, el Chaobai, el Juma y el Wenyu, atraviesan el municipio de Pekín. Nacen en las tierras altas de Hebei y Shanxi, atraviesan las montañas al oeste y norte de la ciudad y desembocan en el río Hai, que desemboca en el mar de Bohai. A lo largo de los siglos, los hidrólogos han canalizado los ríos a través de la ciudad en lagos artificiales, fosos, canales y acueductos, que proporcionan agua a la ciudad y drenan sus residuos, pero ya no amenazan a Pekín con inundaciones.
El centro de Pekín tiene varios lagos llamados hai o mar. Durante la dinastía Yuan, los gobernantes mongoles los ampliaron y construyeron a su alrededor el palacio imperial de Dadu. Los emperadores posteriores de las dinastías Ming y Qing utilizaron los lagos como jardines imperiales. Hoy, los tres lagos más septentrionales, Xihai (mar Oeste), Houhai (mar Posterior) y Qianhai (mar Frontal), conocidos colectivamente como Shichahai, están repletos de bares y cafés y son famosos por su vida nocturna. Al sur, Beihai (mar del Norte) es un parque urbano, y Zhonghai (mar Central) y Nanhai (mar del Sur) forman parte del complejo de Zhongnanhai, residencia de los dirigentes chinos. 
Esta cadena de lagos formaba el cauce principal del río Yongding, que ahora fluye 50-60 km hacia el oeste. Pero hace 1.800 años, el Yongding fluía a través de Jishuitan y el centro de Pekín para desembocar en el lago Longtan y seguir hasta Tongzhou. Una gran inundación en 295 d. C. devastó parte de Pekín, entonces conocida como Ji. Justo al oeste de Wangfujing, aún existe un tramo de Pekín llamado Shatan o Playa de Arena.
En la actualidad, un acueducto extrae agua del Yongding a través del parque Yuyuantan hasta el foso occidental de la ciudad, que desemboca en el río Liangshui, al sur de la ciudad. Otro acueducto lleva el agua del lago Kunming, en el Palacio de Verano, a través del Parque del Bambú Púrpura hasta el foso norte de la ciudad, que también alimenta Shichahai, Beihai y Zhongnanhai. Los fosos septentrionales son drenados por el río Ba, que desemboca en el río Wenyu. Los fosos meridional y oriental están drenados por el río Tonghui, que también desemboca en el Wenyu.
Esta red de ríos y acueductos se alimenta de embalses situados al norte de la ciudad. El embalse de Miyun, el mayor del municipio, se crea en la confluencia de los ríos Chao y Bai, que forman el Chaobai. El Yongding, antes de entrar en el municipio, en el distrito de Mentougou, se embalsa para crear el vasto embalse de Guanting, en la provincia de Hebei. A pesar de estos embalses, la ciudad de Pekín se enfrenta a una escasez crónica de agua debido a la agricultura, la industria y el crecimiento demográfico, que consumen mucha agua. En el marco del Proyecto de Transferencia de Agua Sur-Norte, la ciudad planea extraer agua del río Yangtsé a través del Gran Canal, que se construyó hace 800 años para el transporte, pero que ahora se está convirtiendo en un importante acueducto

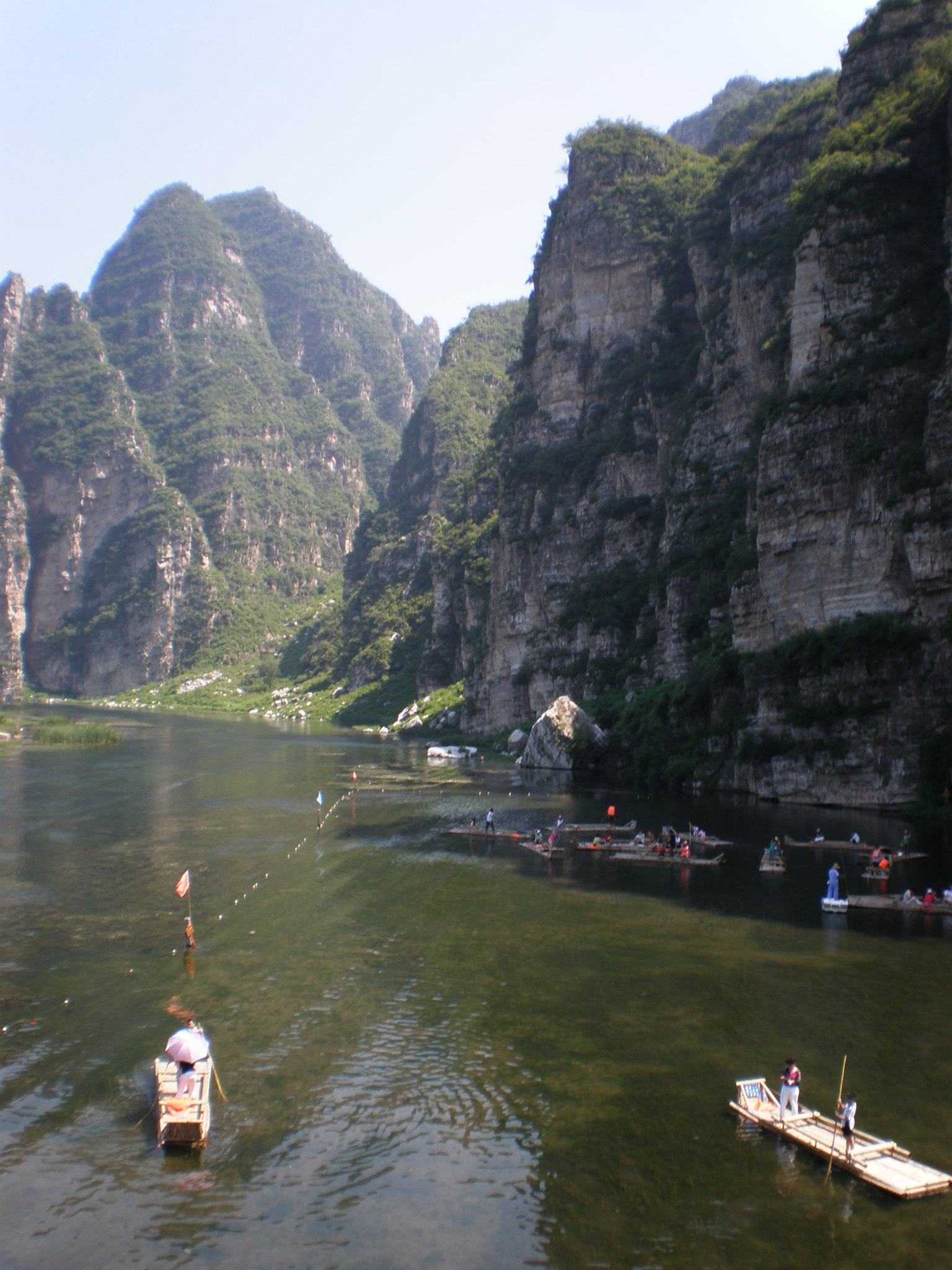
Río Shidu

### Geología
Pekín está situada en el Cratón del Norte de China, una de las partes más antiguas y estables de la corteza continental de la Tierra. Este cratón ha experimentado numerosas transformaciones geológicas, incluidos importantes movimientos tectónicos. La ciudad se halla cerca de la intersección de varias fallas importantes, sobre todo los sistemas de fallas de las montañas Yanshan y Taihang, que han contribuido a la actividad sísmica de la zona. 
Uno de los acontecimientos tectónicos más notables de la historia geológica de Pekín fue el levantamiento de los montes Yanshan durante la Era Mesozoica, hace entre 200 y 66 millones de años. Este levantamiento formó parte de un evento orogénico más amplio conocido como la Orogenia Yanshaniana, que alteró significativamente la topografía del norte de China, dando lugar a las actuales cadenas montañosas que rodean Pekín.
Las capas geológicas bajo Pekín cuentan una historia de ambientes marinos y terrestres de distintos periodos geológicos. La región ha experimentado una sedimentación cíclica, con capas del Precámbrico al Cenozoico visibles en varias partes de la ciudad y sus alrededores.
Las rocas más antiguas de la zona de Pekín son de las eras Arcaica y Proterozoica, y consisten principalmente en gneises y esquistos, lo que indica un basamento metamórfico. Sobre éste, hay depósitos marinos paleozoicos, incluidas calizas y areniscas, que sugieren que Pekín estuvo antaño bajo un mar poco profundo.
En la era Mesozoica se produjo la deposición de sedimentos continentales debido al levantamiento de cadenas montañosas. Los periodos Jurásico y Cretácico dejaron gruesas capas de depósitos fluviales y lacustres (ríos y lagos), incluidos estratos carboníferos, que dejan entrever las exuberantes y pantanosas condiciones que reinaron antaño.
El periodo Cenozoico trajo consigo una mayor sedimentación, pero lo más importante es que fue durante esta época cuando empezó a formarse la Llanura del Norte de China debido al hundimiento del terreno y a la deposición de materiales aluviales procedentes de las tierras altas circundantes. Los depósitos cuaternarios, sobre todo los de las épocas pleistocena y holocena, consisten predominantemente en loess y sedimentos aluviales, que conforman el paisaje moderno de Pekín.
La zona de Pekín se caracteriza por una serie de fallas y pliegues. La falla de Shijingshan, por ejemplo, es una de las estructuras importantes que influyen en la geología local, pudiendo provocar terremotos. El complejo sistema de fallas que rodea Pekín no sólo ha modelado su topografía, sino que también plantea retos en términos de riesgo sísmico.
La geología de Pekín también ha tenido importancia económica por sus yacimientos minerales. La región cuenta con minas de carbón históricas de los yacimientos mesozoicos, aunque muchas se han cerrado por problemas medioambientales y la expansión urbana. Además de carbón, hay yacimientos menores de hierro, plomo y zinc, que se explotaron en el pasado.
Los recursos hídricos de Pekín están estrechamente ligados a su geología. La ciudad depende en gran medida de las aguas subterráneas de los acuíferos, sobre todo de los acuíferos confinados profundos, que se recargan con las precipitaciones y la infiltración de las montañas circundantes. Sin embargo, la sobreexplotación ha provocado problemas de hundimiento y calidad del agua.

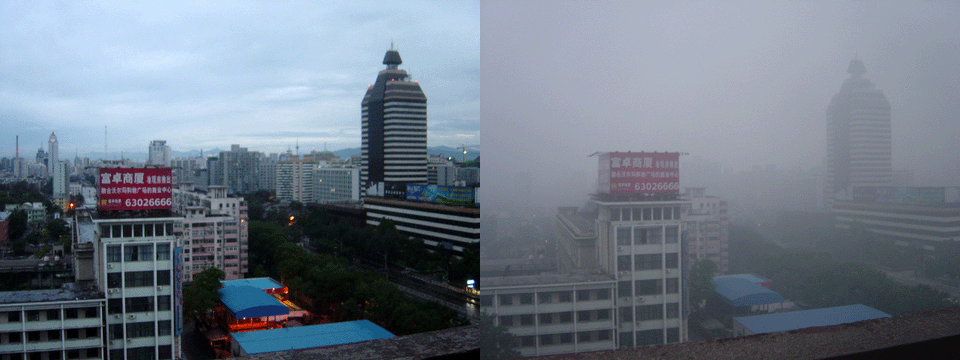
Comparación de la Contaminación Atmosférica en Pekín en 2 diferentes días

### Problemas Medioambientales
La capital china se enfrenta a numerosos problemas medioambientales. Entre ellos, la excesiva contaminación de los ríos, los problemas de abastecimiento de agua potable, la fuerte contaminación atmosférica, un transporte público inadecuado y el creciente tráfico de automóviles. Desde principios de la década de 1990, el Gobierno ha redoblado sus esfuerzos para proteger el medio ambiente. Ha introducido leyes para fomentar el reciclaje, normalizar la evaluación del impacto ambiental y la eficiencia energética, y controlar la contaminación atmosférica.
Desde el 1 de enero de 2003, sólo pueden matricularse en Pekín los coches privados que cumplan la norma Euro 2. Muchos autobuses diésel han sido sustituidos por vehículos de gas natural. Además, el número de trolebuses eléctricos ha alcanzado un total de 18.000 en Pekín. En cuanto al transporte ferroviario, se ha ampliado la red de metro. La contaminación atmosférica en la metrópoli es más grave. Los altos niveles de partículas y emisiones de dióxido de carbono son un problema importante.
Según la OMS, la calidad del aire sigue siendo una de las peores del mundo. Las razones son las numerosas fábricas y centrales eléctricas de las afueras de la ciudad, así como la cantidad de transportes y hogares que utilizan combustibles contaminantes. La rápida urbanización, el fuerte aumento del volumen de tráfico y la concentración de la industria en la aglomeración han provocado altos niveles de contaminación. El smog, el óxido de nitrógeno y los sulfatos suponen una grave amenaza para la salud pública de más de 400 millones de personas en el norte de China, con un aumento de las enfermedades respiratorias, especialmente en la capital.

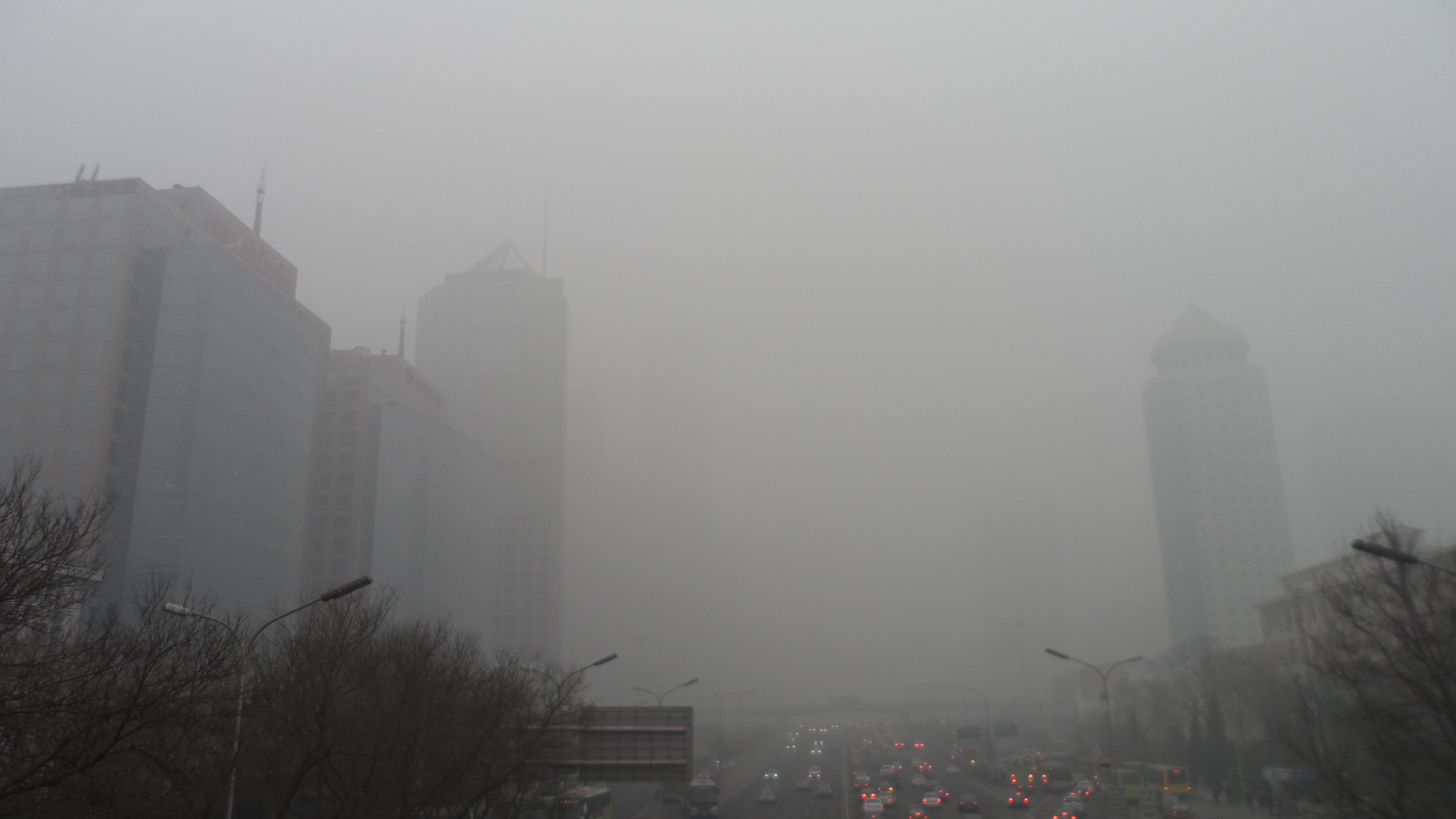
Smog en Pekín

Para mejorar la calidad del aire, se han adoptado normas más estrictas sobre emisiones. Desde el 1 de marzo de 2008, todos los vehículos nuevos tienen que cumplir la norma de emisiones Euro 4, obligatoria en Europa para los autos nuevos desde enero de 2005 (Euro 5 entró en vigor en Europa en septiembre de 2009), pero el escándalo Volkswagen demostró que muchos vehículos recientes contaminaban más en la vida real de lo que afirmaba el fabricante, y mucho más que en los bancos de pruebas.
Desde 2008, la embajada estadounidense mide la contaminación en Pekín.
Desde octubre de 2012, el Gobierno chino instala estaciones para medir la contaminación atmosférica en Pekín. En enero de 2013, la capital contaba con 35 de ellas15. Pekín no tenía ningún plan de emergencia contra la contaminación atmosférica antes del de enero de 2013.
La concentración de partículas de diámetro inferior a 2,5 µm batió el récord de 700 µg/m³ durante tres días en enero de 2013. La OMS recomienda un máximo de 25 µg/m³ de media durante 24 horas. Muchos vuelos fueron cancelados por falta de visibilidad. El intenso frío provocó un aumento significativo del uso de la calefacción de leña y carbón. Según la AIE, China consume la mitad del carbón mundial.
Además, la falta de viento, el número de vehículos impulsados por combustibles fósiles y los cientos de fábricas cercanas a Pekín agravaron el problema de la contaminación atmosférica.

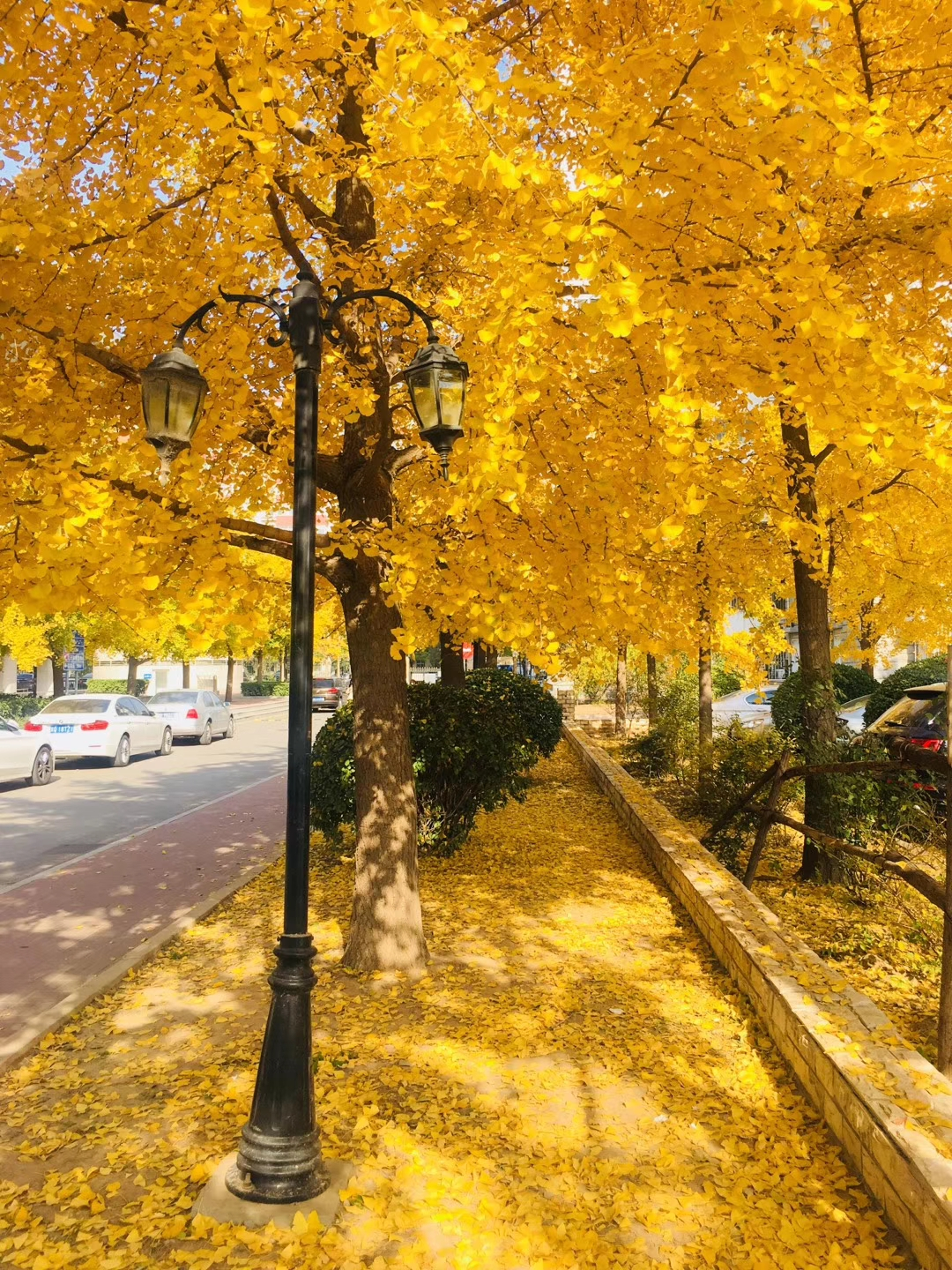
Paisaje de Otoño en Pekín

La nube ácida de partículas mató a 8.600 personas en 2012 en Pekín, Shanghái, Guangzhou y Xi'an. Según un estudio (junio de 2013) de la ONG Greenpeace y expertos estadounidenses, centrado en 196 centrales eléctricas de carbón de las afueras de Pekín, esta contaminación mató a casi 2.000 pequineses en 2011, y a unos 8.000 en la provincia de Hebei.
La contaminación atmosférica ha disminuido considerablemente en Pekín desde 2013, cuando las autoridades declararon la «guerra a la contaminación». Desde entonces, la ciudad ha cerrado decenas de centrales eléctricas (de carbón) y ha reubicado fábricas, y está abandonando gradualmente la calefacción de carbón. El nivel medio de partículas finas PM2,5 ha descendido a 33 microgramos por metro cúbico en 2021, tres veces menos que en 2013. No obstante, este nivel sigue siendo seis veces superior a las recomendaciones de la OMS (5 microgramos por metro cúbico). El número de días en que Pekín se ve afectada por una nube acre de contaminación también ha disminuido considerablemente en los últimos años.

### Naturaleza y vida salvaje
El municipio de Pekín cuenta con 20 reservas naturales, con una superficie total de 1.339,7 kilómetros cuadrados. Las montañas situadas al oeste y al norte de la ciudad albergan varias especies protegidas, como el leopardo, el gato leopardo, el lobo, el zorro rojo, el jabalí, la civeta de palma enmascarada, el perro mapache, el tejón cerdo, la comadreja siberiana, el erizo de Amur, el corzo y la serpiente rata mandarina. El Centro de Rescate y Conservación de la Fauna Acuática de Pekín protege a la salamandra gigante china, el espinoso de Amur y el pato mandarín en los ríos Huaijiu y Huaisha, en el distrito de Huairou. Al sur de la ciudad, el Parque Milu de Pekín alberga una de las mayores manadas de ciervos de Père David, extinguidos en estado salvaje. Endémica de Pekín es la barbastela de Pekín, una especie de murciélago vespino descubierta en cuevas del distrito de Fangshan en 2001 e identificada como especie distinta en 2007. Las montañas de Fangshan son también el hábitat natural del murciélago de orejas de ratón de Pekín, la myotis grande, el murciélago grande de herradura y el murciélago de patas grandes de Rickett.

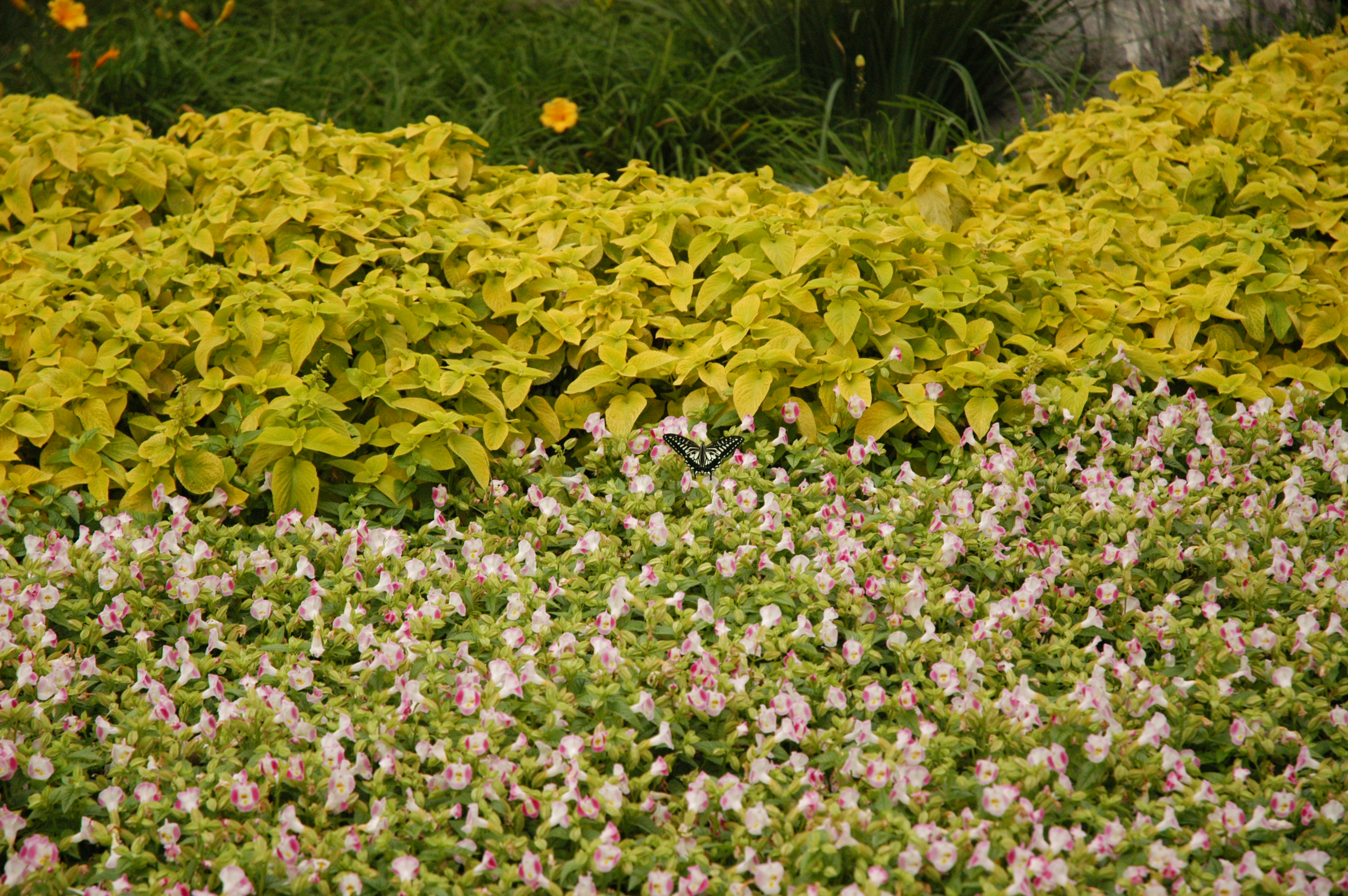
Flores en uno de los numerosos parques de Pekín

Cada año, Pekín acoge entre 200 y 300 especies de aves migratorias, como la grulla común, la gaviota cabecinegra, el cisne, el ánade real, el cuco común y el escribano pechiamarillo, en peligro de extinción. En mayo de 2016, se marcaron los cucos comunes que anidaban en los humedales de Cuihu (Haidian), Hanshiqiao (Shunyi), Yeyahu (Yanqing) y se han rastreado hasta la India, Kenia y Mozambique. En otoño de 2016, la Policía Forestal de Pekín emprendió una campaña de un mes de duración para acabar con la caza y captura ilegales de aves migratorias para su venta en los mercados locales de aves. Más de 1000 aves rescatadas de especies protegidas, como la streptopelia, el lúgano euroasiático, el herrerillo capuchino, el carbonero garrapinos y el carbonero común, fueron entregadas al Centro de Protección y Rescate de la Fauna Silvestre de Pekín para su repatriación a la naturaleza.
Las flores de la ciudad son la rosa china y el crisantemo. Los árboles de la ciudad son el arborvitae chino (un árbol de hoja perenne de la familia de los cipreses) y el árbol pagoda (un árbol de hoja caduca de la familia de las judías, también llamado árbol erudito chino). El árbol erudito más antiguo de la ciudad fue plantado en lo que hoy es el Parque Beihai durante la dinastía Tang.

## Economía

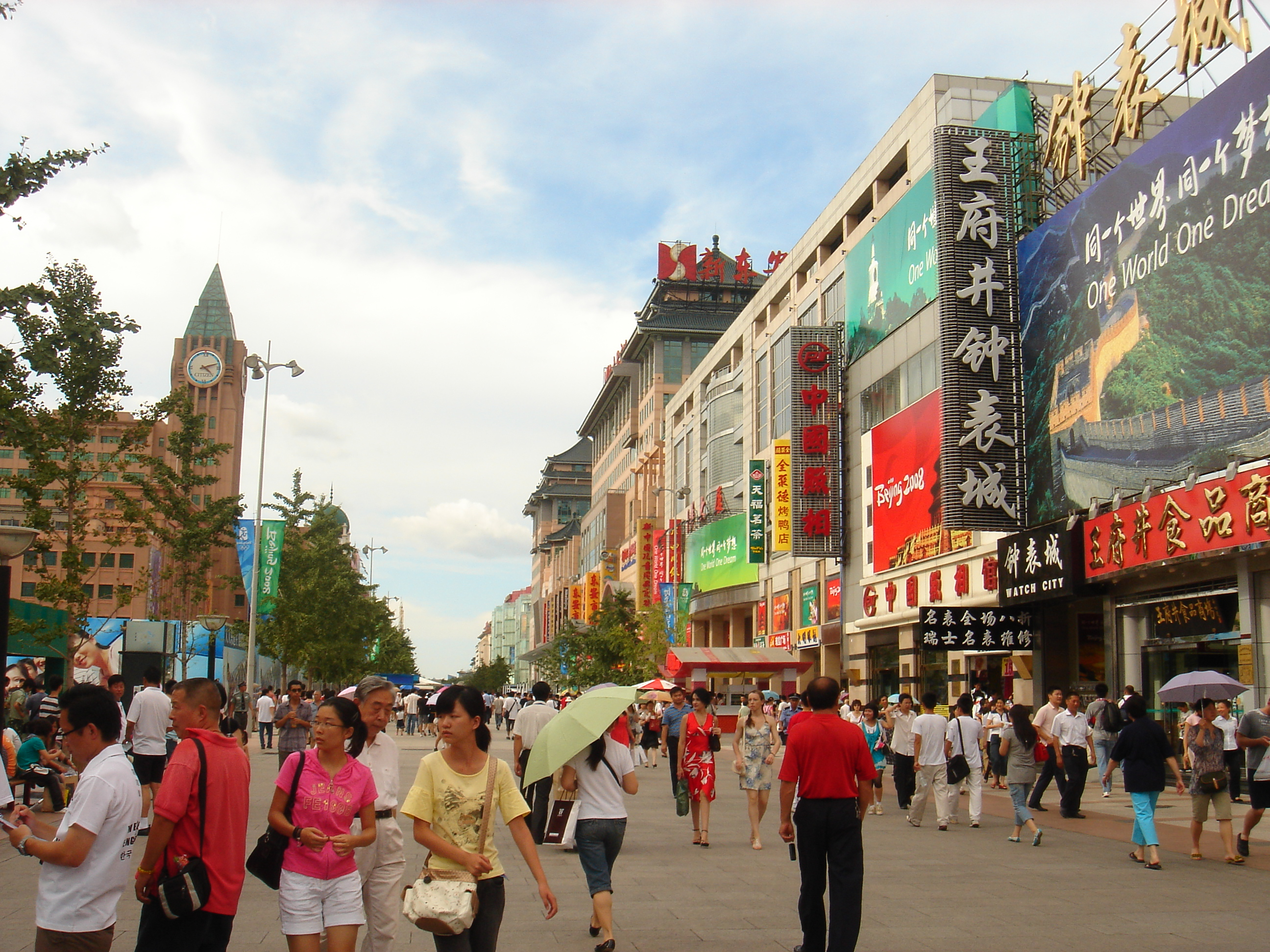
La calle Wangfujing, uno de los centros del comercio en la capital china.

El producto interior bruto total de 2007 fue de 125 000 millones de yuanes, un aumento del 50,2 % sobre el año anterior. El PIB per cápita era de 20 746 yuanes.
El sector terciario, especialmente la rama inmobiliaria y de automóviles, sobre todo de lujo, ha crecido espectacularmente en los últimos años. En 2002, se vendieron un total de 19 044 millones de metros cuadrados de vivienda, por un montante de 81 380 millones de yuanes. En el mismo período se vendieron 946 000 automóviles. El número total de los automóviles registrados excede los seis millones, de los cuales el 79 % son de propiedad privada.
El Distrito Central de Negocios de Pekín, en el área de Guomao, es reconocido como el nuevo núcleo de la vida económica y financiera de la ciudad, y en él se ubican oficinas y sedes corporativas de distintas empresas regionales, centros comerciales, grandes almacenes y viviendas de lujo. Wangfujing y Xidan son calles famosas por sus tiendas. Zhongguancun, el "Silicon Valley" chino, continúa siendo un centro importante para las industrias de electrónica e informática, así como para la investigación farmacéutica.

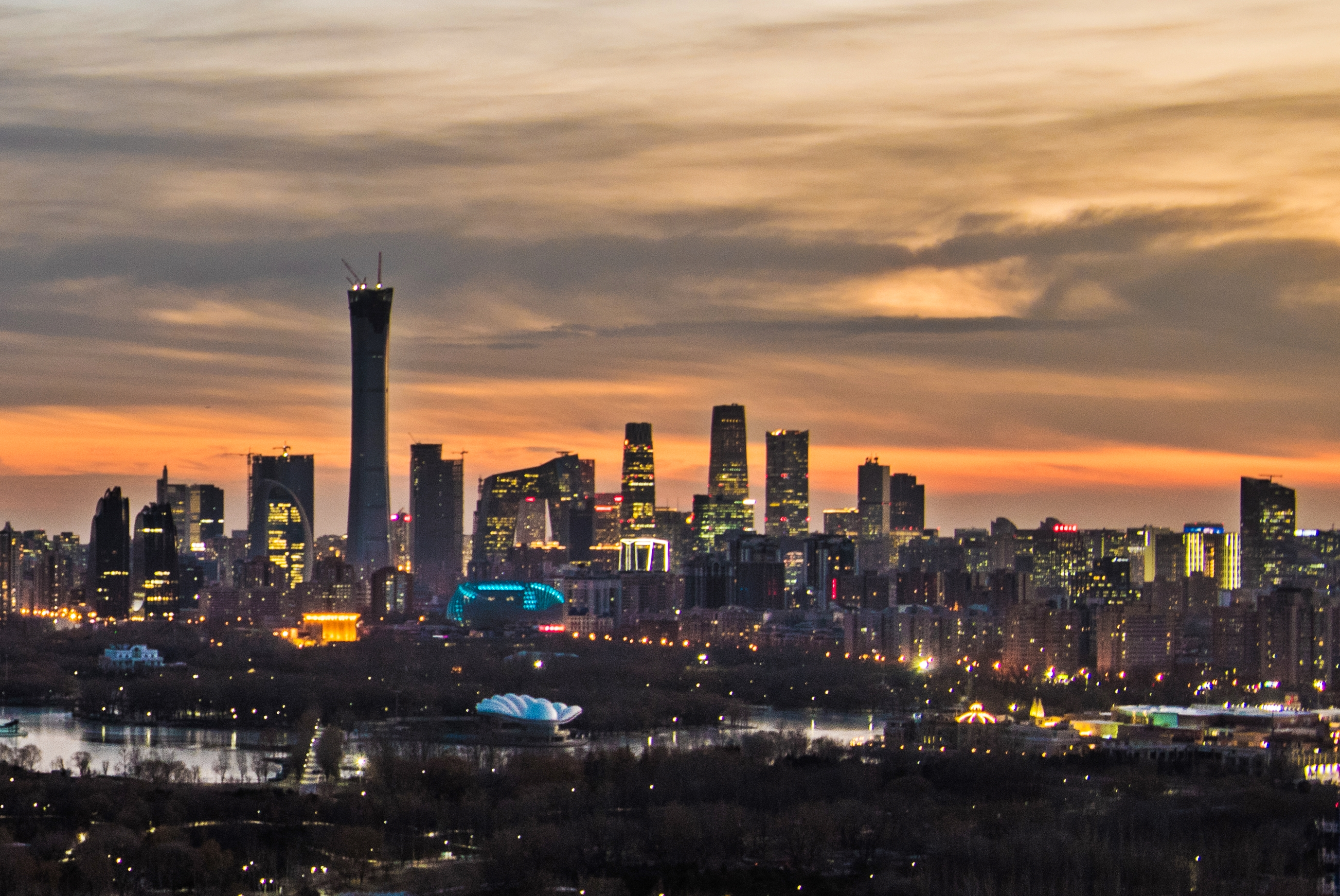
Distrito financiero central de Pekín (北京商務中心區)

### Zonas Económicas
En 2006, el gobierno de la ciudad identificó seis zonas de alta producción económica alrededor de Pekín como los principales motores del crecimiento económico local. En 2012, las seis zonas produjeron el 43,3% del PIB de la ciudad, frente al 36,5% de 2007. Las seis zonas son:
Zhongguancun, la aldea del silicio de China, en el distrito de Haidian, al noroeste de la ciudad, alberga tanto empresas tecnológicas consolidadas como de nueva creación. En los dos primeros trimestres de 2014, se registraron 9.895 empresas en las seis zonas, de las cuales 6.150 tenían su sede en Zhongguancun. Zhongguancun es también el centro del Cinturón Industrial de Alta Tecnología Pekín-Tianjin-Shijiazhuang.
La calle financiera de Pekín, en el distrito de Xicheng, al oeste de la ciudad, entre Fuxingmen y Fuchengmen, está repleta de sedes de grandes bancos estatales y compañías de seguros. Los organismos reguladores financieros del país, incluidos el banco central, el regulador bancario, el regulador de valores y la autoridad de divisas, están ubicados en el barrio.

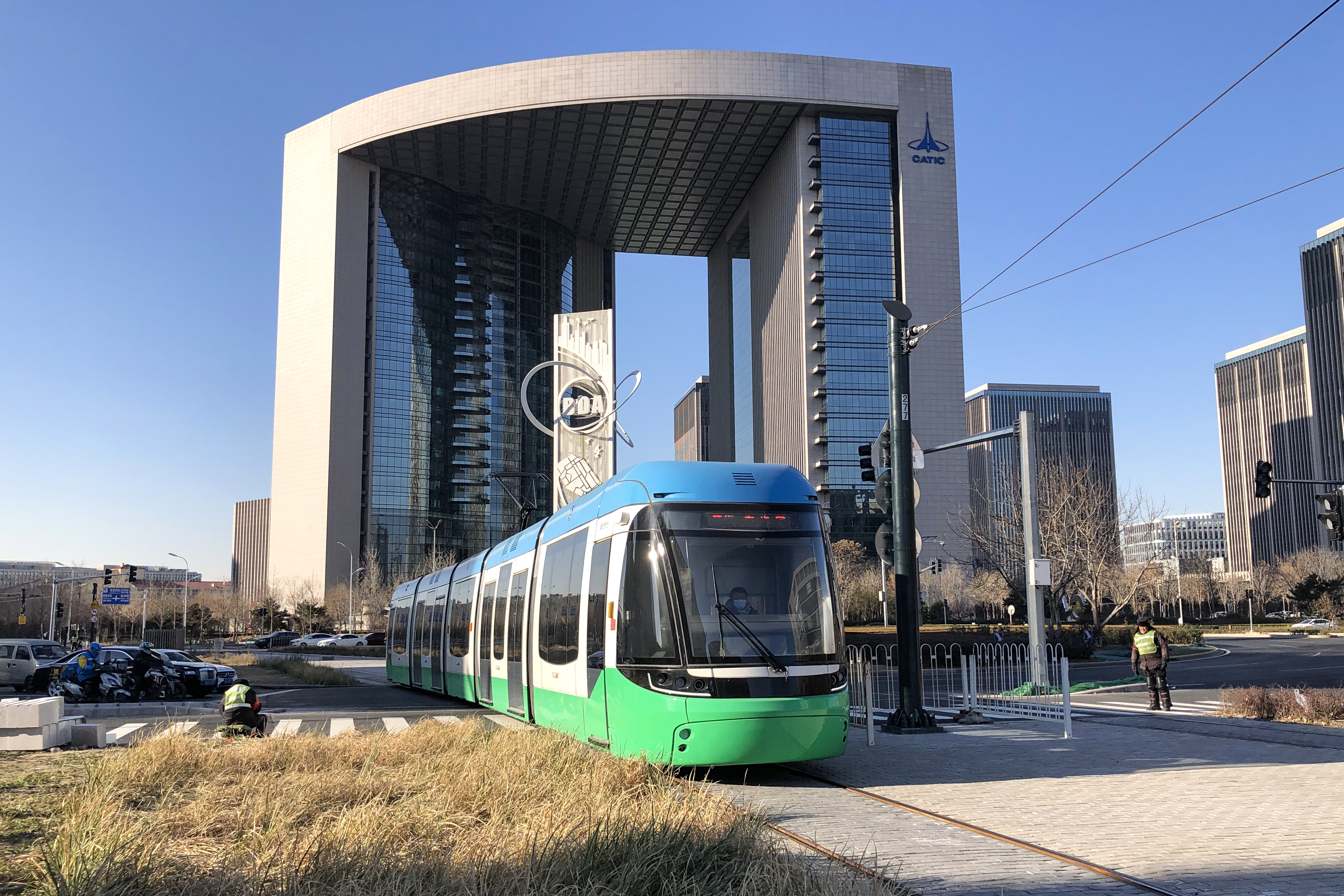
Área de Desarrollo Económico y Tecnológico de Pekín

El Distrito Central de Negocios (CBD) de Pekín está situado al este del centro, cerca de las embajadas, a lo largo de la Tercera Circunvalación, entre Jianguomenwai y Chaoyangmenwai. El CBD alberga la mayoría de los rascacielos de oficinas de la ciudad. La mayoría de las empresas extranjeras y de servicios profesionales de la ciudad tienen su sede en el CBD.
El Área de Desarrollo Económico y Tecnológico de Pekín, más conocida como Yizhuang, es un polígono industrial situado en el distrito de Daxing, a ambos lados de la quinta circunvalación. Ha atraído a empresas farmacéuticas, de tecnologías de la información y de ingeniería de materiales.
La Zona Económica Aeroportuaria de Pekín se creó en 1993 y rodea el Aeropuerto Internacional de Pekín Capital, en el distrito de Shunyi, al noreste de la ciudad. Además de empresas de logística, servicios aéreos y comercio, esta zona alberga plantas de montaje de automóviles de Pekín.

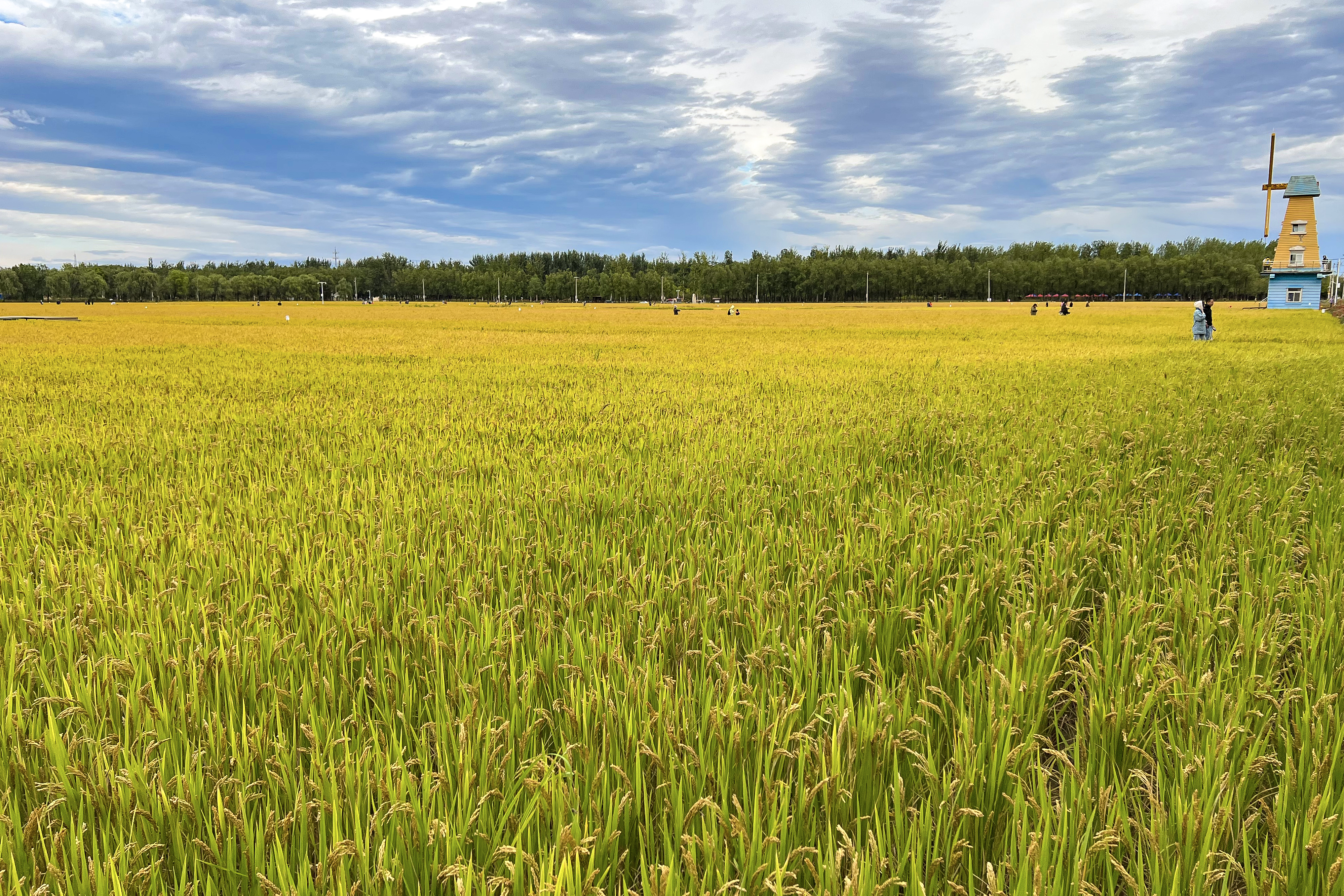
Campos agrícolas de Pekín

La Zona del Centro Olímpico de Pekín rodea el Parque Olímpico, al norte del centro de la ciudad, y se está convirtiendo en un centro de ocio, deportes, turismo y convenciones empresariales.
Shijingshan, en la periferia occidental de la ciudad, es una base industrial pesada tradicional para la fabricación de acero. Las plantas químicas se concentran en los suburbios del extremo oriental.
También existen empresas menos legítimas. La Pekín urbana es conocida por ser un centro de mercancías infravaloradas; en los mercados de toda la ciudad se puede encontrar de todo, desde ropa de diseño de última moda hasta DVD, a menudo comercializados para expatriados y visitantes internacionales.

## Demografía
La población total del municipio de Pekín al 1 de noviembre de 2020 era de 21,8 millones de habitantes, incluyendo tanto a residentes permanentes (con permiso hukou, la mayoría), como a los que poseen un permiso de residencia temporal (entre 8 y 9 millones). Además, muchos trabajadores emigrantes viven en la ciudad sin ninguna clase de permiso de residencia.
En 2006, la población del núcleo urbano era de 13,33 millones, el 84,3 % de la población del municipio que a esas fechas era de 15,81 millones oficialmente. La mayor parte de los residentes son de etnia han aunque hay también algunos manchúes, huis y mongoles; además en años recientes ha habido gran afluencia de surcoreanos, que vienen a la ciudad por negocios o estudios y se concentran en las áreas de Wangjing y de Wudaokou.
El norte, noreste y el este del área urbana están hiperpobladas y concentran a la mayoría de la población extranjera. El sudoeste y las partes meridionales tienen menor densidad de población.

### Distritos y barrios
Hay ocho distritos urbanos, y otros ocho distritos más se localizan en las afueras de la municipalidad, principalmente ciudades satélite, ciudades dormitorio, aldeas y zonas rurales.

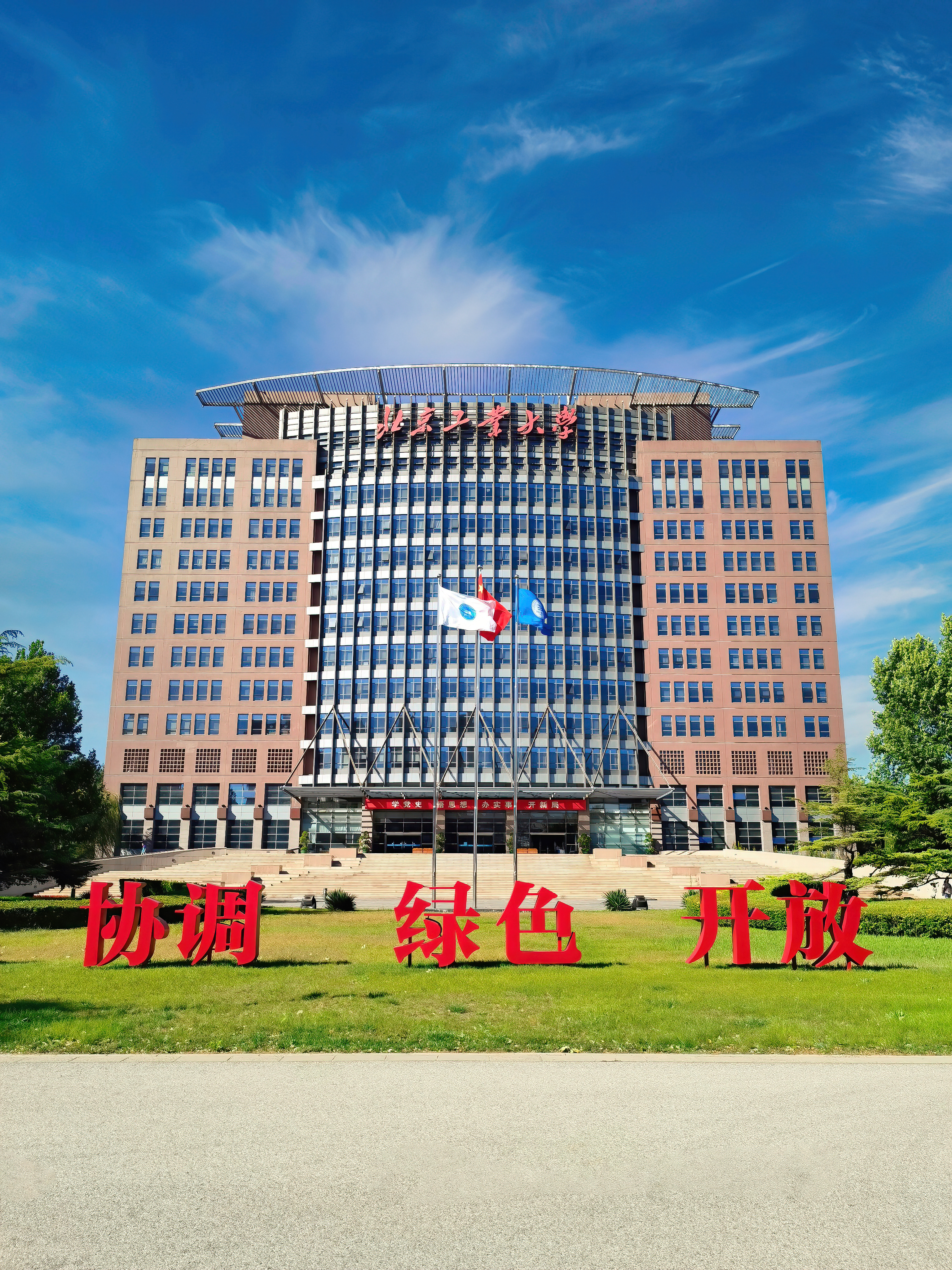
Universidad de Tecnología de Pekín

| División Administrativa de Pekín | División Administrativa de Pekín | División Administrativa de Pekín | División Administrativa de Pekín | División Administrativa de Pekín | División Administrativa de Pekín | División Administrativa de Pekín | División Administrativa de Pekín | División Administrativa de Pekín | División Administrativa de Pekín | División Administrativa de Pekín | División Administrativa de Pekín | División Administrativa de Pekín | División Administrativa de Pekín |
| --- | -------------------------------- | -------------------------------- | -------------------------------- | -------------------------------- | -------------------------------- | -------------------------------- | -------------------------------- | -------------------------------- | -------------------------------- | -------------------------------- | -------------------------------- | -------------------------------- | -------------------------------- |
| Dongcheng Xicheng Chaoyang Fengtai Shijingshan Haidian Mentougou Fangshan Tongzhou Shunyi Changping Daxing Huairou Pinggu Miyun Yanqing |                                  |                                  |                                  |                                  |                                  |                                  |                                  |                                  |                                  |                                  |                                  |                                  |                                  |
| Código postal | División administrativa          | Nombre en chino                  | Superficie (km2)                 | Población (2020)                 | Densidad (hab/km2)               |                                  |                                  |                                  |                                  |                                  |                                  |                                  |                                  |
| 110000 | Pekín (Beijing) (municipalidad)  | 北京市                           | 16.406,16                        | 21.893.095                       | 1.334,44                         |                                  |                                  |                                  |                                  |                                  |                                  |                                  |                                  |
| 110101 | Distrito de Dongcheng            | 东城区                           | 41,82                            | 708.829                          | 16.949,52                        |                                  |                                  |                                  |                                  |                                  |                                  |                                  |                                  |
| 110102 | Distrito de Xicheng              | 西城区                           | 50,33                            | 1.106.214                        | 21.979,22                        |                                  |                                  |                                  |                                  |                                  |                                  |                                  |                                  |
| 110105 | Distrito de Chaoyang             | 朝阳区                           | 454,78                           | 3.452.460                        | 7.591,49                         |                                  |                                  |                                  |                                  |                                  |                                  |                                  |                                  |
| 110106 | Distrito de Fengtai              | 丰台区                           | 305,53                           | 2.019.764                        | 6.610,69                         |                                  |                                  |                                  |                                  |                                  |                                  |                                  |                                  |
| 110107 | Distrito de Shijingshan          | 石景山区                         | 84,38                            | 567.851                          | 6.729,69                         |                                  |                                  |                                  |                                  |                                  |                                  |                                  |                                  |
| 110108 | Distrito de Haidian              | 海淀区                           | 430,77                           | 3.133.469                        | 7.724,11                         |                                  |                                  |                                  |                                  |                                  |                                  |                                  |                                  |
| 110109 | Distrito de Mentougou            | 门头沟区                         | 1.447,85                         | 392.606                          | 271,16                           |                                  |                                  |                                  |                                  |                                  |                                  |                                  |                                  |
| 110111 | Distrito de Fangshan             | 房山区                           | 1.994,73                         | 1.312.778                        | 658,12                           |                                  |                                  |                                  |                                  |                                  |                                  |                                  |                                  |
| 110112 | Distrito de Tongzhou             | 通州区                           | 905,79                           | 1.840.295                        | 2.031,70                         |                                  |                                  |                                  |                                  |                                  |                                  |                                  |                                  |
| 110113 | Distrito de Shunyi               | 顺义区                           | 1.019,51                         | 1.324.044                        | 1.298,71                         |                                  |                                  |                                  |                                  |                                  |                                  |                                  |                                  |
| 110114 | Distrito de Changping            | 昌平区                           | 1.342,47                         | 2.269.487                        | 1.690,53                         |                                  |                                  |                                  |                                  |                                  |                                  |                                  |                                  |
| 110115 | Distrito de Daxing               | 大兴区                           | 1.036,34                         | 1.993.591                        | 1.923,68                         |                                  |                                  |                                  |                                  |                                  |                                  |                                  |                                  |
| 110116 | Distrito de Huairou              | 怀柔区                           | 2.122,82                         | 441.040                          | 207,76                           |                                  |                                  |                                  |                                  |                                  |                                  |                                  |                                  |
| 110117 | Distrito de Pinggu               | 平谷区                           | 948,24                           | 457.313                          | 482,28                           |                                  |                                  |                                  |                                  |                                  |                                  |                                  |                                  |
| 110118 | Distrito de Miyun                | 密云区                           | 2.225,92                         | 527.683                          | 237,06                           |                                  |                                  |                                  |                                  |                                  |                                  |                                  |                                  |
| 110119 | Distrito de Yanqing              | 延庆区                           | 1.994,89                         | 345.671                          | 173,28                           |                                  |                                  |                                  |                                  |                                  |                                  |                                  |                                  |

### Educación
Pekín es un centro líder mundial en innovación científica y tecnológica. Ha sido clasificada como la ciudad número 1 del mundo con la mayor producción de investigación científica, según el seguimiento realizado por el Nature Index desde el inicio de la lista en 2016. La capital también lidera el mundo con la mayor proporción de artículos publicados en ciencias naturales, ciencias físicas, química y ciencias de la tierra y del medio ambiente, especialmente en la producción relacionada con los 17 Objetivos de Desarrollo Sostenible (ODS) de las Naciones Unidas. A partir de 2024, será el centro de investigación científica más prolífico en ciencias biológicas y ciencias de la salud de Asia-Pacífico, ocupando el tercer y sexto lugar del mundo, respectivamente.
Pekín cuenta con más de 90 facultades y universidades públicas, lo que la convierte en el mayor sistema universitario público urbano de Asia y en la primera ciudad de China con más centros de enseñanza superior.  También alberga las dos mejores universidades (Tsinghua y Pekín) de toda la región de Asia y Oceanía y de los países emergentes, situadas en los puestos 12 y 13 del mundo, respectivamente, según el Times Higher Education World University Rankings de 2025. Ambas son miembros de la Liga C9, una alianza de universidades chinas de élite que ofrecen una educación integral y puntera.

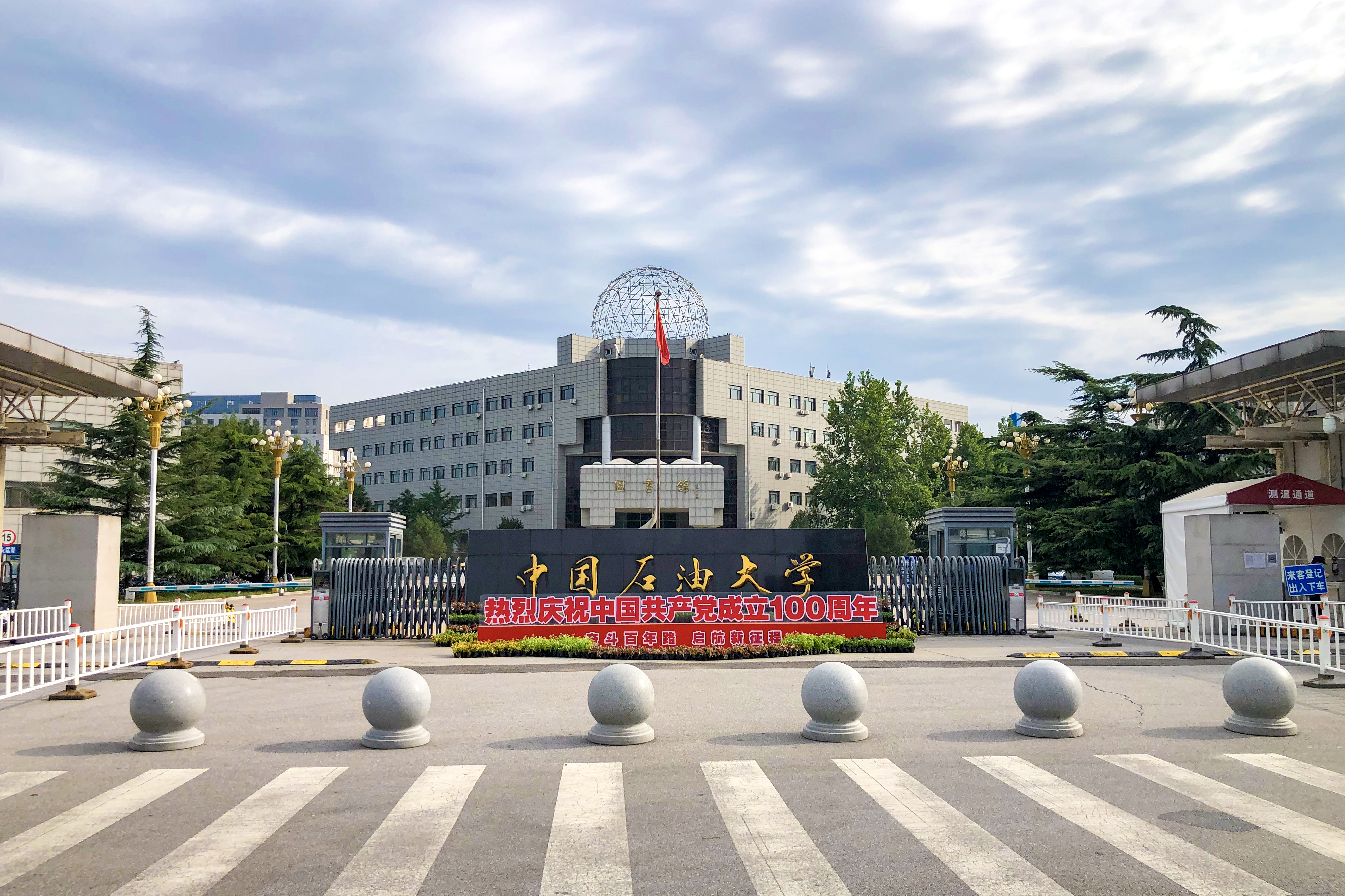
Puerta norte de la Universidad China del Petróleo, Pekín

Pekín también tiene el mayor número de universidades de todas las ciudades del país, lo que representa más de una quinta parte de las 147 Universidades de Doble Primera Clase, un plan nacional para convertir las universidades chinas de élite en instituciones de categoría mundial para finales de 2050. Según el U.S. News & World Report Best Global University Ranking de 2024, Pekín tiene el mayor número de universidades entre las principales ciudades del mundo incluidas en la clasificación, con un total de 29. Varias universidades de Pekín son miembros de la Liga C9, una alianza de universidades chinas de élite que ofrecen una educación integral y puntera. 
Varias de las universidades más prestigiosas de Pekín figuran sistemáticamente entre las mejores de Asia-Pacífico y del mundo, como la Universidad de Pekín, la Universidad Tsinghua, la Universidad Renmin de China, la Universidad Normal de Pekín, la Universidad de la Academia China de Ciencias, la Universidad Beihang, el Instituto de Tecnología de Pekín, la Universidad Agrícola de China, la Universidad Minzu de China, la Universidad de Ciencia y Tecnología de Pekín, la Universidad de Tecnología Química de Pekín, la Universidad de Negocios Internacionales y Economía, la Universidad de la Academia China de Ciencias Sociales y la Universidad Central de Finanzas y Economía.  Estas universidades fueron seleccionadas como «985 universidades» o «211 universidades» por el gobierno chino con el fin de construir universidades de categoría mundial.

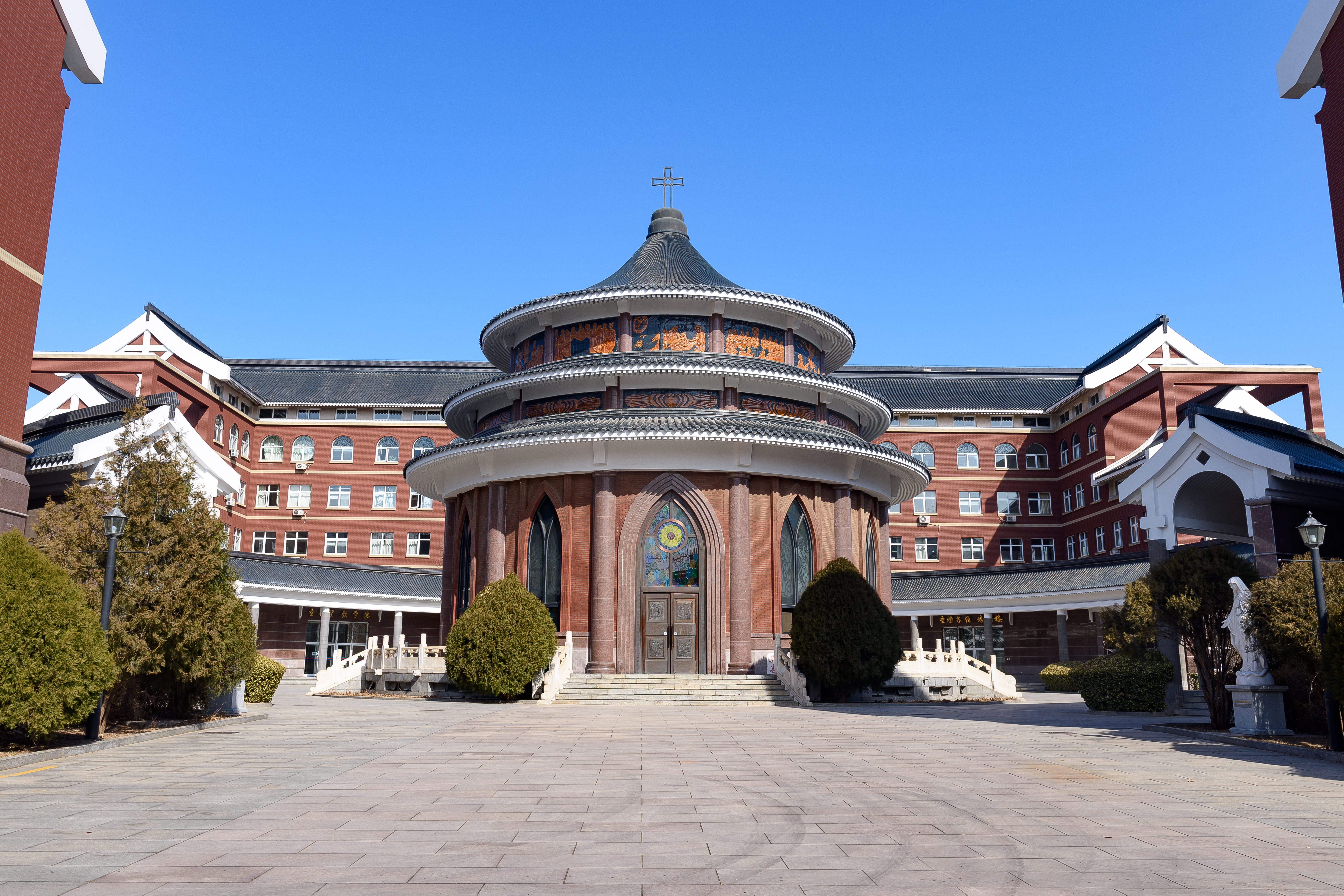
Seminario nacional de la Iglesia Católica en China (中国天主教神哲学院) un centro educativo religioso en Pekín

La ciudad es sede de la Academia China de Ciencias, que ha sido clasificada sistemáticamente como el instituto de investigación número 1 del mundo por Nature Index desde el inicio de la lista en 2014. La academia también dirige la Universidad de la Academia China de Ciencias, que se encuentra en Pekín y está clasificada entre las cinco mejores instituciones de investigación del mundo por Nature Index. Pekín es también sede de la Academia China de Ingeniería, la Academia China de Ciencias Sociales, la Academia China de Ciencias Agrícolas, la Academia China de Ciencias Médicas y la Fundación Nacional de Ciencias Naturales de China.

### Religión

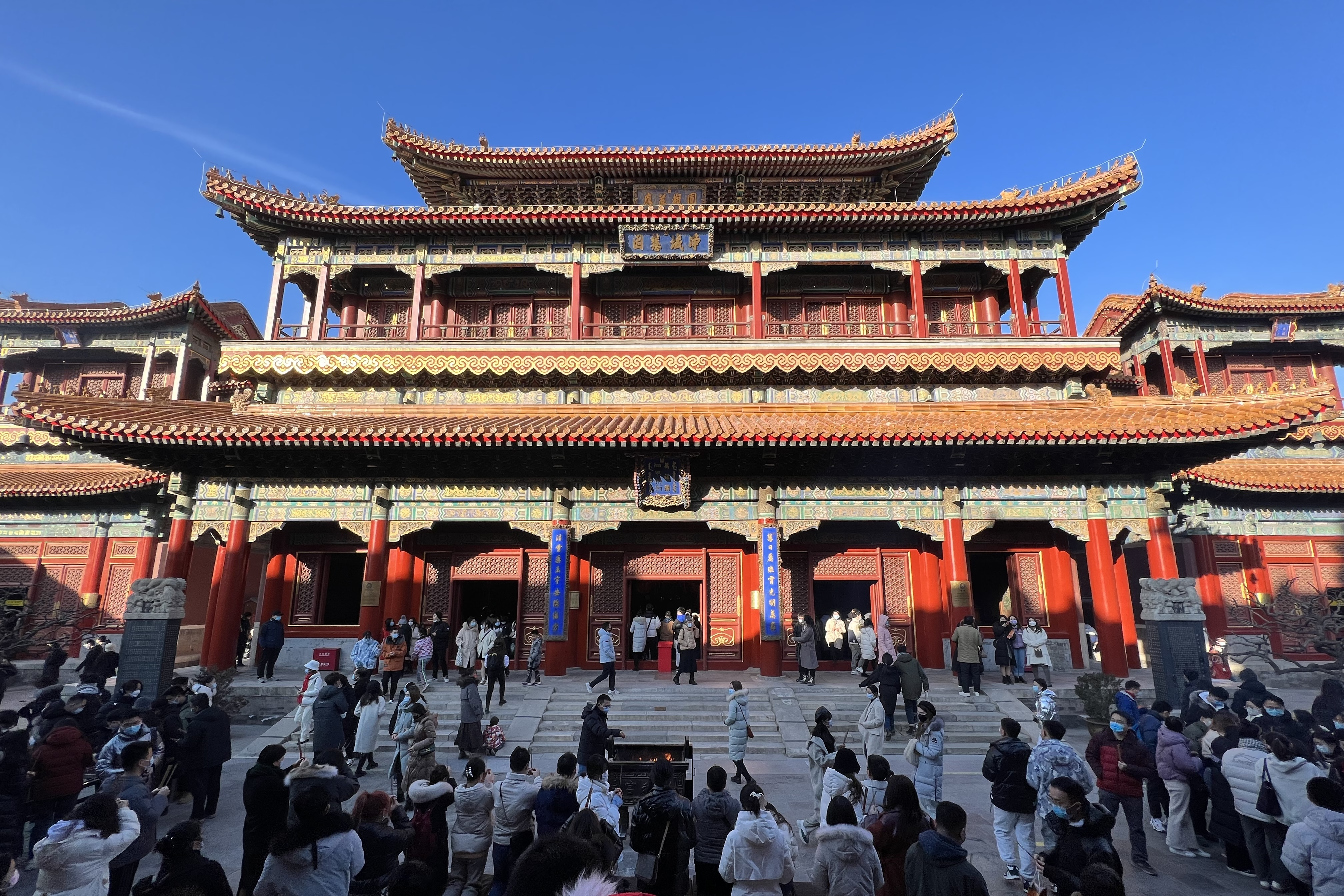
Pabellón Wanfuge en el Templo Budista de Yonghe

El patrimonio religioso de Pekín es rico y diverso, ya que la religión popular china, el taoísmo, el budismo, el confucianismo, el islam y el cristianismo tienen una presencia histórica significativa en la ciudad. Como capital nacional, la ciudad también alberga la Administración Estatal de Asuntos Religiosos y varias instituciones patrocinadas por el Estado de las principales religiones. En las últimas décadas, los residentes extranjeros han traído otras religiones a la ciudad. Según Wang Zhiyun, de la Academia China de Ciencias Sociales, en 2010 había 2,2 millones de budistas en la ciudad. 2 millones de budistas en la ciudad, lo que equivale al 11,2% de la población total. Según la Encuesta Social General de China de 2009, los cristianos constituyen el 0,78% de la población de la ciudad. Según una encuesta de 2010, los musulmanes constituyen el 1,76% de la población de Pekín.
Pekín cuenta con numerosos templos dedicados a deidades religiosas populares y comunales, muchos de los cuales están siendo reconstruidos o reformados en las décadas de 2000 y 2010. Los sacrificios anuales al Dios del Cielo (祭天; jìtiān) en el Templo del Cielo han sido reanudados por grupos confucianos en la década de 2010.
El 11% de la población de Pekín practica el budismo de Asia Oriental. La Asociación Budista de China, órgano supervisor del Estado que supervisa todas las instituciones budistas de China continental, tiene su sede en el templo Guangji, templo fundado hace más de 800 años durante la dinastía Jin (1115-1234) en lo que hoy es Fuchengmennei (阜成门内). La Asociación Budista de Pekín, junto con el Coro y la Orquesta Budistas, tienen su sede en el templo Guanghua, que data de la dinastía Yuan, hace más de 700 años. La Academia Budista de China y su biblioteca se encuentran en el templo Fayuan, cerca de Caishikou. El templo Fayuan, que data de la dinastía Tang hace 1.300 años, es el más antiguo de la Pekín urbana. El templo Tongjiao, en el interior de Dongzhimen, es el único convento budista de la ciudad.

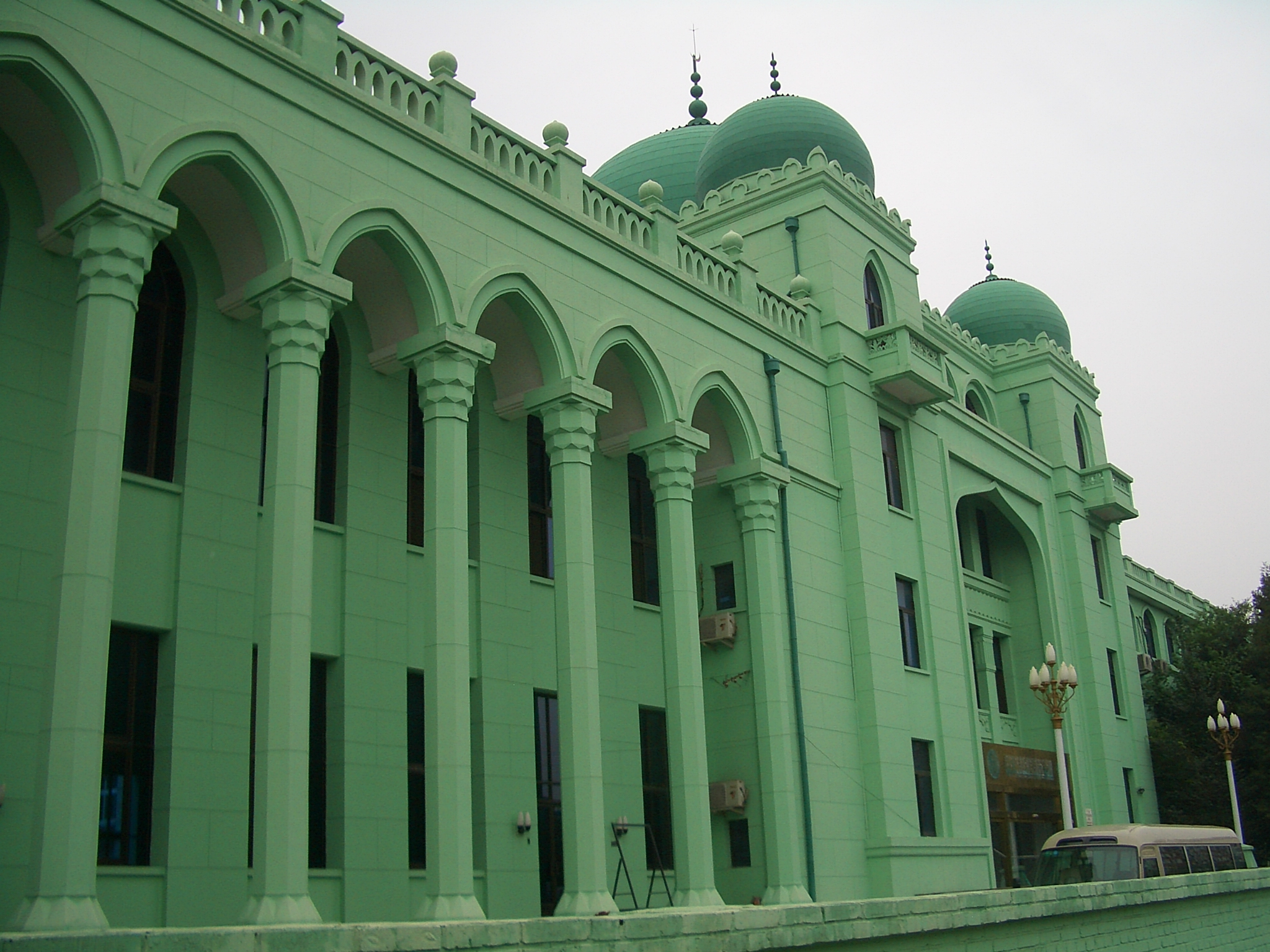
Asociación Islámica de Pekín

El templo Xihuang data originalmente de la dinastía Liao. En 1651, el emperador Qing Shunzhi encargó al templo que acogiera la visita del V Dalái lama a Pekín. Desde entonces, este templo ha acogido al XIII Dalái lama, así como al VI, IX y X Panchen Lamas.
El mayor templo budista tibetano de Pekín es el templo Yonghe, que fue decretado por el emperador Qing Qianlong en 1744 para que sirviera de residencia e investigación a su preceptor budista de Rölpé Dorjé, el tercer Changkya (o Buda viviente de Mongolia Interior). El templo Yonghe se llama así porque fue la residencia de la infancia del emperador Yongzheng, y conserva los azulejos vidriados reservados a los palacios imperiales. El «Colegio de Budismo Tibetano de Alto Nivel de China», la institución superior de budismo tibetano de China, está situado cerca del templo Yonghe. El templo Lingguang de Badachu, en las colinas occidentales, también data de la dinastía Tang. La pagoda Zhaoxian del templo (招仙塔) se construyó por primera vez en 1071, durante la dinastía Liao, para guardar una reliquia dental de Buda. La pagoda fue destruida durante la Rebelión de los Bóxers y se descubrió el diente en sus cimientos. En 1964 se construyó una nueva pagoda. Los seis templos mencionados: Guangji, Guanghua, Tongjiao, Xihuang, Yonghe y Lingguang han sido designados Templos Budistas Clave Nacionales de la zona china Han.

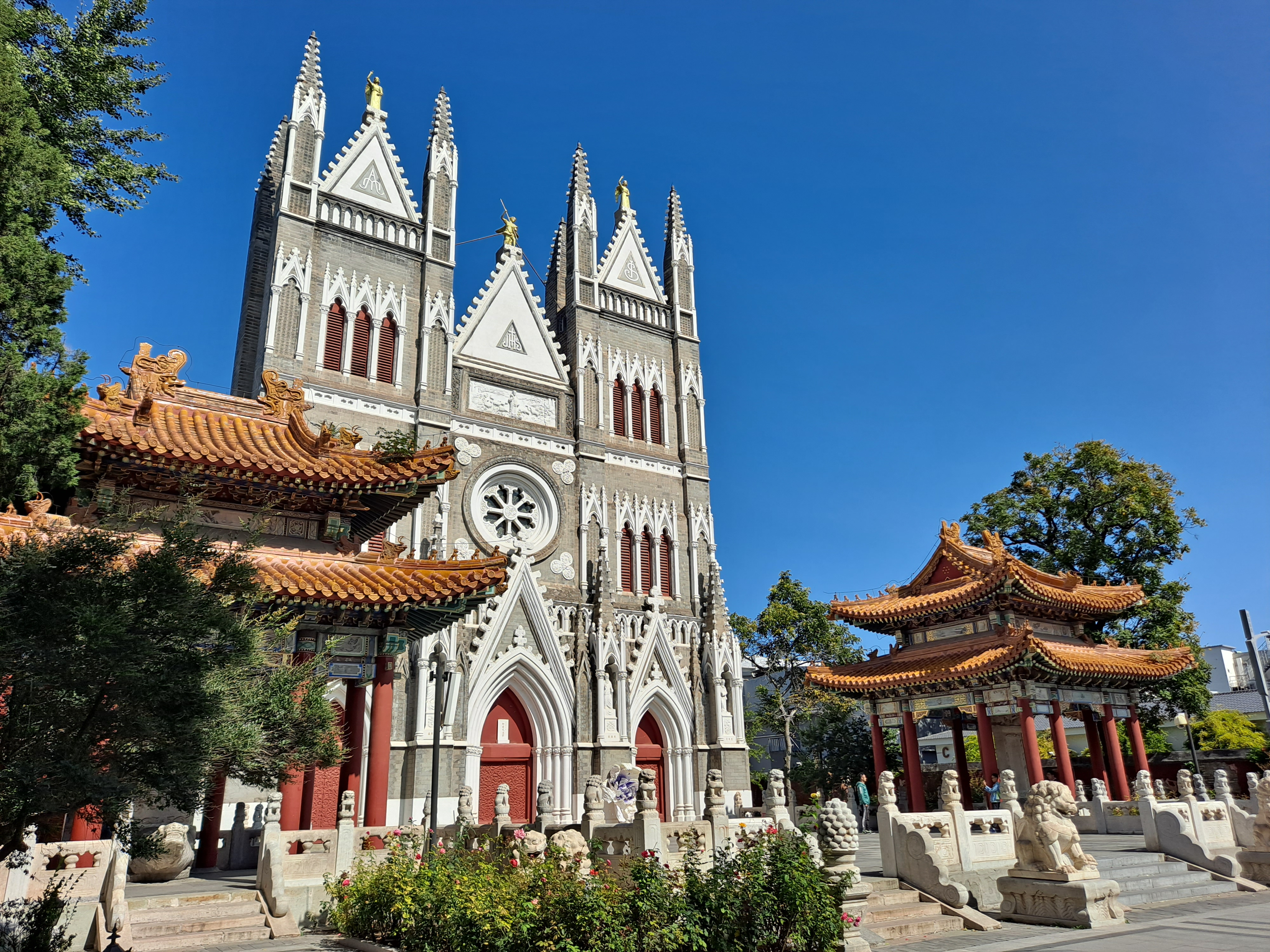
La Iglesia católica del Salvador en Pekín

Pekín cuenta con unas 70 mezquitas reconocidas por la Asociación Islámica de China, cuya sede se encuentra junto a la mezquita de Niujie, la más antigua de la ciudad, fundada en 996 durante la dinastía Liao y visitada con frecuencia por dignatarios musulmanes. La comunidad musulmana china celebró el Ramadán e hizo las oraciones del Eid en la mezquita en 2021.
En 1289, Juan de Montecorvino llegó a Pekín como misionero franciscano con la orden del Papa en Roma. Tras conocer y recibir el apoyo de Kublai Khan en 1293, construyó la primera iglesia católica de Pekín en 1305. La Asociación Patriótica Católica China (CPCA), con sede en Houhai, es el organismo gubernamental de supervisión de los católicos en China continental. Entre las iglesias católicas de Pekín destacan:
- la Nantang o Catedral de la Inmaculada Concepción, también conocida como Iglesia de Xuanwumen, fundada en 1605 y cuyo arzobispo actual, Joseph Li Shan, es uno de los pocos obispos de China que cuenta con el apoyo tanto del Vaticano como de la CPCA.
- la Dongtang o Iglesia de San José, más conocida como Iglesia de Wangfujing, fundada en 1653.
- la Beitang o Iglesia del Salvador, también conocida como Iglesia de Xishiku, fundada en 1703.

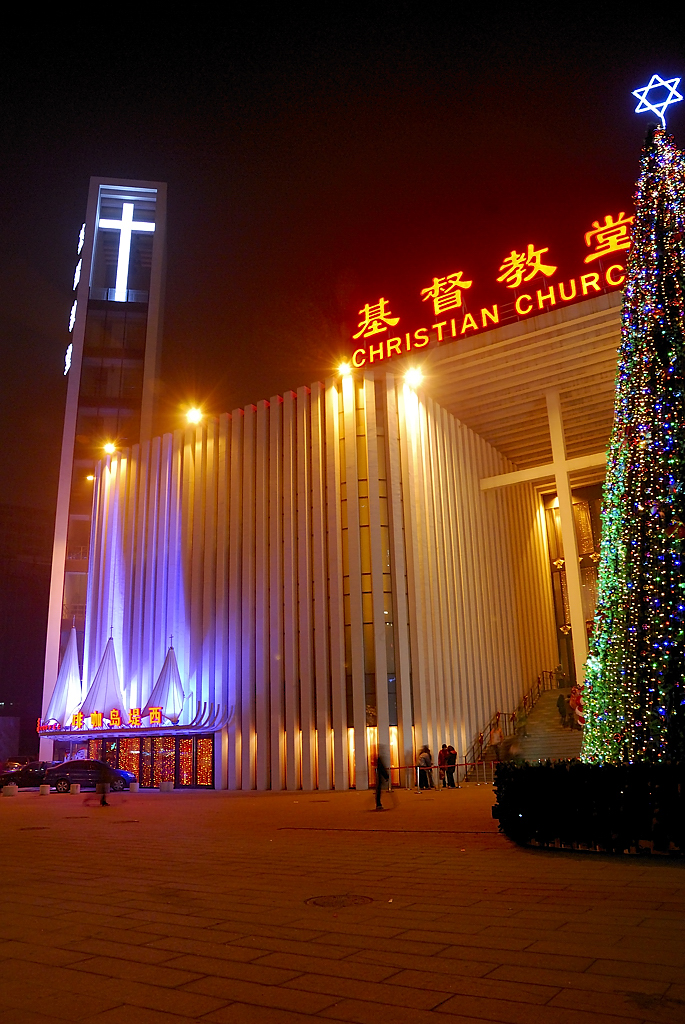
Iglesia Protestante de Haidian

- Iglesia Protestante de Haidianla Xitang o Iglesia de Nuestra Señora del Monte Carmelo, también conocida como Iglesia Xizhimen, fundada en 1723.
- El Seminario Nacional de la Iglesia Católica en China se encuentra en el distrito de Daxing.

Las primeras iglesias de denominaciones protestantes de Pekín fueron fundadas por misioneros británicos y estadounidenses en la segunda mitad del siglo XIX. Los misioneros protestantes también abrieron escuelas, universidades y hospitales que se han convertido en importantes instituciones cívicas. La mayoría de las iglesias protestantes de Pekín fueron destruidas durante la Rebelión de los Bóxers y reconstruidas posteriormente. En 1958, las 64 iglesias protestantes de la ciudad se reorganizan en cuatro y son supervisadas por el Estado a través del Movimiento Patriótico de las Tres Autonomías.
En Pekín había un importante número de cristianos ortodoxos. La ortodoxia llegó a Pekín con los prisioneros rusos de los conflictos fronterizos sino-rusos del siglo XVII. En 1956, Viktor, obispo de Pekín, regresó a la Unión Soviética, y la embajada soviética se hizo cargo de la antigua catedral y la demolió. En 2007, la embajada rusa construyó una nueva iglesia en su jardín para atender a los cristianos ortodoxos rusos de Pekín.

### Sanidad

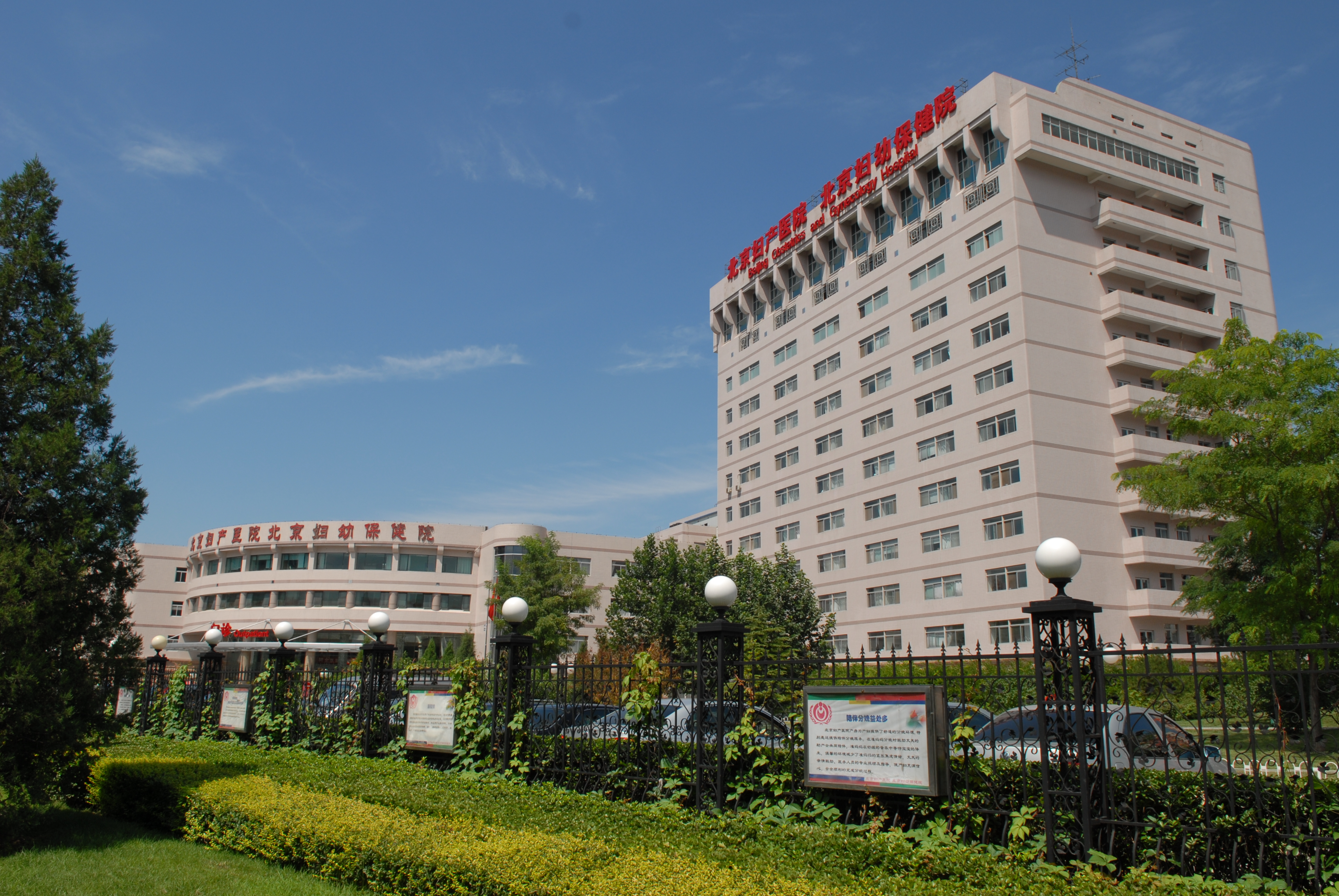
Hospital de Obstetricia y Ginecología de Pekín (Sección Este)

El sistema sanitario de Pekín ha evolucionado mucho a lo largo de los siglos. La medicina tradicional china (MTC) se practica desde hace miles de años, y los registros más antiguos se remontan a la dinastía Shang (1600-1046 a. C.). Durante la dinastía Qing (1644-1912), la medicina occidental empezó a influir en el panorama sanitario, dando lugar a la creación de los primeros hospitales modernos.

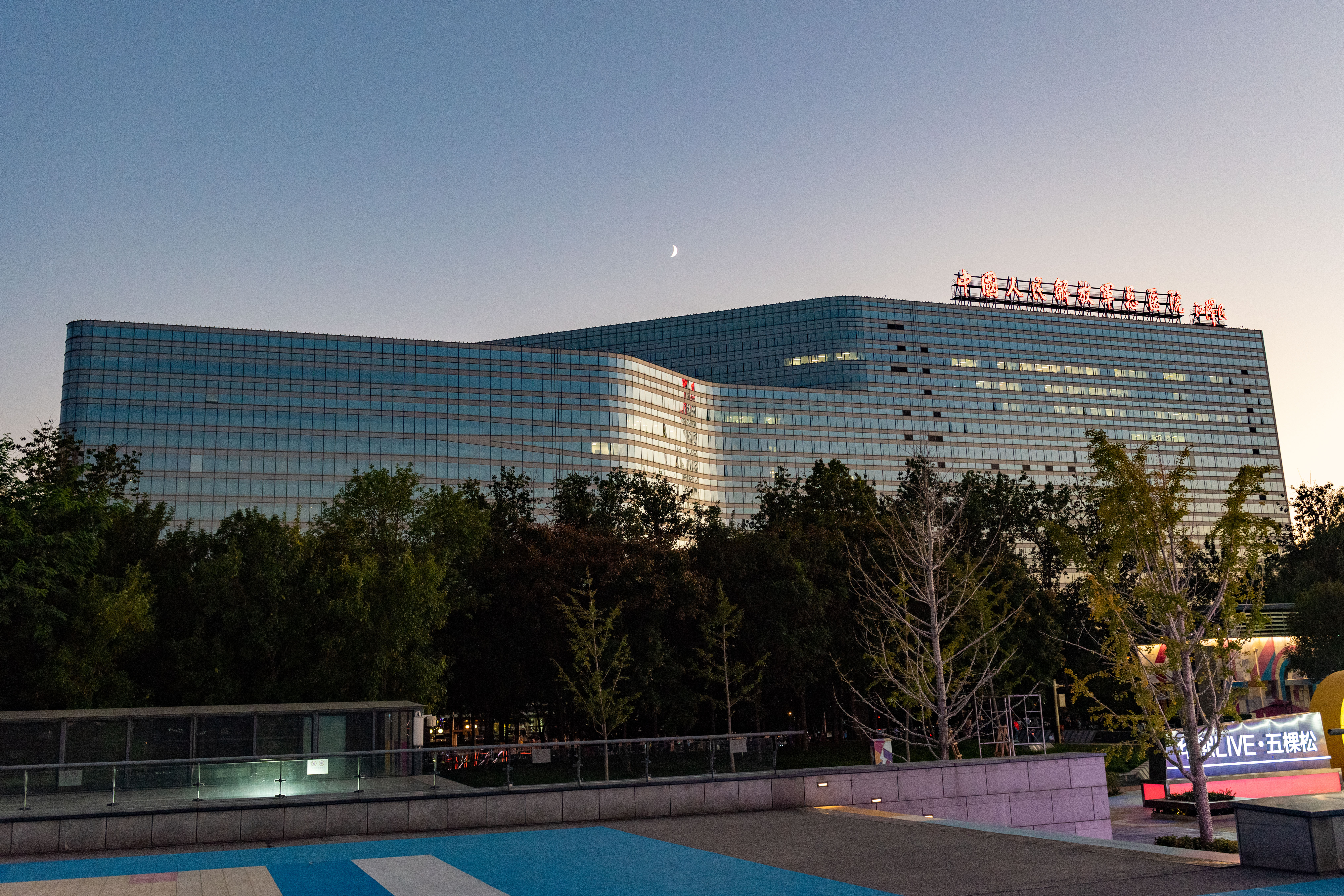
Hospital General del Ejército de Liberación Popular Chino

El siglo XX supuso un gran cambio con la fundación de la República Popular China en 1949. El gobierno centralizó la asistencia sanitaria, nacionalizando los hospitales privados y estableciendo un sistema de sanidad pública1. La Revolución Cultural (1966-1976) consolidó aún más el control estatal sobre la sanidad. Sin embargo, las reformas económicas de finales del siglo XX reintrodujeron los proveedores sanitarios privados, creando un sistema más diversificado.
En la actualidad, Pekín cuenta con una sólida infraestructura sanitaria. La ciudad alberga numerosos hospitales, clínicas especializadas e instituciones de investigación. Los hospitales públicos, como el Hospital de Pekín y el Hospital de la Facultad de Medicina de la Unión de Pekín, ofrecen servicios médicos completos y están afiliados a universidades para la formación académica. También han surgido hospitales y clínicas privados, que ofrecen una amplia gama de servicios y atienden las diferentes necesidades de los pacientes.
La accesibilidad y la calidad de la asistencia sanitaria en Pekín son en general altas, pero existen disparidades entre las zonas urbanas y rurales. El gobierno sigue centrándose en mejorar los servicios sanitarios y ampliar la cobertura del seguro médico.
El sistema sanitario de Pekín se enfrenta a varios retos, como la asignación de recursos, los cambios demográficos y las enfermedades emergentes. El envejecimiento de la población y la creciente incidencia de enfermedades crónicas ejercen presión sobre los recursos sanitarios. Además, las disparidades en el acceso a la asistencia sanitaria entre las zonas urbanas y rurales siguen siendo preocupantes.
Entre los esfuerzos para hacer frente a estos retos se incluyen iniciativas gubernamentales para mejorar la calidad de la asistencia sanitaria, ampliar la cobertura de los seguros y promover programas de salud pública. El plan «Pekín Salud 2030» pretende modernizar el sistema sanitario público y mejorar la prestación de servicios.
Pekín alberga varios hospitales e instituciones de investigación médica de primer orden. Entre las instituciones más destacadas se encuentran:

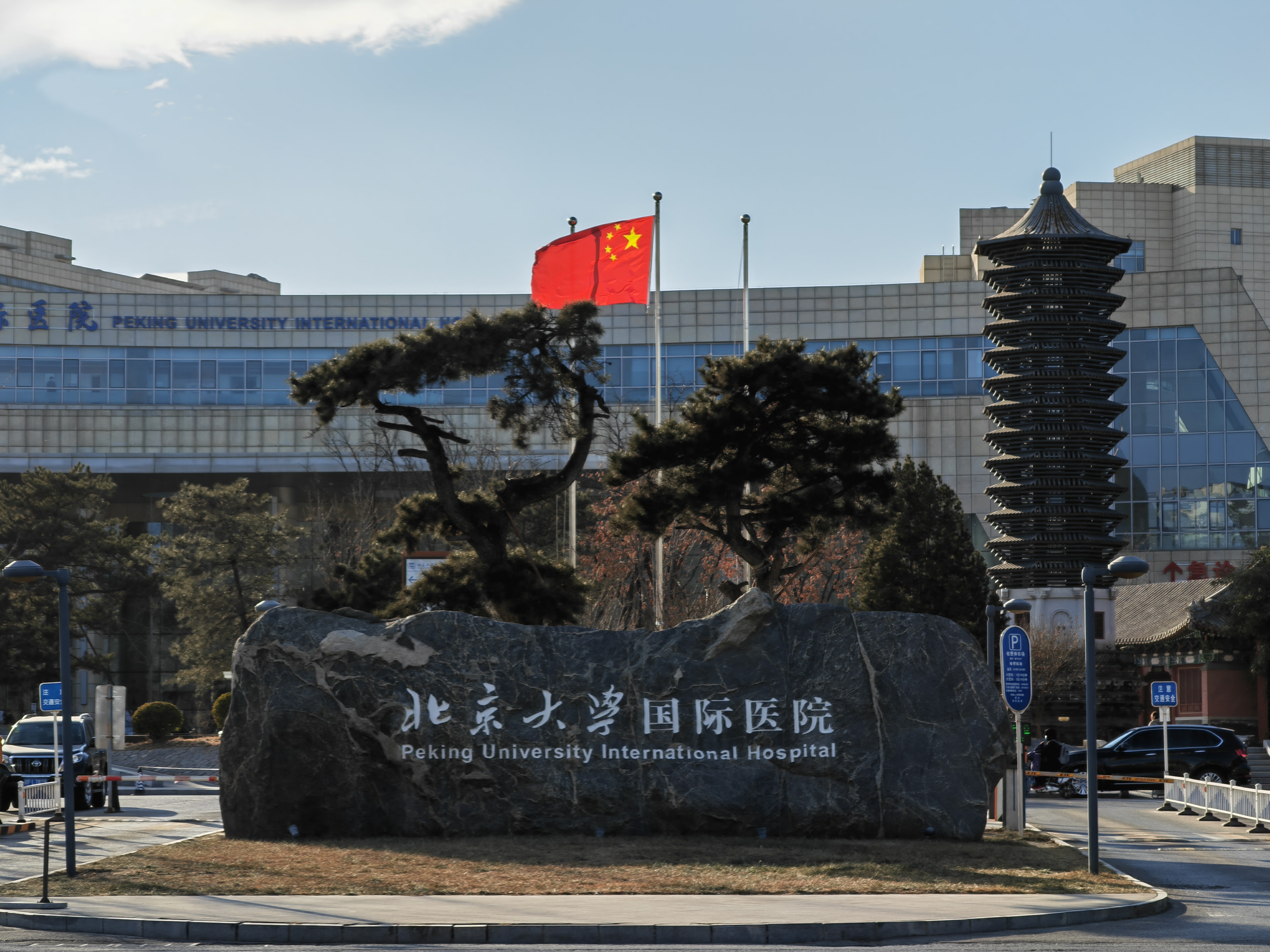
Hospital Internacional Universitario de Pekín

- Hospital Internacional Universitario de PekínHospital de Pekín: Un hospital integral que ofrece una amplia gama de servicios médicos.
- Hospital de la Facultad de Medicina Peking Union: Conocido por su avanzada tecnología médica y su capacidad de investigación.
- Hospital Tongren de Pekín: Especializado en oftalmología y atención ocular.
- Hospital Chaoyang de Pekín: Proporciona atención especializada en diversos campos médicos.

Estas instituciones son famosas por su experiencia, avances tecnológicos y contribuciones a la investigación médica.
Los principales indicadores sanitarios de Pekín muestran una tendencia generalmente positiva. La esperanza de vida en Pekín es superior a la media nacional, y las tasas de mortalidad infantil han disminuido significativamente. Sin embargo, está aumentando la prevalencia de enfermedades crónicas como la diabetes y la hipertensión. El acceso a la atención primaria sigue siendo una prioridad, con esfuerzos por garantizar una asistencia sanitaria equitativa para todos los residentes.

## Cultura
Los pekineses hablan el dialecto pekinés del mandarín, en el que se basa el pǔtónghuà, la forma estándar del chino.
La Ópera de Pekín (京剧 jīngjù), es muy conocida en la capital. Se dice que es una de las mayores expresiones de la cultura china. Las representaciones se componen de una combinación de canto, diálogo, escenas de acción codificadas con gestos, paseos, luchas y acrobacias. Gran parte de las óperas están escritas en un dialecto arcaico bastante diferente del chino actual, por lo que el diálogo es difícil de entender, y el problema se complica si no se está familiarizado con el chino; por esto los teatros modernos tienen paneles que muestran subtítulos en chino y en inglés.

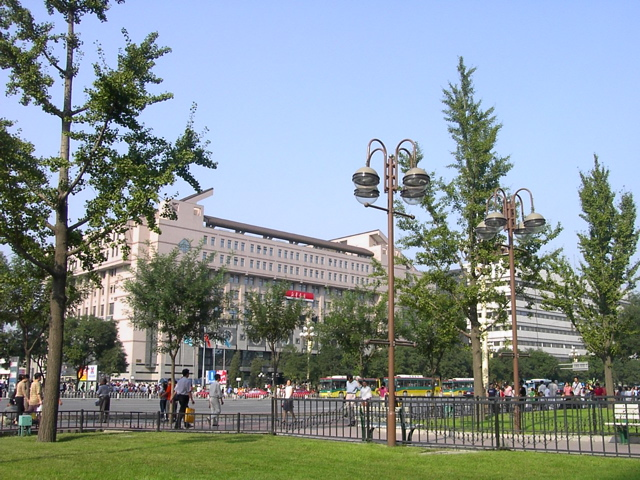
Librería de Pekín, rodeada de ginkgos.

El sìhéyuán (四合院) es el tipo de vivienda representativo del estilo arquitectónico tradicional de Pekín. Consiste en casas cuadradas con un corredor en torno a un patio central, que normalmente tiene árboles, flores y estanques para peces.
Los hútòng o callejones conectan el interior de la vieja ciudad de Pekín. Generalmente son rectos y corren de este a oeste. Así, las puertas de las viviendas pueden abrirse hacia el norte y el sur para seguir las normas del Feng Shui. Algunos son realmente estrechos y solo permiten el paso de unos pocos peatones al mismo tiempo. El vehículo de transporte que reina en los hútòng es la bicicleta.

Tanto los hútòng como los sìhéyuán están desapareciendo de Pekín. La ciudad está reemplazando los viejos edificios por inmensos rascacielos. Los habitantes de los barrios antiguos se están reubicando en nuevos apartamentos del mismo tamaño que sus antiguas residencias. Sin embargo, todos coinciden en que el sentimiento de comunidad y el estilo de vida de los hútòng jamás podrá ser reemplazado.

El Templo del Cielo

Algunos hútòng fueron preservados y restaurados por el gobierno. Quisieron asegurarse de que durante la celebración de los Juegos Olímpicos de Verano del año 2008 por lo menos quedasen algunos de estos antiguos barrios; barrios que mantienen la tradición y recuerdan la vieja China en esta gran ciudad en la que se ha convertido Pekín. Algunos ejemplos de estos hútòng restaurados se pueden ver en la zona de Nanchizi.
La cocina tradicional de Pekín es la cocina de estilo mandarín. El "pato a la pekinesa" o "pato laqueado" es tal vez su plato más conocido internacionalmente. Se trata de una receta que se remonta al siglo XIII para la que se utilizan unos patos cebados especialmente. Su carne se somete a un complicado proceso de cocción. Este pato asado se sirve acompañado de una salsa de cereales, rodajas de puerro y unas tortitas especiales.

Las casas de té son muy populares en Pekín. El té chino tiene muchas variedades, algunas realmente caras. La medicina tradicional china atribuye poderes curativos al té.

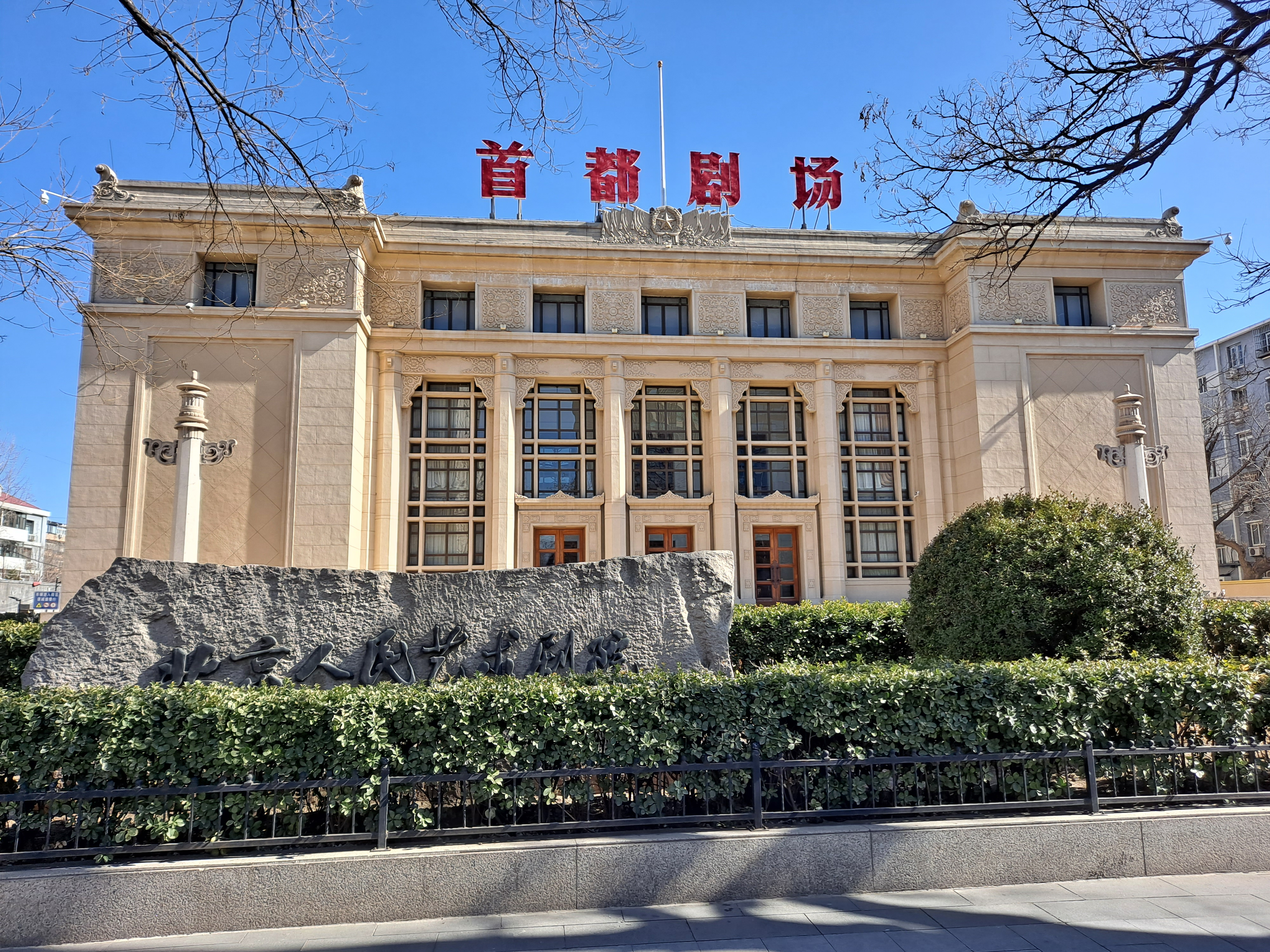
El Teatro Capital en Pekín

### Arquitectura
Pekín, la capital de China, posee un rico patrimonio arquitectónico que refleja el desarrollo histórico y la evolución de la civilización china. La arquitectura de Pekín se ha visto influida por diversas dinastías, cada una de las cuales ha dejado su huella única en el paisaje de la ciudad.
Durante la dinastía Yuan, Pekín se convirtió en un importante centro político y su trazado urbano empezó a tomar forma. Durante este periodo comenzó la construcción de las fortificaciones de la ciudad, incluidas las murallas interior y exterior.

La dinastía Ming marcó una época dorada para la arquitectura de Pekín. La Ciudad Prohibida, el Templo del Cielo y muchas otras estructuras importantes se construyeron durante esta época, mostrando la grandeza de la arquitectura imperial. La Dinastía Qing continuó el legado arquitectónico del periodo Ming, con la construcción del Palacio de Verano y otros jardines imperiales. La influencia de la cultura manchú y los estilos arquitectónicos tradicionales de la China Han se fusionaron durante esta época.

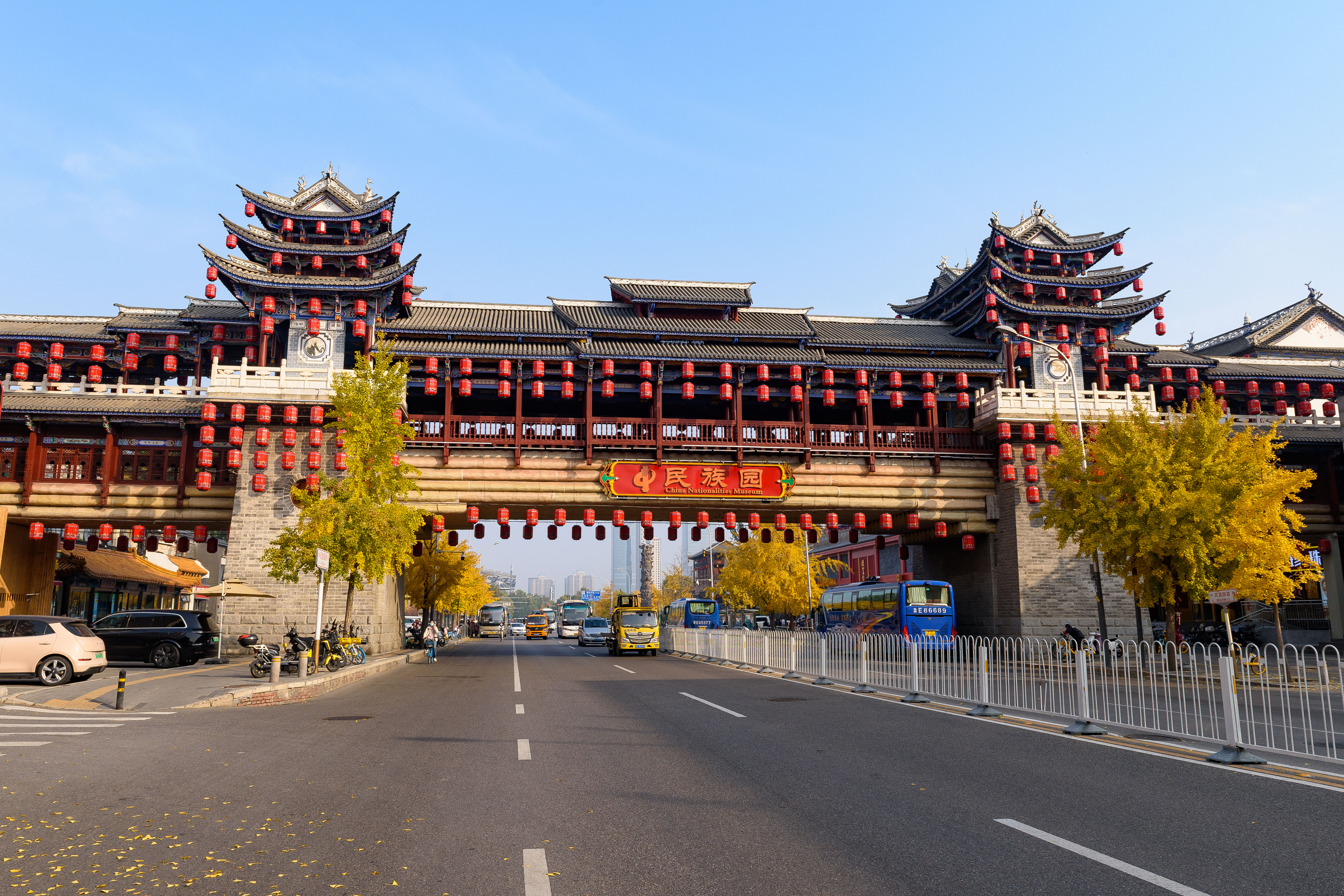
Puente Minzu, Museo Étnico de China

Los principios del confucianismo influyeron enormemente en la arquitectura tradicional pequinesa, haciendo hincapié en la armonía, el equilibrio y el orden. Esto se refleja en los diseños simétricos y el uso de colores y materiales específicos que transmiten jerarquía social y estatus.
La arquitectura de Pekín refleja a menudo el poder y la autoridad del emperador. La escala grandiosa, la intrincada ornamentación y la posición estratégica de los edificios se diseñaron para mostrar el poder del gobierno imperial. A lo largo de los siglos, la arquitectura de Pekín incorporó elementos de diversos grupos étnicos y culturas, dando lugar a una fusión única de estilos que enriqueció el patrimonio arquitectónico de la ciudad.

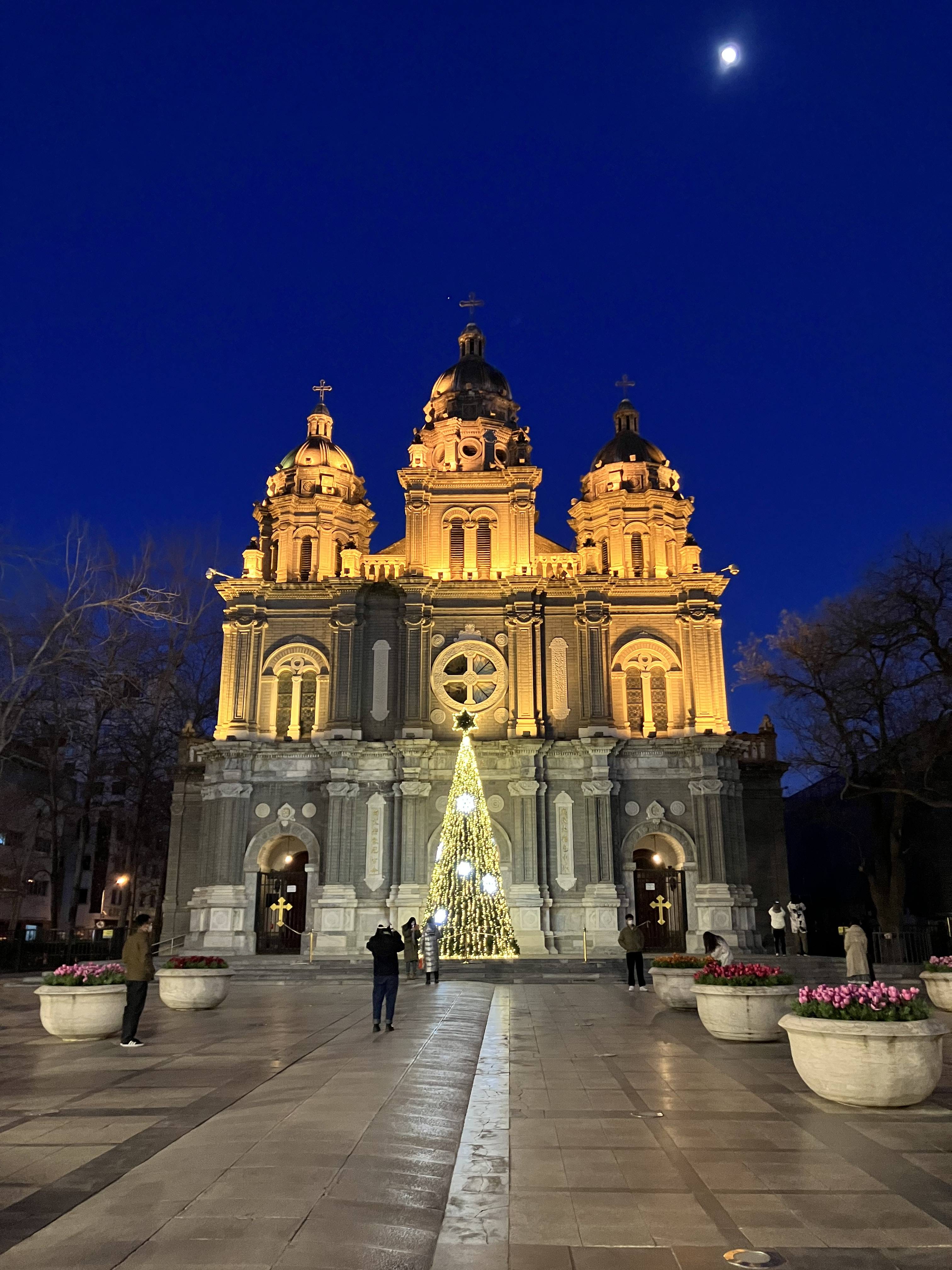
Iglesia de San José en Pekín

La arquitectura tradicional pequinesa suele seguir un trazado rectangular y simétrico, con estructuras alineadas a lo largo de un eje central. Este plano axial simboliza el orden y la armonía, valores fundamentales de la cultura china. Los materiales más utilizados en la arquitectura tradicional son la madera, el ladrillo y los azulejos. Los armazones de madera son característicos de muchas estructuras históricas, ya que ofrecen flexibilidad y resistencia.
Los tejados de los edificios tradicionales suelen ser curvos y de varios niveles, adornados con tejas vidriadas de colores como el amarillo y el verde. Las crestas de los tejados suelen estar decoradas con figuras de significado simbólico, como la protección contra los malos espíritus. Las estructuras tradicionales están adornadas con intrincadas tallas, pinturas y trabajos en piedra. Dragones, fénix y otras criaturas míticas son motivos comunes que simbolizan poder, prosperidad y protección.
Todos los elementos de la arquitectura tradicional pequinesa tienen un significado simbólico. Por ejemplo, el uso de azulejos amarillos en la Ciudad Prohibida significa el estatus supremo del emperador, ya que el amarillo se consideraba el color de la realeza. Los cuatro lados de una siheyuan (casa con patio) representan la armonía entre la naturaleza y los seres humanos.
La Ciudad Prohibida es la mayor estructura palaciega antigua del mundo. Presenta una planta rectangular, con edificios alineados a lo largo de un eje central. El complejo consta de casi 1000 edificios, entre salones, palacios y jardines, que muestran la grandeza de la arquitectura de las dinastías Ming y Qing.

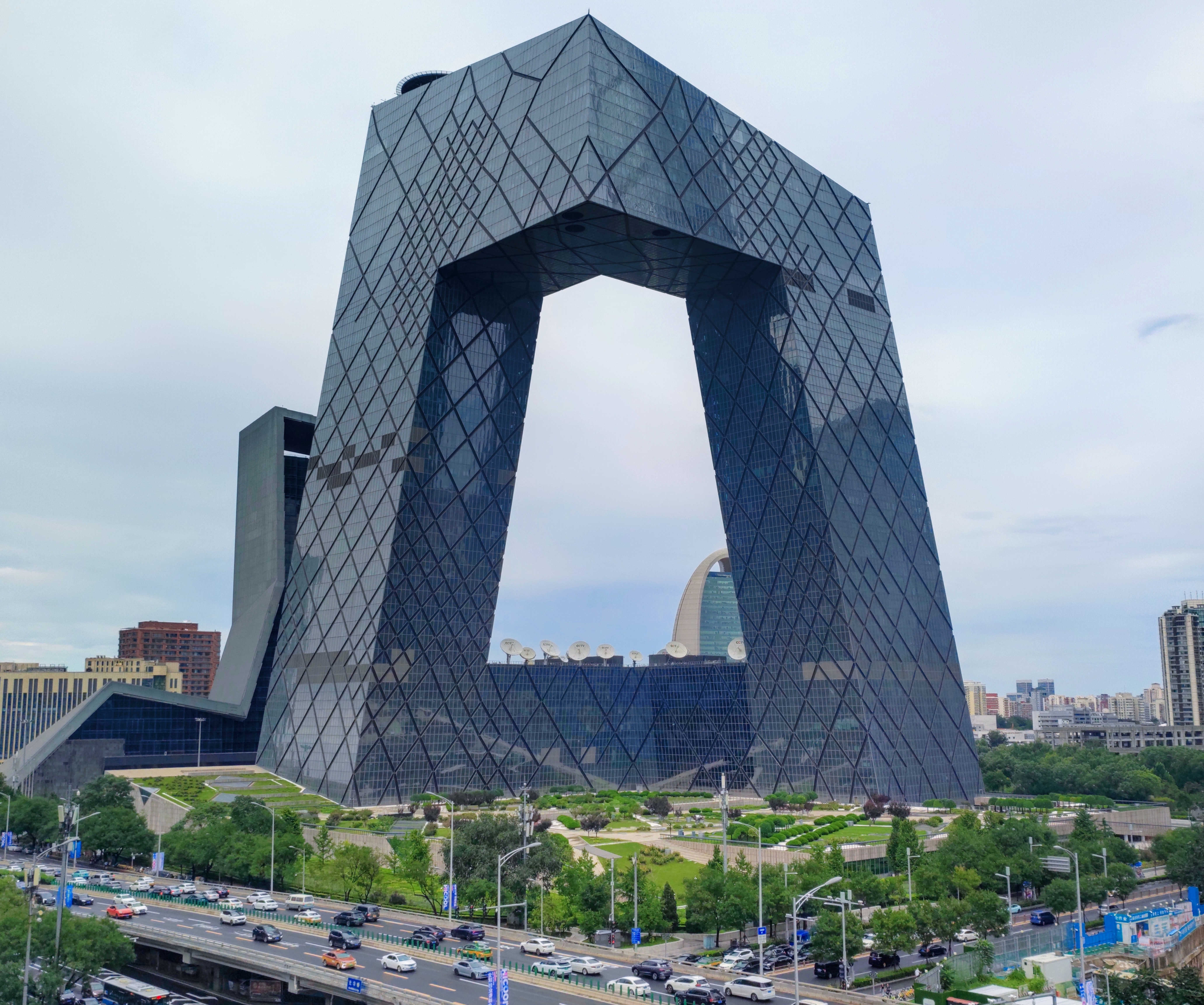
Edificio Sede de la CCTV la Televisión Central de China

La Ciudad Prohibida, palacio imperial durante más de 500 años, fue el centro político y ceremonial de los emperadores chinos. La Ciudad Prohibida simboliza el poder supremo del emperador y la centralización de la autoridad en la historia china.
El Palacio de Verano combina paisajes naturales con elementos artificiales. Entre sus estructuras destacan el Largo Corredor, el Barco de Mármol y la Torre del Incienso Budista. Sirvió de retiro a los emperadores de la dinastía Qing y de lugar de celebración de los asuntos de Estado. El Palacio de Verano refleja el sofisticado diseño de los jardines y el énfasis en la armonía entre el ser humano y la naturaleza.

El Templo del Cielo presenta edificios circulares, que simbolizan el cielo, y patios cuadrados, que simbolizan la tierra. La Sala de Oración por las Buenas Cosechas, con su tejado a tres aguas, es una maravilla arquitectónica. Los emperadores celebraban aquí rituales anuales para pedir buenas cosechas. El Templo del Cielo encarna las creencias cosmológicas chinas y el papel del emperador como «Hijo del Cielo».

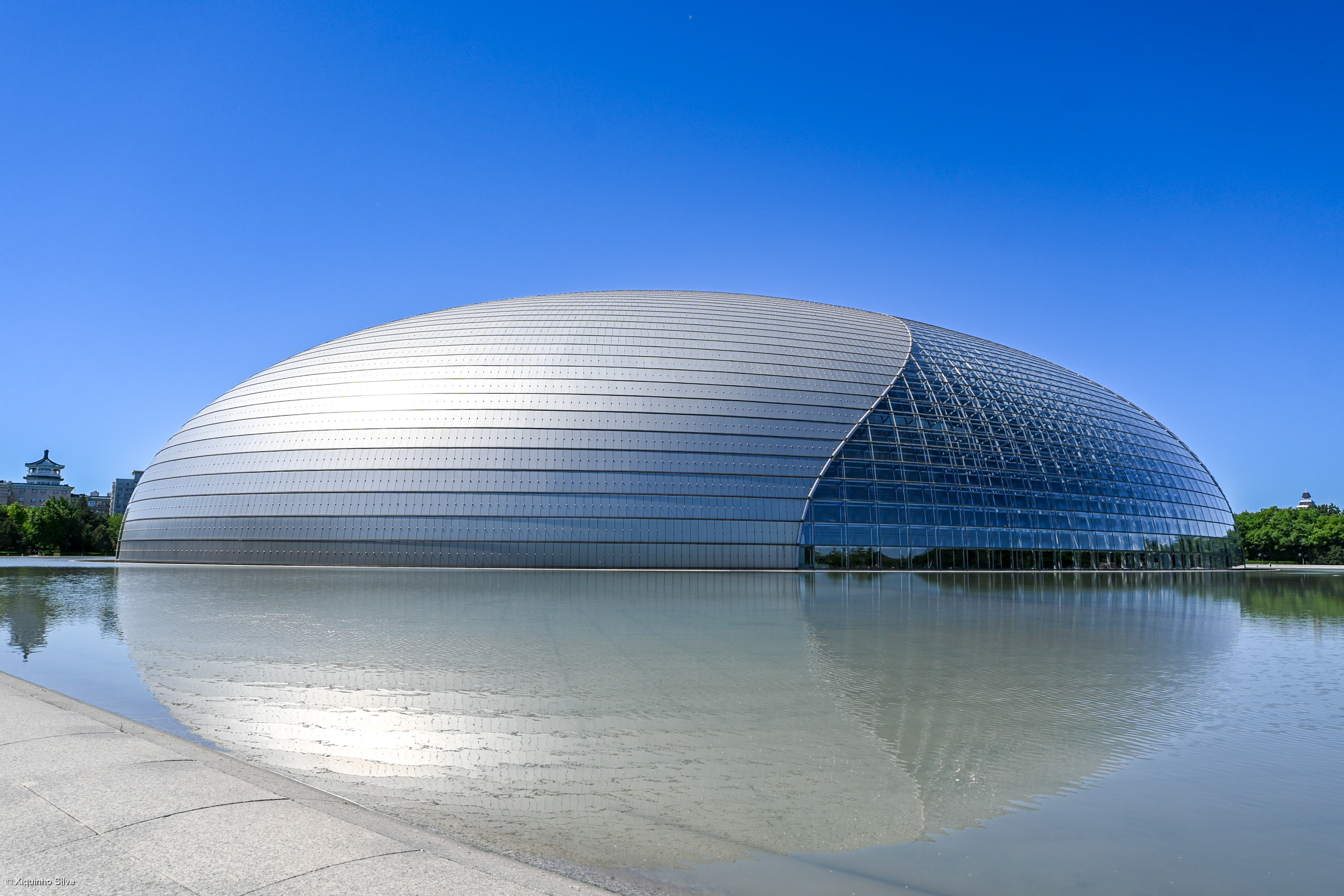
El Gran Teatro Nacional de China

Muchas estructuras tradicionales se enfrentan a retos como el desarrollo urbano, la contaminación y el deterioro natural. Sin embargo, se están realizando importantes esfuerzos para preservar y restaurar estos hitos históricos. Equilibrar la modernización con la preservación es un reto importante. El rápido desarrollo de Pekín ha provocado la demolición de muchos barrios y edificios tradicionales.
La Ciudad Prohibida, el Templo del Cielo y el Palacio de Verano son Patrimonio Mundial de la UNESCO, lo que garantiza el apoyo internacional a su conservación.

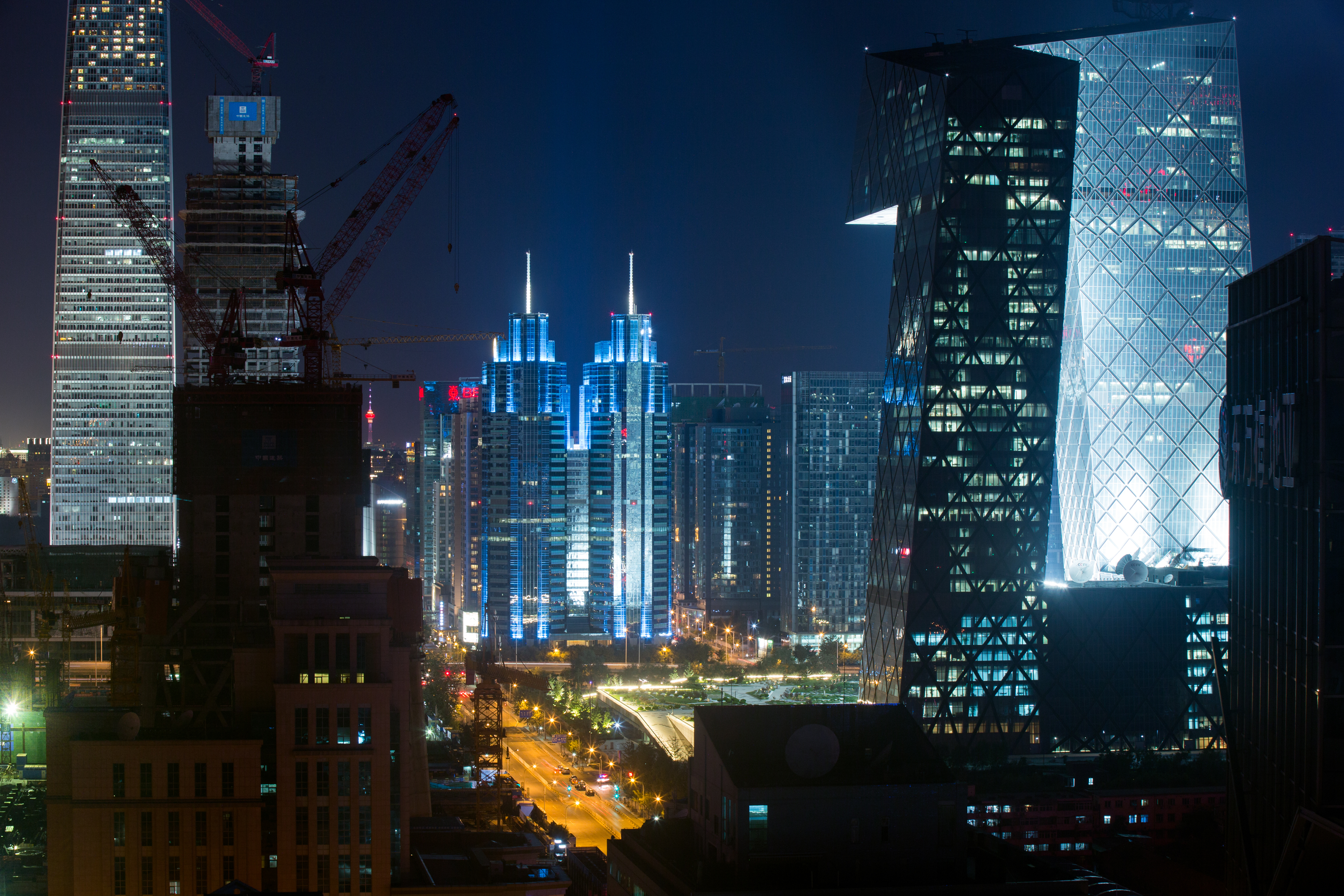
Los Modernos Rascacielos de Pekín

El gobierno chino ha puesto en marcha políticas y asignado recursos para proteger los lugares históricos y promover el turismo del patrimonio cultural. Las comunidades y organizaciones locales desempeñan un papel vital en los esfuerzos de conservación, concienciando y abogando por la preservación de la arquitectura tradicional.
Predominan tres estilos arquitectónicos. El primero corresponde a la arquitectura tradicional de la época imperial. El segundo, denominado Sino-Sov, fue utilizado entre los años 1950 y 1970. Las construcciones de este estilo se caracterizan por tener una forma más bien cúbica y por estar constituidas por materiales baratos.
Hay otras muchas formas de arquitectura moderna, muy notables en el Distrito Central de Negocios de Pekín.
| Predecesor: Barcelona | Capital Mundial de la Arquitectura 2029 | Sucesor: |

## Transporte

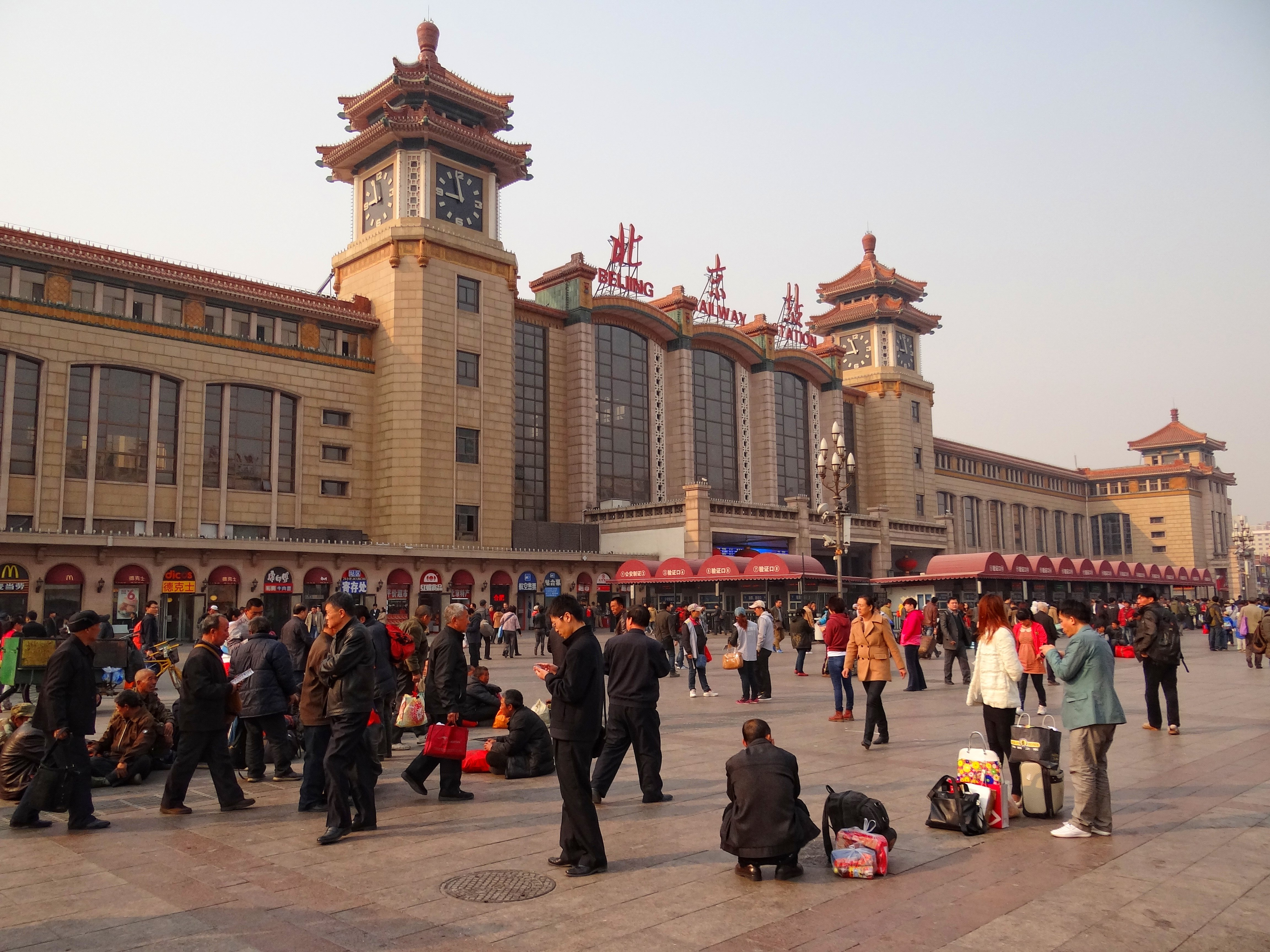
Estación Central de Pekín

El crecimiento de la ciudad a partir de las reformas económicas ha convertido a Pekín en un importante nudo de transportes. La ciudad está rodeada de cinco anillos de circunvalación, nueve autopistas, once carreteras principales, diversas líneas de ferrocarril y dos aeropuertos internacionales.

### Ferrocarril
Existen dos estaciones principales: la Estación Central de Ferrocarriles y la Estación de Ferrocarriles del Oeste. Otras cinco estaciones menores poseen tráfico de pasajeros: Estación del Este, Estación del Norte, Estación del Sur, Estación de Fengtai y Estación de Guang'anmen.
Hay líneas de ferrocarril a Cantón, Shanghái, Harbin, Baotou, Taiyuan, Chengde y Qinhuangdao, así como líneas internacionales hacia Pionyang, Kowloon y Rusia.
- Línea de Alta Velocidad Pekín-Tianjín.

### Carreteras

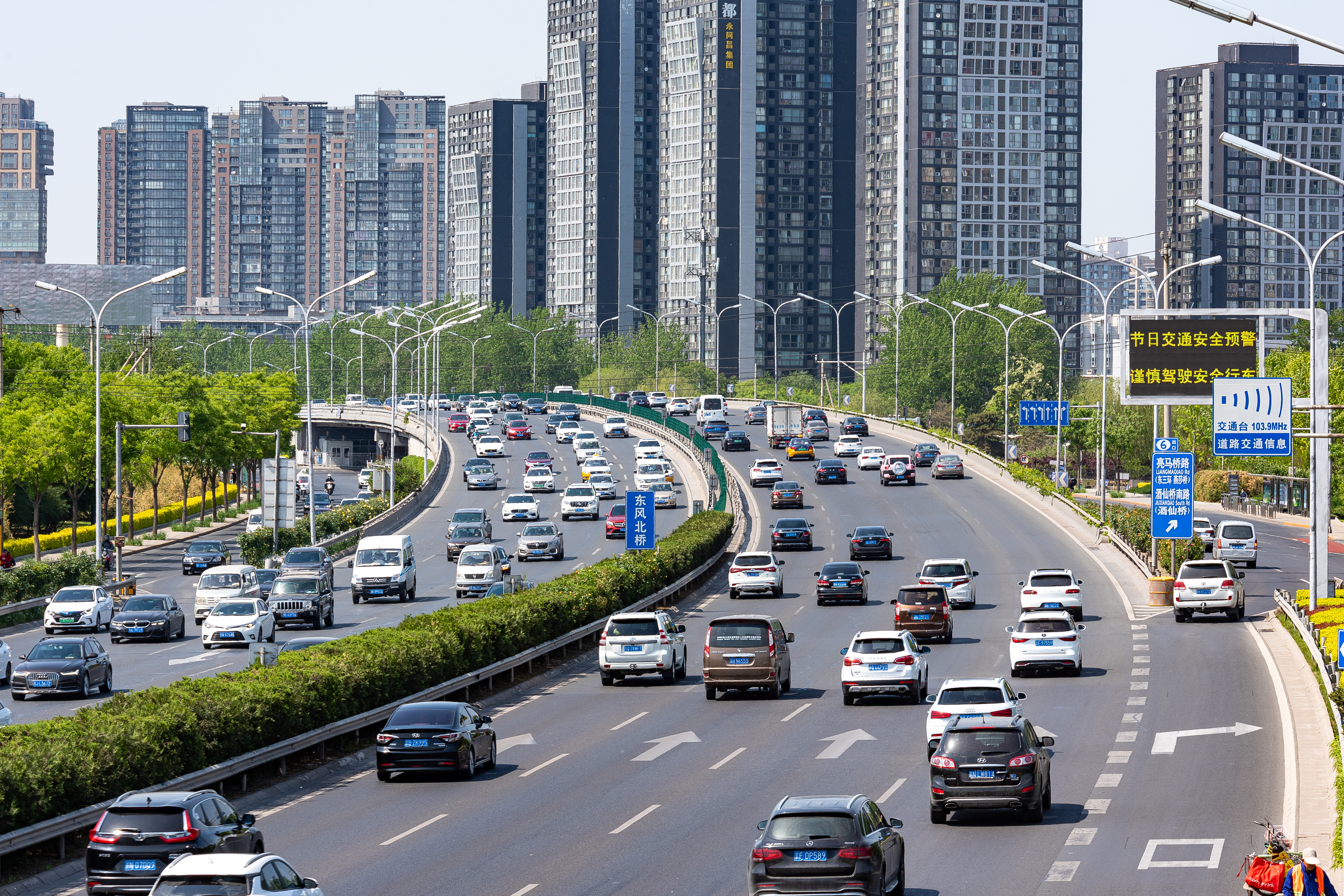
Vista de la 4ª circunvalación en el distrito de Chaoyang, Pekín

Pekín está conectada por carretera o autopista con todo el resto de China. El aumento del número de automóviles y la disminución del uso de bicicletas, debido al crecimiento económico de la ciudad está agravando el problema de los atascos, especialmente en hora punta. A esto hay que añadir el escaso desarrollo del transporte público.

### Transporte aéreo
El principal aeropuerto es el aeropuerto internacional de Pekín, cerca de Shunyi, 20 km al noreste de Pekín, que es el principal aeropuerto de la compañía Air China. Otros aeropuertos son el aeropuerto de Liangxiang, el aeropuerto de Pekín-Nanyuan, el aeropuerto de Xijiao y el aeropuerto internacional de Pekín-Daxing.

### Transporte público
El Metro de Pekín (en chino, 北京地铁; pinyin, Běijīng Dìtiě) es el sistema de transporte ferroviario metropolitano en Pekín. En 2012 cuenta con 442 km de longitud, 16 líneas en total, lo que lo convierte en el servicio de metro más extenso del mundo. Da servicio a aproximadamente 8,5 millones de personas diariamente. Es administrado por la empresa pública Beijing City Underground Railway Company.

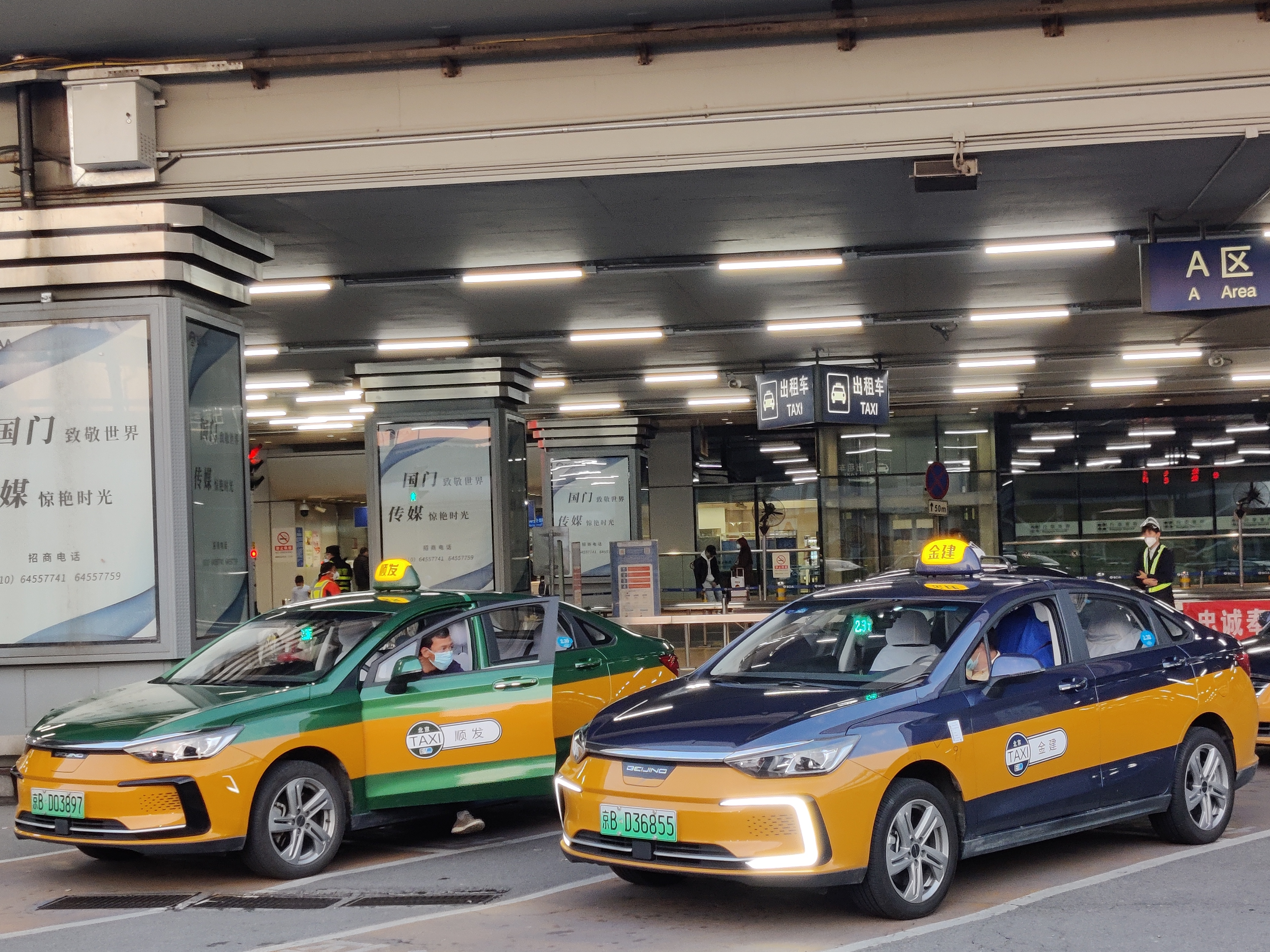
Uno de los servicios de Taxis de la Ciudad

### Taxis
Los taxis con taxímetro en Pekín cuestan a partir de 13 yuanes los primeros 3 km, 2,3 renminbi por 1 km adicional y 1 yen de recargo por combustible, sin contar las tasas por ralentí, que son de 2,3 yenes (4,6 yuanes en las horas punta, de 7 a 9 de la mañana y de 5 a 7 de la tarde) por cada 5 minutos de parada o marcha a velocidades inferiores a 12 km/h. La mayoría de los taxis son Hyundai Elantras, Hyundai Sonatas, Peugeots, Citroën y Volkswagen Jettas. La mayoría de los taxis son Hyundai Elantras, Hyundai Sonatas, Peugeots, Citroëns y Volkswagen Jettas. A partir de 15 km, la tarifa básica aumenta un 50% (pero sólo se aplica a la parte que supera esa distancia). 
Las distintas compañías tienen combinaciones de colores especiales pintadas en sus vehículos. Normalmente, los taxis matriculados tienen el marrón amarillento como tono básico, con otro color azul de Prusia, verde cazador, blanco, ámbar, púrpura tirio, rufo o verde mar. Entre las 11 de la noche y las 5 de la mañana, la tarifa se incrementa un 20%. Los viajes de más de 15 km (9 mi) y entre las 23:00 y las 06:00 incurren en ambos cargos, lo que supone un aumento total del 80%. Los peajes durante el viaje deben ser cubiertos por los clientes y los costes de los viajes más allá de los límites de la ciudad de Pekín deben negociarse con el conductor. El coste de los taxis no registrados también está sujeto a negociación con el conductor.

### Bicicletas

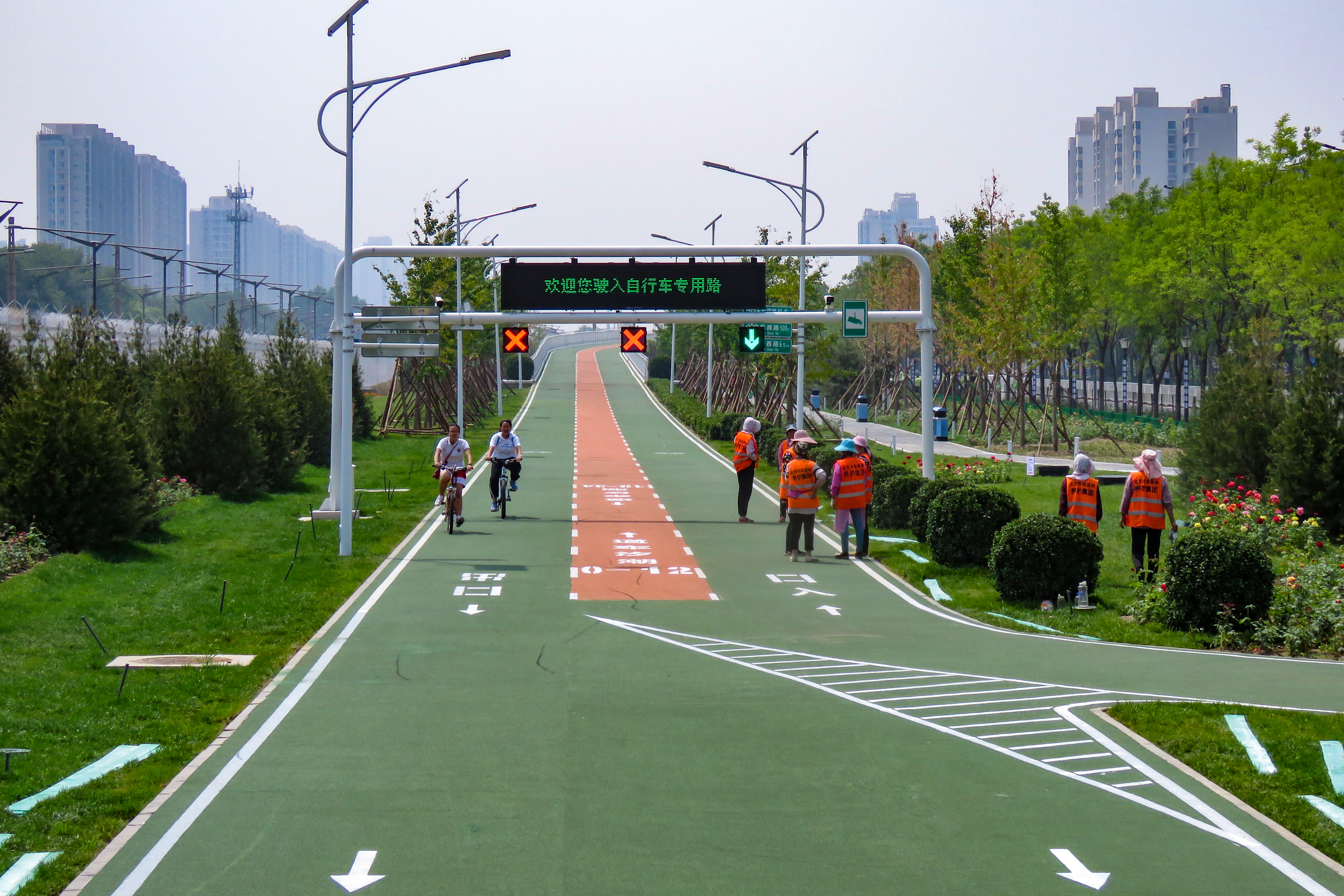
Una de las ciclorrutas de Pekín

Pekín es conocida desde hace tiempo por el número de bicicletas que circulan por sus calles. Aunque el aumento del tráfico motorizado ha creado una gran congestión y el uso de la bicicleta ha disminuido, las bicicletas siguen siendo una importante forma de transporte local. Se pueden ver muchos ciclistas en la mayoría de las carreteras de la ciudad, y la mayoría de las vías principales tienen carriles exclusivos para bicicletas. Pekín es relativamente llana, lo que facilita el uso de la bicicleta. 
El auge de las bicicletas eléctricas y los patinetes eléctricos, que tienen velocidades similares y utilizan los mismos carriles bici, puede haber supuesto un renacimiento del transporte de dos ruedas a velocidad de bicicleta. Es posible ir en bicicleta a la mayor parte de la ciudad. Debido a la creciente congestión del tráfico, las autoridades han indicado en más de una ocasión que desean fomentar el uso de la bicicleta, pero no está claro si existe la voluntad suficiente para traducirlo en acciones a una escala significativa.
El 30 de marzo de 2019 se inauguró una ruta ciclista de 6. 5 km (4 millas) de carril dedicado a las bicicletas, aliviando la congestión del tráfico entre Huilongguan y Shangdi, donde hay muchas empresas de alta tecnología. El ciclismo ha experimentado un resurgimiento de su popularidad espoleado por la aparición desde 2016 de un gran número de bicicletas compartidas basadas en apps como Mobike, Bluegogo y Ofo.

## Turismo

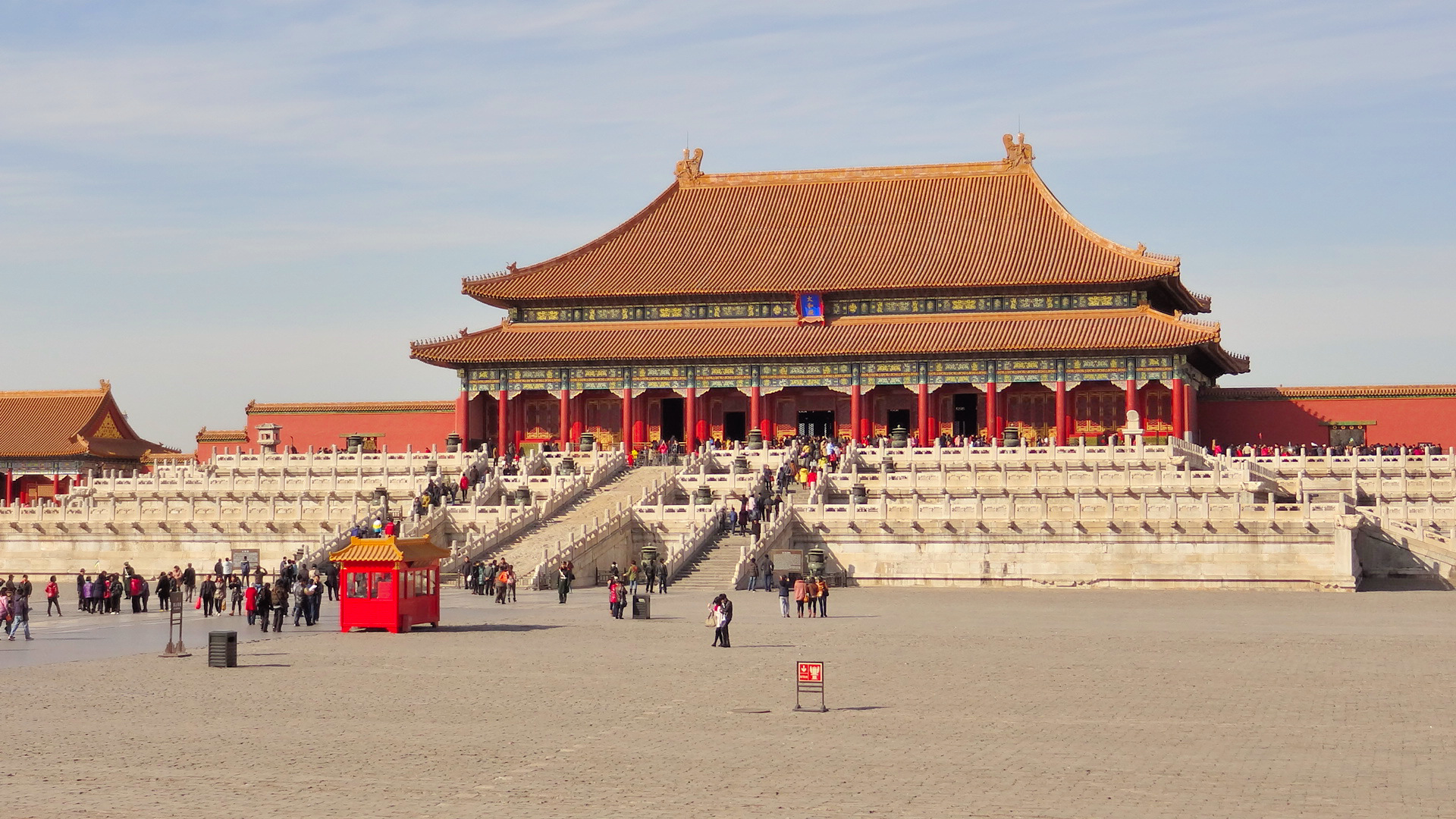
Ciudad Prohibida

A pesar del daño causado por la Revolución Cultural y el crecimiento urbano, como la demolición de los hútòng, todavía existen algunas atracciones históricas. Las más conocidas son la ampliación de Badaling de la Gran Muralla China, el Palacio de Verano o la Ciudad Prohibida. Por su valor histórico, político y cultural, también es muy visitada la plaza de Tian'anmen.
Lugares famosos:
- La Ciudad Prohibida
- La plaza de Tian'anmen
- La Gran Muralla China
- Las Tumbas Ming
- El Templo del Cielo
- El Palacio de Verano
- Las Ruinas del Antiguo Palacio de Verano
- Gulou y Zhonglou (Torres del Tambor y de la Campana)
- Museo del Hombre de Pekín en Zhoukoudian (Patrimonio Mundial de la Humanidad)

## Deporte

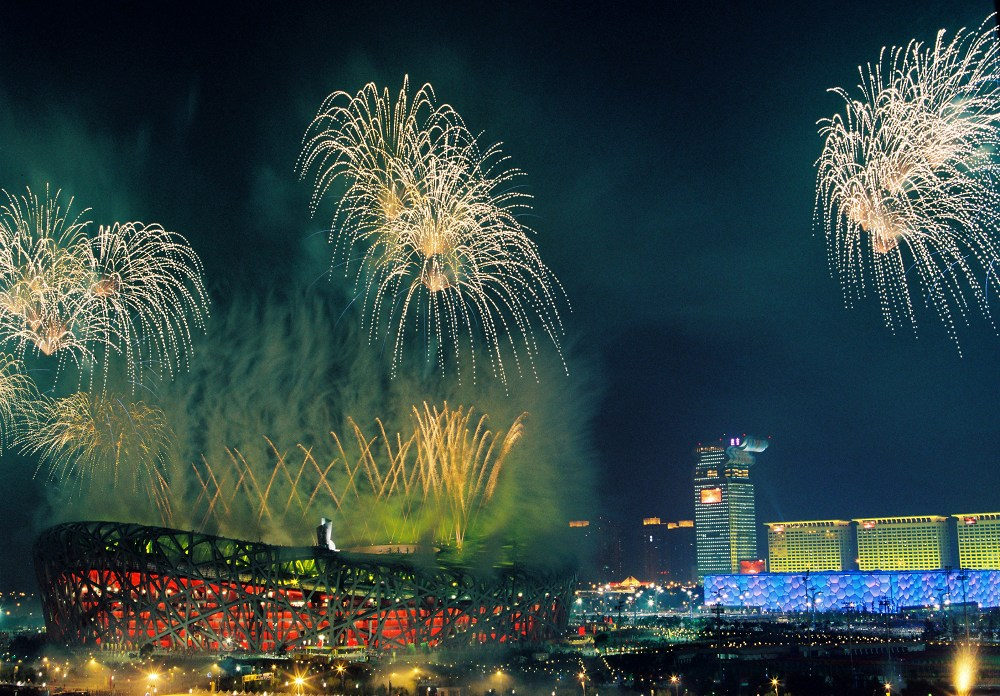
Fuegos artificiales en la Ceremonia de Apertura de los Juegos Olímpicos de Verano de 2008 en Pekín, China

Pekín ha acogido numerosos acontecimientos deportivos internacionales y nacionales, entre los que destacan los Juegos Olímpicos y Paralímpicos de Verano de 2008 y los Juegos Olímpicos y Paralímpicos de Invierno de 2022. Otros acontecimientos polideportivos internacionales celebrados en Pekín son la Universiada de Verano de 2001 y los Juegos Asiáticos de 1990. 
Entre las competiciones monodeportivas internacionales figuran el Maratón de Pekín (anual desde 1981), el Abierto de Tenis de China (1993-97, anual desde 2004), la Copa de China de Patinaje Artístico ISU Grand Prix (2003, 2004, 2005, 2008, 2009 y 2010), el Abierto de Snooker de China de la Asociación Mundial de Billar y Snooker Profesional (anual desde 2005), el Tour de Pekín de la Unión Ciclista Internacional (desde 2011), el Campeonato Mundial de Tenis de Mesa de 1961, el Campeonato Mundial de Bádminton IBF de 1987, la Copa Asiática AFC 2004 (fútbol) y el Trofeo Barclays Asia 2009 (fútbol). Pekín acogió los Campeonatos del Mundo de Atletismo de la IAAF en 2015.

Entre los principales clubes deportivos de Pekín se encuentran el Beijing Guoan, uno de los equipos de fútbol más destacados de China, que disputa sus partidos en el Estadio de los Trabajadores, y los Beijing Ducks, un exitoso equipo de baloncesto que juega en el Wukesong Arena, una de las sedes principales de la Copa del Mundo de Baloncesto FIBA 2019. Ambos clubes tienen una base de aficionados muy sólida en la ciudad y han contribuido significativamente al desarrollo del deporte profesional en Pekín.

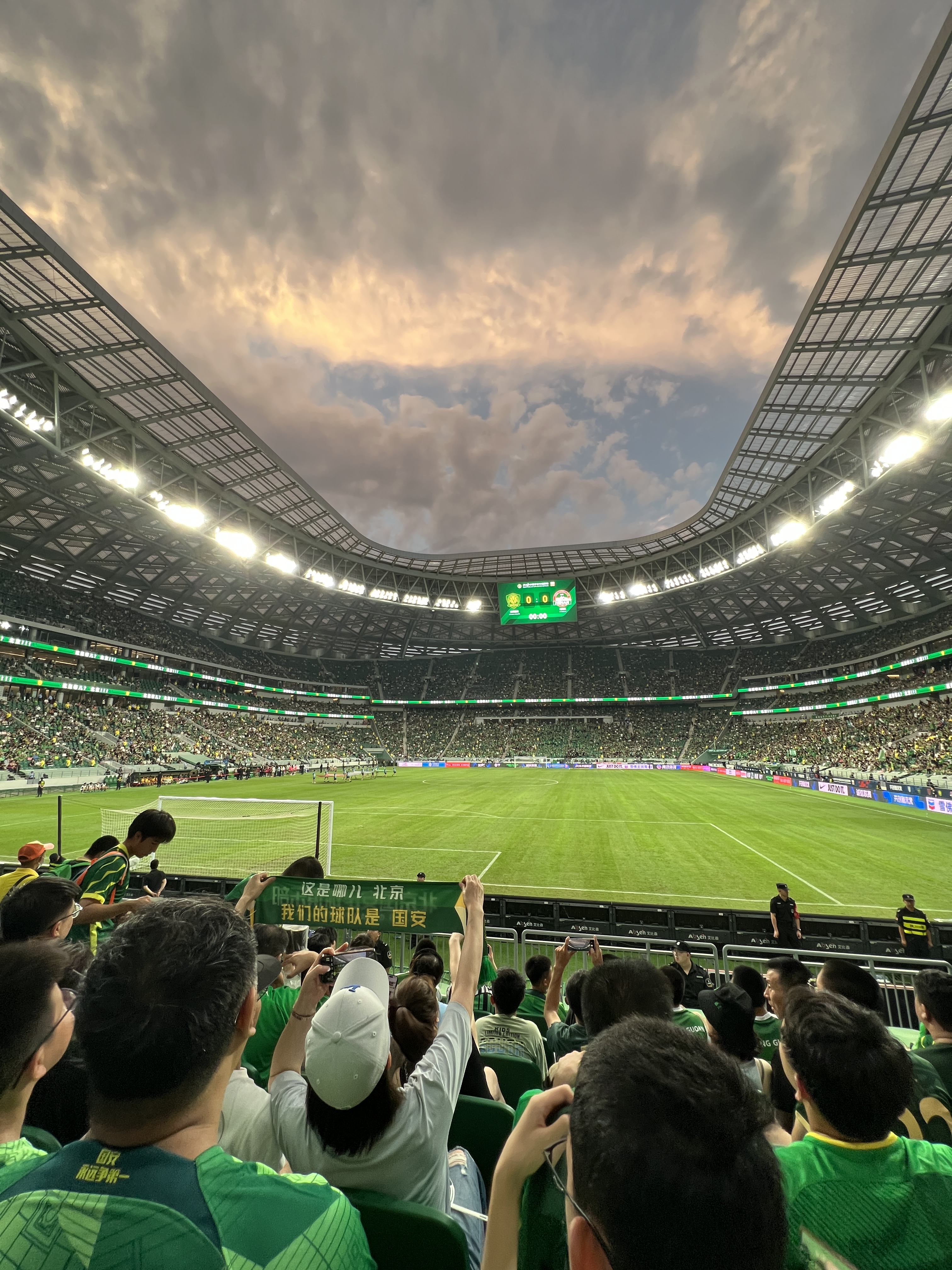
El Estadio de los Trabajadores de Pekín puede recibir hasta 68000 espectadores sentados

La ciudad acogió los segundos Juegos Nacionales de China en 1914 y los cuatro primeros Juegos Nacionales de China en 1959, 1965, 1975 y 1979, respectivamente, y coorganizó los Juegos Nacionales de 1993 con Sichuan y Qingdao. Pekín también acogió los primeros Juegos Nacionales de los Campesinos en 1988 y los sextos Juegos Nacionales de las Minorías en 1999.
En noviembre de 2013, Pekín presentó su candidatura para albergar los Juegos Olímpicos de Invierno de 2022. El 31 de julio de 2015, el Comité Olímpico Internacional adjudicó los Juegos Olímpicos de Invierno de 2022 a la ciudad, convirtiéndose en la primera en albergar tanto los Juegos Olímpicos de Verano como los de Invierno, así como los Juegos Paralímpicos de Invierno de 2022, convirtiéndose en la primera en albergar tanto los Juegos Paralímpicos de Verano como los de Invierno.
Pekín fue la ciudad sede de los Juegos Asiáticos de 1990, Juegos Olímpicos de Verano de 2008 y del Campeonato Mundial de Atletismo de 2015 así como también será sede de los Juegos Olímpicos de Invierno de 2022 y de la Copa Mundial de Baloncesto de la FIBA de China 2019.
Entre los principales recintos deportivos de la ciudad figuran el MasterCard Center, en Wukesong, al oeste del centro; el Estadio de los Trabajadores y el Workers' Arena, en Sanlitun, al este del centro, y el Capital Arena, en Baishiqiao, al noreste del centro. Además, muchas universidades de la ciudad tienen sus propias instalaciones deportivas. El Olympic Green es un conjunto de estadios centrado en el Estadio Nacional. Se desarrolló originalmente para los Juegos Olímpicos de Verano de 2008 y se modificó para los de Invierno de 2022. El salto de esquí Big Air Shougang está en los suburbios occidentales y se construyó para los Juegos Olímpicos de Invierno de 2022.
| Predecesor: Atenas            | Ciudad Olímpica 2008 | Sucesor: Londres                   |
| Predecesor: Pieonchang        | Ciudad Olímpica 2022 | Sucesor: Milán - Cortina d'Ampezzo |
| Predecesor: Palma de Mallorca | Universiadas 2001    | Sucesor: Daegu                     |

## Ciudades hermanadas
- Tokio (Japón, desde el 14 de marzo de 1979)
- Belgrado (Serbia, desde el 14 de octubre de 1980)
- Lima (Perú, desde el 21 de noviembre de 1983)
- Río de Janeiro (Brasil, desde el 24 de noviembre de 1986)
- Isla de Francia (departamento, Francia, desde el 2 de julio de 1987)
- Colonia (Alemania, desde el 14 de septiembre de 1987)
- Argel (Argelia, desde el 11 de septiembre de 1989)
- Ankara (Turquía, desde el 20 de junio de 1990)
- El Cairo (Egipto, desde el 28 de octubre de 1990)
- Islamabad (Pakistán, desde el 8 de octubre de 1992)
- Yakarta (Indonesia, desde el 8 de octubre de 1992)
- Bangkok (Tailandia, desde el 26 de mayo de 1993)
- Tel Aviv (Israel, desde el 29 de mayo de 1993)
- Buenos Aires (Argentina, desde el 13 de julio de 1993)
- Seúl (Corea del Sur, desde el 23 de octubre de 1993)
- Kiev (Ucrania, desde el 13 de diciembre de 1993)
- Berlín (Alemania, desde el 5 de abril de 1994)
- Bruselas (Bélgica, desde el 22 de septiembre de 1994)
- Hanói (Vietnam, desde el 6 de octubre de 1994)
- Ámsterdam ( Países Bajos, desde el 29 de octubre de 1994)
- Moscú (Rusia, desde el 16 de mayo de 1995)
- París (Francia, desde el 23 de octubre de 1997)
- Roma (Italia, desde el 28 de mayo de 1998)
- Johannesburgo (Sudáfrica, desde el 6 de diciembre de 1998)
- Ottawa (Canadá, desde el 18 de octubre de 1999)
- Teherán (Irán, desde el 10 de abril de 1999)
- Canberra (Australia, desde el 14 de septiembre de 2000)
- Manila (Filipinas, desde el 14 de noviembre de 2005)
- Wellington (Nueva Zelanda, desde el 12 de mayo de 2006)
- San José (Costa Rica desde el 10 de julio de 2007)
- Santiago (Chile desde el 7 de agosto de 2007)
- Santo Domingo (República Dominicana, desde 2008)
- Pionyang (Corea del Norte)
- Ciudad de México (México, desde 2009)
- Caracas (Venezuela, desde 2011)
- San Salvador (El Salvador, desde 2012)